# Playoffs NBA 2013
Navigation
Playoffs 2012 Playoffs 2014
Les playoffs NBA 2013 sont les séries éliminatoires (en anglais : playoffs) de la saison NBA 2012-2013. Ils ont débuté le samedi 20 avril 2013 par le premier tour qui s'est achevé le 5 mai 2013, les demi-finales de conférence ont eu lieu du 6 mai 2013 au 18 mai 2013, les finales de conférence ont débuté le 19 mai 2013 à San Antonio pour la Conférence Ouest et le 22 mai 2013 à Miami pour la Conférence Est et se sont achevées le 3 juin 2013. Les finales commencent le 6 juin 2013.
Le Heat de Miami présente le meilleur bilan de la ligue avec 66 victoires. Les deux finalistes 2012, Miami et le Thunder d'Oklahoma City, meilleure équipe de la conférence Ouest avec 60 victoires, terminent premiers de leurs conférences respectives pour la première fois depuis 2006.
Les Knicks de New York obtiennent leur meilleur bilan en saison régulière depuis 1997 et sont champions de la Division Atlantique pour la première fois depuis 1994. Les Pacers de l'Indiana sont champions de la Division Centrale pour la première fois depuis 2004 alors que les Clippers de Los Angeles sont pour la première fois de leur histoire champions de la Division Pacifique après 50 saisons de NBA. Les Nuggets de Denver arrivent en playoffs avec le meilleur bilan de l'histoire de la franchise (57 victoires).
Les Nets de Brooklyn et les Warriors de Golden State se qualifient pour les playoffs pour la première fois depuis 2007, les Rockets de Houston pour la première fois depuis 2009 et les Bucks de Milwaukee pour la première fois depuis 2010. Les Bucks se qualifient avec plus de défaites que de victoires (38-44). C'est la seconde fois qu'une équipe se qualifie avec un bilan négatif après les Pacers en 2011 (37-45).

## Règlement
Dans chacune des deux conférences (Est et Ouest), les 3 équipes vainqueurs de division et les 5 meilleures équipes restantes de chaque conférence se qualifient pour les playoffs. Les 8 équipes qualifiées de chaque conférence sont classées de 1 à 8 selon leur nombre de victoires, sachant que chaque équipe championne de division est au pire classée quatrième.
Les critères de départage des équipes sont :
1. équipe championne de division par rapport à une équipe non championne de division
2. face-à-face
3. bilan de division (si les équipes sont dans la même division)
4. bilan de conférence
5. bilan face aux équipes qualifiées en playoffs situées dans la même conférence
6. bilan face aux équipes qualifiées en playoffs situées dans l'autre conférence
7. différence générale de points.

Au premier tour, l'équipe classée numéro 1 affronte l'équipe classée numéro 8, la numéro 2 la 7, la 3 la 6 et la 4 la 5.
En demi-finale de conférence, l'équipe vainqueur du match entre la numéro 1 et la numéro 8 rencontre l'équipe vainqueur du match entre la numéro 4 et la numéro 5 et l'équipe vainqueur du match entre la numéro 2 et la numéro 7 rencontre l'équipe vainqueur du match entre la numéro 3 et la numéro 6.
Les vainqueurs des demi-finales de conférence s'affrontent en finale de conférence. Les deux équipes ayant remporté la finale de leur conférence respective sont nommées championnes de conférence et se rencontrent ensuite pour une série déterminant le champion NBA.
Chaque série de playoffs se déroule au meilleur des 7 matches, la première équipe à 4 victoires passant au tour suivant. Dans chaque série, l'avantage du terrain est attribué à l'équipe ayant le plus de victoires, quel que soit son classement à l'issue de la saison régulière.
Les séries se déroulent de la manière suivante : 
| Match | 3 premiers tours | Finale NBA      |
| ----- | ---------------- | --------------- |
| 1     | Meilleur bilan   | Meilleur bilan  |
| 2     | Meilleur bilan   | Meilleur bilan  |
| 3     | Moins bon bilan  | Moins bon bilan |
| 4     | Moins bon bilan  | Moins bon bilan |
| 5     | Meilleur bilan   | Moins bon bilan |
| 6     | Moins bon bilan  | Meilleur bilan  |
| 7     | Meilleur bilan   | Meilleur bilan  |

## Équipes qualifiées

### Conférence Est
| Rang | Équipe              | Bilan   | Obtention         | Obtention         | Obtention                       | Obtention          |
| Rang | Équipe              | Bilan   | Place en playoffs | Titre de division | Meilleur bilan de la conférence | Meilleur bilan NBA |
| ---- | ------------------- | ------- | ----------------- | ----------------- | ------------------------------- | ------------------ |
| 1    | Heat de Miami       | 66-16   | 8 mars            | 18 mars           | 29 mars                         | 10 avril           |
| 2    | Knicks de New York  | 54-28   | 22 mars           | 9 avril           | —                               | —                  |
| 3    | Pacers de l'Indiana | 49-32 * | 21 mars           | 7 avril           | —                               | —                  |
| 4    | Nets de Brooklyn    | 49-33   | 21 mars           | —                 | —                               | —                  |
| 5    | Bulls de Chicago    | 45-37   | 27 mars           | —                 | —                               | —                  |
| 6    | Hawks d'Atlanta     | 44-38   | 27 mars           | —                 | —                               | —                  |
| 7    | Celtics de Boston   | 41-40 * | 3 avril           | —                 | —                               | —                  |
| 8    | Bucks de Milwaukee  | 38-44   | 6 avril           | —                 | —                               | —                  |

- Note : Le match Celtics de Boston-Pacers de l'Indiana du 16 avril, ayant été annulé à cause des attentats de Boston
 les deux franchises  n'ont joué que 81 matchs (les positions étant acquises avant cette annulation)[2].

### Conférence Ouest
| Rang | Équipe                   | Bilan | Obtention         | Obtention         | Obtention                       | Obtention          |
| Rang | Équipe                   | Bilan | Place en playoffs | Titre de division | Meilleur bilan de la conférence | Meilleur bilan NBA |
| ---- | ------------------------ | ----- | ----------------- | ----------------- | ------------------------------- | ------------------ |
| 1    | Thunder d'Oklahoma City  | 60-22 | 15 mars           | 12 avril          | 15 avril                        | —                  |
| 2    | Spurs de San Antonio     | 58-24 | 14 mars           | 6 avril           | —                               | —                  |
| 3    | Nuggets de Denver        | 57-25 | 23 mars           | —                 | —                               | —                  |
| 4 *  | Clippers de Los Angeles  | 56-26 | 22 mars           | 7 avril           | —                               | —                  |
| 5    | Grizzlies de Memphis     | 56-26 | 27 mars           | —                 | —                               | —                  |
| 6    | Warriors de Golden State | 47-35 | 9 avril           | —                 | —                               | —                  |
| 7    | Lakers de Los Angeles    | 45-37 | 17 avril          | —                 | —                               | —                  |
| 8    | Rockets de Houston       | 45-37 | 9 avril           | —                 | —                               | —                  |

Note : * Un champion de division ne peut être classé au-delà de la 4e place.

### Bilan des qualifiés

#### Les présents
Les Spurs de San Antonio se qualifient pour la seizième année consécutive, les Nuggets de Denver pour la dixième fois, les Lakers de Los Angeles pour la huitième fois (portant leur total de participation à des playoffs à 60 unités), puis les Celtics de Boston pour la sixième fois (pour un total de 52 participations) ainsi que les Hawks d'Atlanta, le Heat de Miami et les Bulls de Chicago pour la cinquième fois.
Les Warriors de Golden State reviennent après cinq ans d'absence.

#### Les absents
Les Mavericks de Dallas ne sont pas qualifiés pour la première fois depuis les playoffs 2000, comme le Magic d'Orlando depuis les playoffs 2007.
Les Pistons de Détroit sont absents pour la quatrième année consécutive, les Raptors de Toronto et les Wizards de Washington pour la cinquième année, les Kings de Sacramento pour la septième année et les Timberwolves du Minnesota pour la neuvième année.

## Tableau final
|  | 1er tour         | 1er tour                 | 1er tour             |   |                         | Demi-finales de Conférence | Demi-finales de Conférence | Demi-finales de Conférence |  |   | Finales de Conférence | Finales de Conférence | Finales de Conférence |  |    | Finales NBA   | Finales NBA | Finales NBA |
|  |                  |                          |                      |   |                         |                            |                            |                            |  |   |                       |                       |                       |  |    |               |             |             |
|  | 1                | Heat de Miami            | 4                    |   |                         |                            |                            |                            |  |   |                       |                       |                       |  |    |               |             |             |
|  | 8                | Bucks de Milwaukee       | 0                    |   |                         |                            |                            |                            |  |   |                       |                       |                       |  |    |               |             |             |
|  | 8                | Bucks de Milwaukee       | 0                    |   | 1                       | Heat de Miami              | 4                          |                            |  |   |                       |                       |                       |  |    |               |             |             |
|  |                  |                          |                      |   | 1                       | Heat de Miami              | 4                          |                            |  |   |                       |                       |                       |  |    |               |             |             |
|  |                  | 5                        | Bulls de Chicago     | 1 |                         |                            |                            |                            |  |   |                       |                       |                       |  |    |               |             |             |
|  | 4                | 5                        | Bulls de Chicago     | 1 | Nets de Brooklyn        | 3                          |                            |                            |  |   |                       |                       |                       |  |    |               |             |             |
|  | 4                |                          |                      |   | Nets de Brooklyn        | 3                          |                            |                            |  |   |                       |                       |                       |  |    |               |             |             |
|  | 5                | Bulls de Chicago         | 4                    |   |                         |                            |                            |                            |  |   |                       |                       |                       |  |    |               |             |             |
|  | 5                | Bulls de Chicago         | 4                    |   |                         |                            |                            |                            |  | 1 | Heat de Miami         | 4                     |                       |  |    |               |             |             |
|  | Conférence Est   |                          |                      |   |                         |                            |                            |                            |  | 1 | Heat de Miami         | 4                     |                       |  |    |               |             |             |
|  |                  | 3                        | Pacers de l'Indiana  | 3 |                         |                            |                            |                            |  |   |                       |                       |                       |  |    |               |             |             |
|  | 3                | 3                        | Pacers de l'Indiana  | 3 | Pacers de l'Indiana     | 4                          |                            |                            |  |   |                       |                       |                       |  |    |               |             |             |
|  | 3                |                          |                      |   | Pacers de l'Indiana     | 4                          |                            |                            |  |   |                       |                       |                       |  |    |               |             |             |
|  | 6                | Hawks d'Atlanta          | 2                    |   |                         |                            |                            |                            |  |   |                       |                       |                       |  |    |               |             |             |
|  | 6                | Hawks d'Atlanta          | 2                    |   | 3                       | Pacers de l'Indiana        | 4                          |                            |  |   |                       |                       |                       |  |    |               |             |             |
|  |                  |                          |                      |   | 3                       | Pacers de l'Indiana        | 4                          |                            |  |   |                       |                       |                       |  |    |               |             |             |
|  |                  | 2                        | Knicks de New York   | 2 |                         |                            |                            |                            |  |   |                       |                       |                       |  |    |               |             |             |
|  | 2                | 2                        | Knicks de New York   | 2 | Knicks de New York      | 4                          |                            |                            |  |   |                       |                       |                       |  |    |               |             |             |
|  | 2                |                          |                      |   | Knicks de New York      | 4                          |                            |                            |  |   |                       |                       |                       |  |    |               |             |             |
|  | 7                | Celtics de Boston        | 2                    |   |                         |                            |                            |                            |  |   |                       |                       |                       |  |    |               |             |             |
|  | 7                | Celtics de Boston        | 2                    |   |                         |                            |                            |                            |  |   |                       |                       |                       |  | E1 | Heat de Miami | 4           |             |
|  |                  |                          |                      |   |                         |                            |                            |                            |  |   |                       |                       |                       |  | E1 | Heat de Miami | 4           |             |
|  |                  | W2                       | Spurs de San Antonio | 3 |                         |                            |                            |                            |  |   |                       |                       |                       |  |    |               |             |             |
|  | 1                | W2                       | Spurs de San Antonio | 3 | Thunder d'Oklahoma City | 4                          |                            |                            |  |   |                       |                       |                       |  |    |               |             |             |
|  | 1                |                          |                      |   | Thunder d'Oklahoma City | 4                          |                            |                            |  |   |                       |                       |                       |  |    |               |             |             |
|  | 8                | Rockets de Houston       | 2                    |   |                         |                            |                            |                            |  |   |                       |                       |                       |  |    |               |             |             |
|  | 8                | Rockets de Houston       | 2                    |   | 1                       | Thunder d'Oklahoma City    | 1                          |                            |  |   |                       |                       |                       |  |    |               |             |             |
|  |                  |                          |                      |   | 1                       | Thunder d'Oklahoma City    | 1                          |                            |  |   |                       |                       |                       |  |    |               |             |             |
|  |                  | 5                        | Grizzlies de Memphis | 4 |                         |                            |                            |                            |  |   |                       |                       |                       |  |    |               |             |             |
|  | 4                | 5                        | Grizzlies de Memphis | 4 | Clippers de Los Angeles | 2                          |                            |                            |  |   |                       |                       |                       |  |    |               |             |             |
|  | 4                |                          |                      |   | Clippers de Los Angeles | 2                          |                            |                            |  |   |                       |                       |                       |  |    |               |             |             |
|  | 5                | Grizzlies de Memphis     | 4                    |   |                         |                            |                            |                            |  |   |                       |                       |                       |  |    |               |             |             |
|  | 5                | Grizzlies de Memphis     | 4                    |   |                         |                            |                            |                            |  | 5 | Grizzlies de Memphis  | 0                     |                       |  |    |               |             |             |
|  | Conférence Ouest |                          |                      |   |                         |                            |                            |                            |  | 5 | Grizzlies de Memphis  | 0                     |                       |  |    |               |             |             |
|  |                  | 2                        | Spurs de San Antonio | 4 |                         |                            |                            |                            |  |   |                       |                       |                       |  |    |               |             |             |
|  | 3                | 2                        | Spurs de San Antonio | 4 | Nuggets de Denver       | 2                          |                            |                            |  |   |                       |                       |                       |  |    |               |             |             |
|  | 3                |                          |                      |   | Nuggets de Denver       | 2                          |                            |                            |  |   |                       |                       |                       |  |    |               |             |             |
|  | 6                | Warriors de Golden State | 4                    |   |                         |                            |                            |                            |  |   |                       |                       |                       |  |    |               |             |             |
|  | 6                | Warriors de Golden State | 4                    |   | 6                       | Warriors de Golden State   | 2                          |                            |  |   |                       |                       |                       |  |    |               |             |             |
|  |                  |                          |                      |   | 6                       | Warriors de Golden State   | 2                          |                            |  |   |                       |                       |                       |  |    |               |             |             |
|  |                  | 2                        | Spurs de San Antonio | 4 |                         |                            |                            |                            |  |   |                       |                       |                       |  |    |               |             |             |
|  | 2                | 2                        | Spurs de San Antonio | 4 | Spurs de San Antonio    | 4                          |                            |                            |  |   |                       |                       |                       |  |    |               |             |             |
|  | 2                |                          |                      |   | Spurs de San Antonio    | 4                          |                            |                            |  |   |                       |                       |                       |  |    |               |             |             |
|  | 7                | Lakers de Los Angeles    | 0                    |   |                         |                            |                            |                            |  |   |                       |                       |                       |  |    |               |             |             |

## Faits marquants

### Premier tour
Pour la première fois depuis 46 ans, les Lakers de Los Angeles ont été incapables de gagner un seul match lors du premier tour des playoffs. Leur dernière série perdue sans gagner un match remonte en effet au playoffs 1967 où ils ont été battus en demi-finales de conférence (le premier tour d'alors) par les Warriors de San Francisco trois à zéro.
C'est la deuxième année consécutive que les Spurs de San Antonio gagnent leur premier tour sur la marque sèche (sweep en anglais) de quatre victoires à zéro.
Le 2 mai 2013, les Nuggets de Denver qui participaient à leurs dixièmes playoffs consécutifs enregistrent une neuvième élimination au premier tour (ils n'ont passé ce premier tour qu'en 2009 où ils se sont inclinés en finales de conférence) à la suite de leur défaite 92 à 88 chez les Warriors de Golden State.
Le 3 mai 2013, en battant quatre victoires à deux les Celtics de Boston, les Knicks de New York gagnent leur première série de playoffs depuis 2000 et prennent leur revanche sur un adversaire qui les avait battus quatre à zéro en 2011.
Ce même jour, les Grizzlies de Memphis se qualifient pour les demi-finales de conférence. Après avoir perdu les deux premiers matchs à Los Angeles chez les Clippers de Los Angeles, ils gagnent les quatre rencontres suivantes, dont le match 5 à Los Angeles.
Toujours le 3 mai, les Pacers de l'Indiana gagnent dans la salle des Hawks d'Atlanta et se qualifient également à l'issue du sixième match.
Le 4 mai 2013, le septième match entre les Bulls de Chicago et les Nets de Brooklyn poursuit la récente tradition d'au moins une série du premier tour se concluant en sept matchs. Il faut en effet remonter aux playoffs 2011 pour n'en trouver aucune.

### Demi-finales de conférence
Le 8 mai 2013, les Bulls de Chicago subissent lors du match 2 des demi-finales de Conférence Est leur plus grande défaite de leur histoire en playoffs, en étant battu de 37 points 115 à 78 par le Heat de Miami.
Le 9 mai 2013, lors du second match de la série, les Warriors de Golden State s'imposent 100 à 91 à San Antonio pour la première fois depuis le 14 février 1997 (soit 30 défaites consécutives) et leur victoire 108 à 94.
Le 15 mai 2013, les Grizzlies de Memphis se qualifient pour la première fois de leur histoire pour les finales de la Conférence Ouest grâce à leur succès 88 à 84 dans la salle du Thunder d'Oklahoma City.

### Finales de conférence
Le 27 mai 2013, les Spurs de San Antonio battent sèchement les Grizzlies de Memphis quatre victoires à zéro, score qui n'avait plus été réalisé en finale de conférence depuis 2003 et la victoire sur ce score des Nets du New Jersey sur les Pistons de Détroit.
C'est la première fois depuis 2001, qu'il y a 8 jours d'écart entre la fin des deux finales de conférence, les Spurs étant qualifiés dès le 27 mai alors que la conférence Est n'a délivré son verdict que le 3 juin, comme ce fut le cas avec les Lakers de Los Angeles et 76ers de Philadelphie (avec les mêmes dates : 27 mai et 3 juin 2001). Comme en 2001 le champion de la Conférence Ouest l'emporte 4 à 0 et celui de l'Est 4 à 3. Par contre les Spurs n'ont pas battu le record des Lakers qui en 2001 sont parvenus en finales en gagnant 11 matchs (le premier tour étant au meilleur des cinq matchs) sans en perdre un seul; alors que les Spurs en ont gagné 12 et perdu deux.

## Résultats détaillés
Tous les horaires indiqués sont au fuseau horaire UTC-4, l'heure d'été de la côte Est des États-Unis (en anglais, Eastern Daylight Time). Pour convertir en heure française, il suffit d'ajouter 6 heures.
Les cinquième, sixième et septième matchs sont disputés si nécessaire, afin qu'une des deux équipes atteigne quatre victoires et se qualifie ainsi pour le tour suivant.

### Conférence Est

#### Salles
Salles des huit participants.

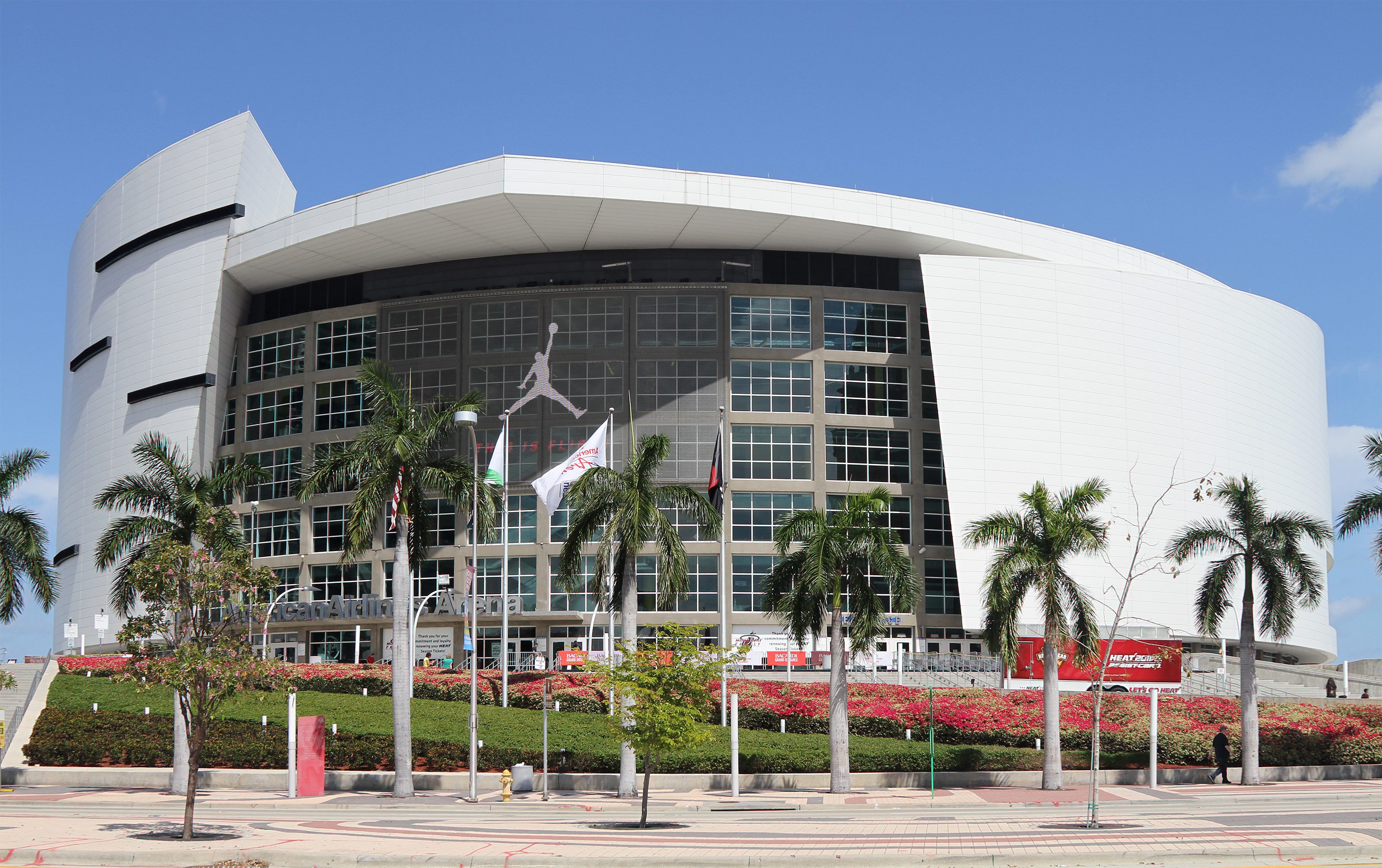
American Airlines Arena, Miami
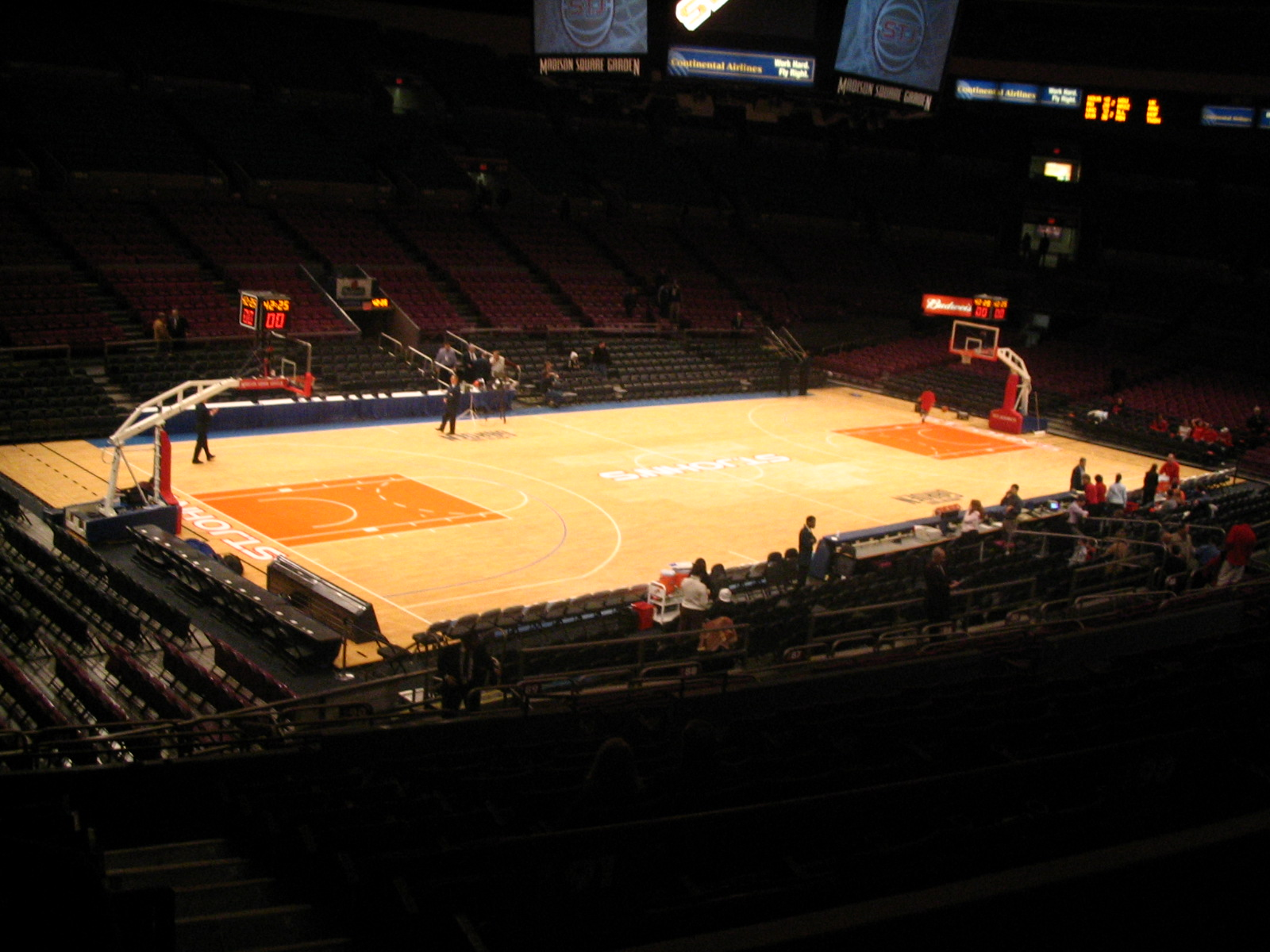
Madison Square Garden, New York
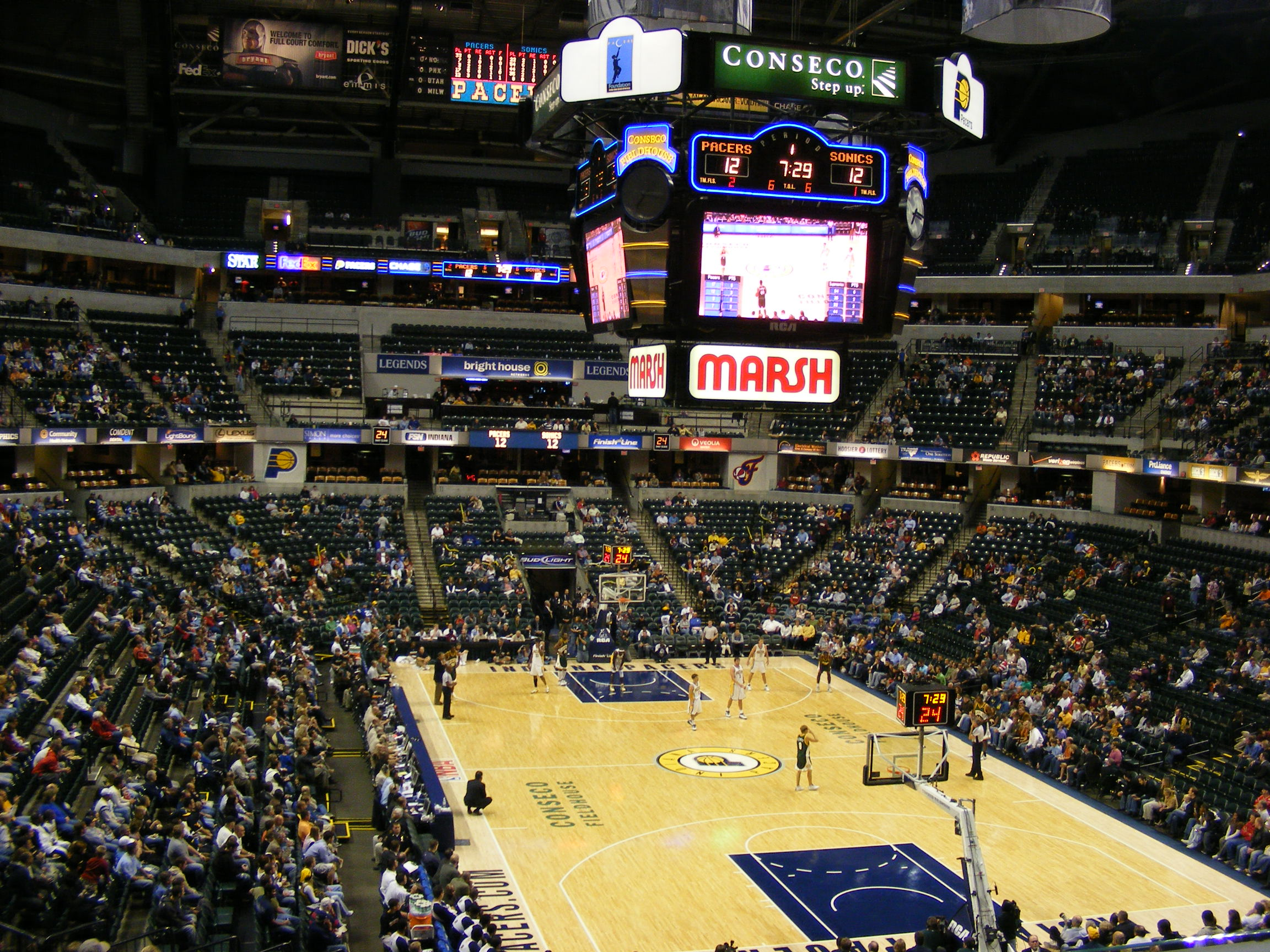
Bankers Life Fieldhouse, Indianapolis
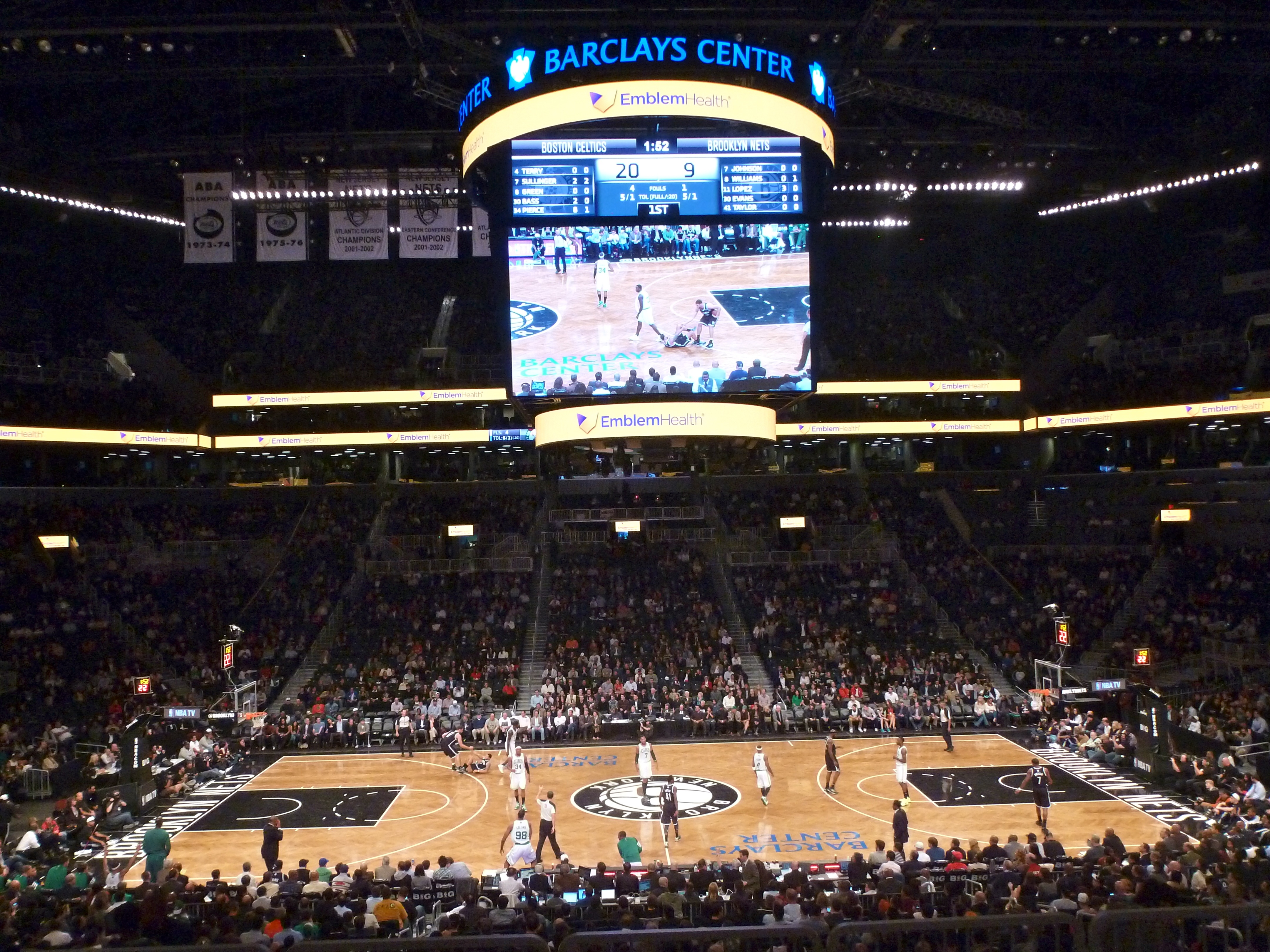
Barclays Center, Brooklyn
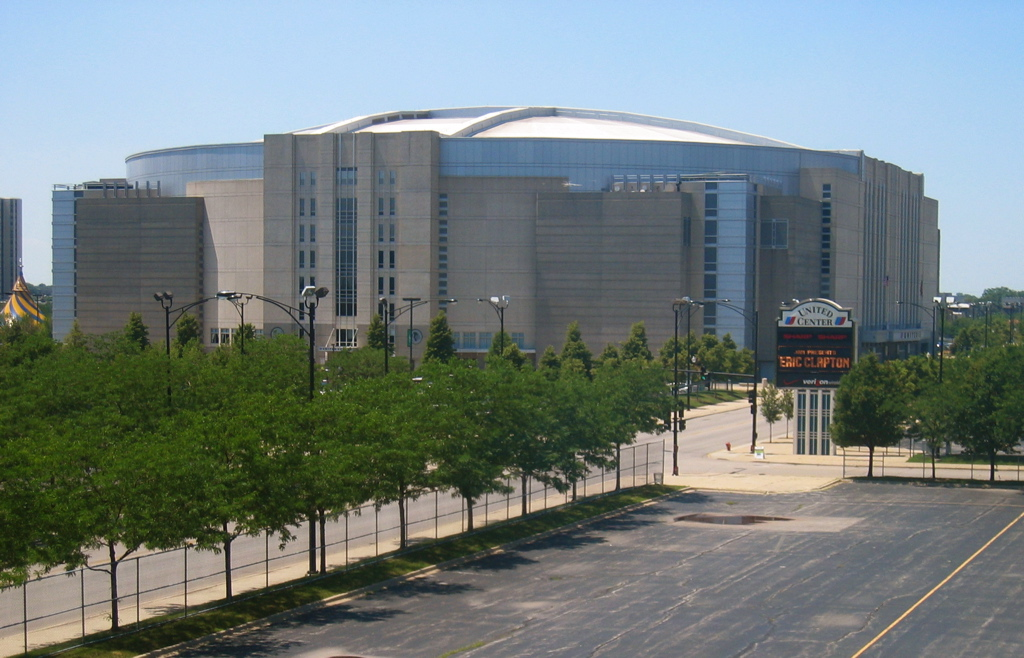
United Center, Chicago
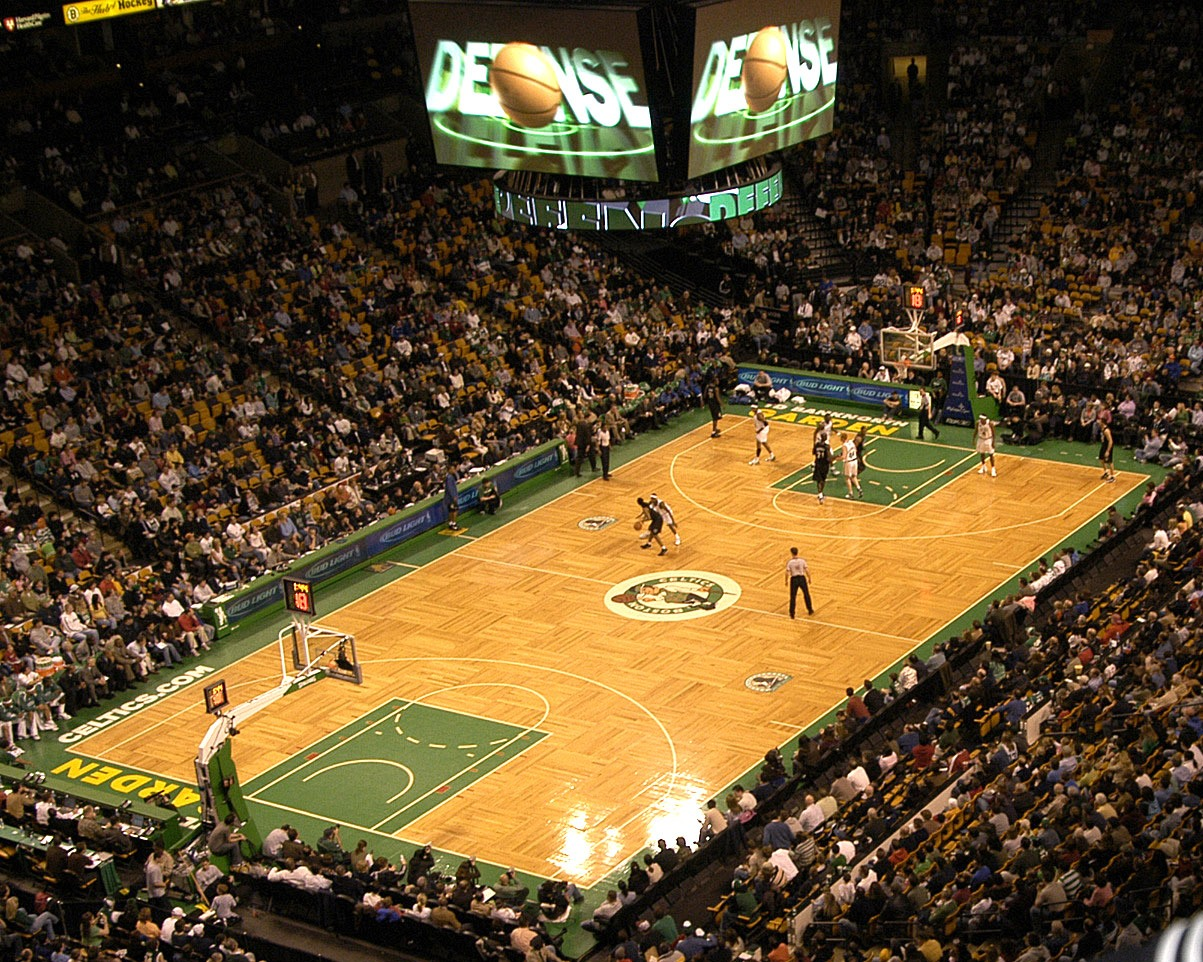
TD Garden, Boston
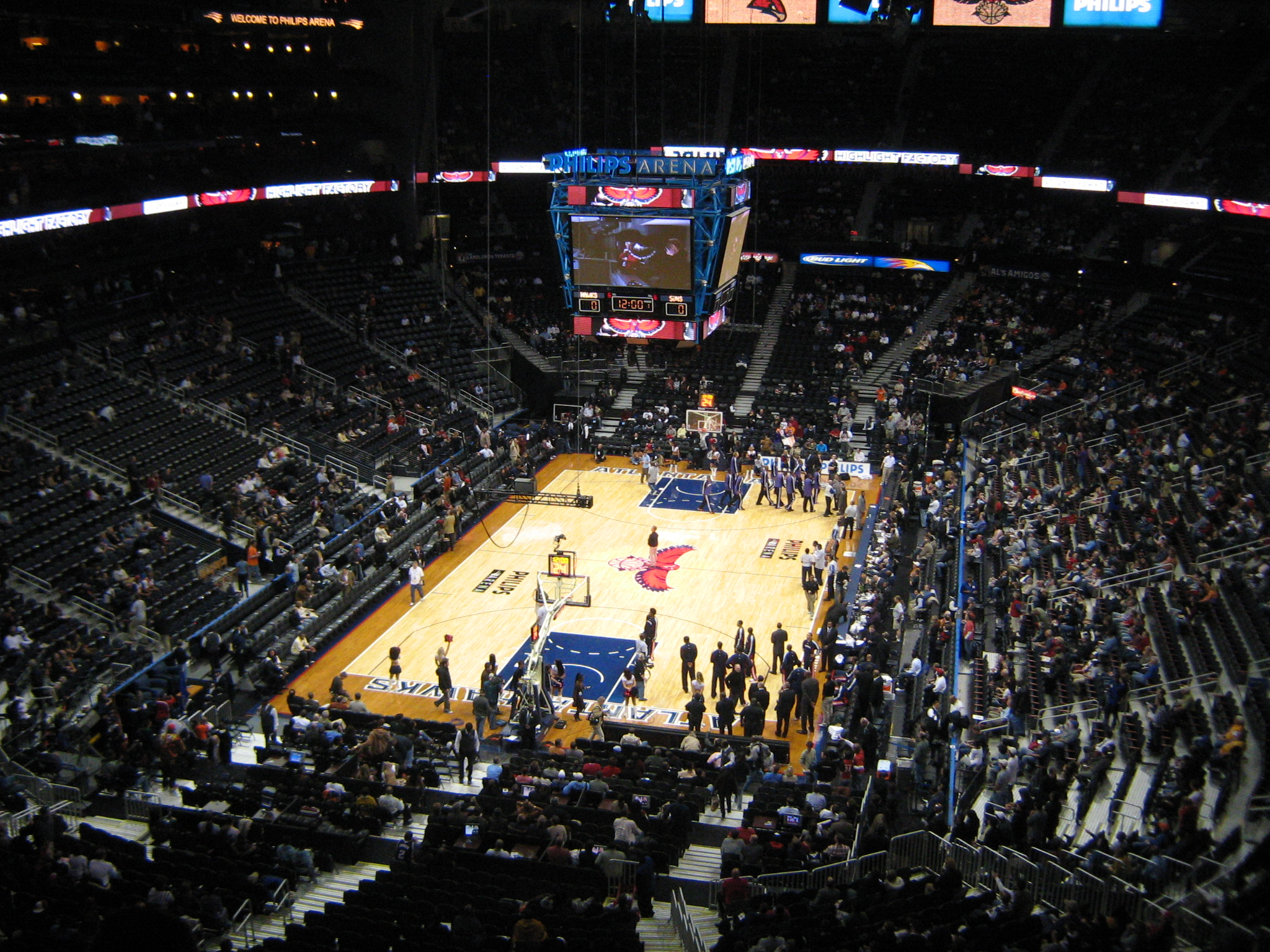
Philips Arena, Atlanta
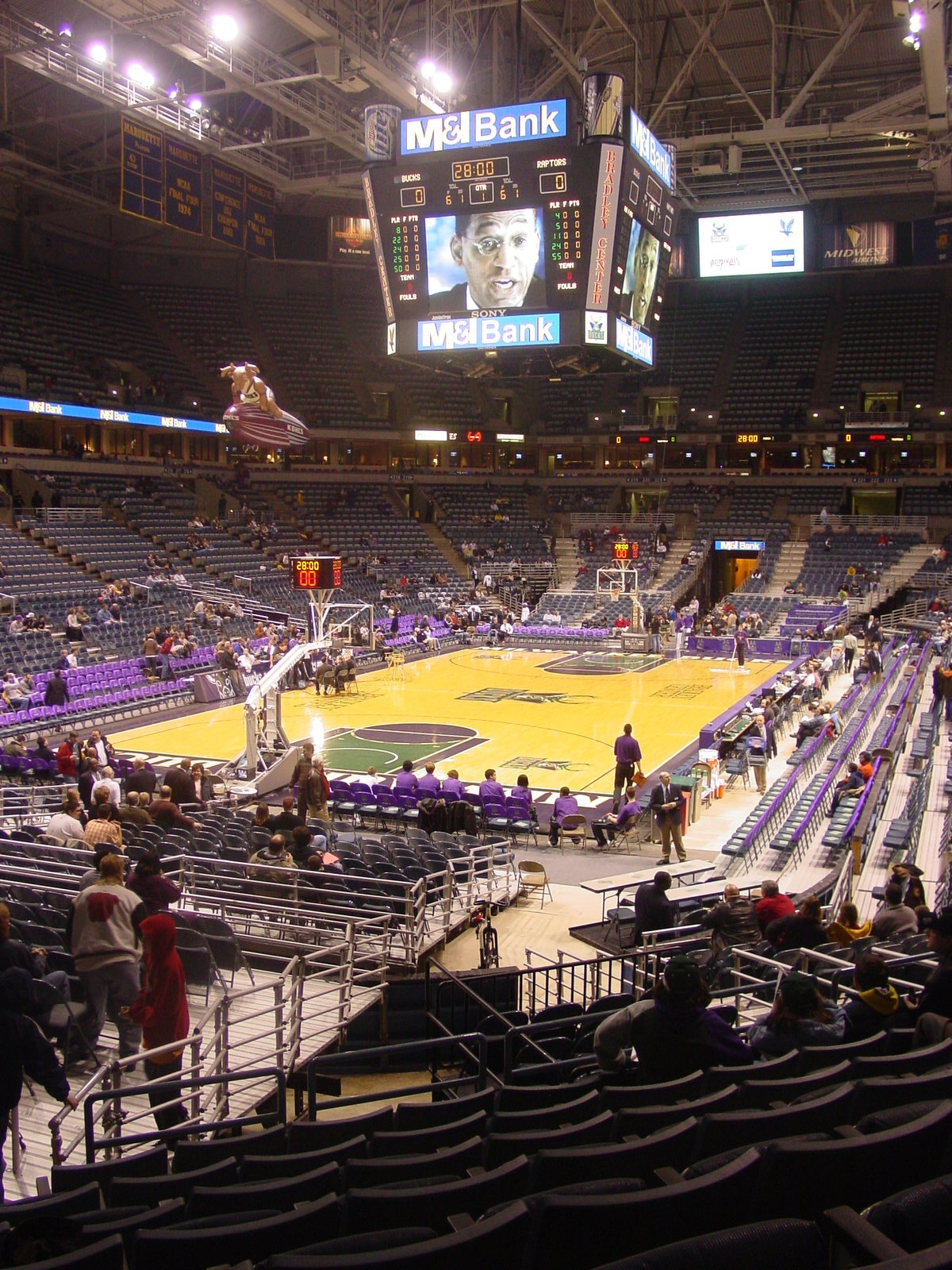
Bradley Center, Milwaukee

#### Premier tour

##### (1)Heat de Miamivs.Bucks de Milwaukee(8)
| 21 avril 2013 19.00 EDT | (en) Boxscore | Bucks de Milwaukee 87, Heat de Miami 110               | Bucks de Milwaukee 87, Heat de Miami 110 | Bucks de Milwaukee 87, Heat de Miami 110       |  | American Airlines Arena, Miami Affluence : 20 006 Arbitres : : no 15 Bennett Salvatore, no 19 James Capers, no 33 Sean Corbin | TNT |
| 21 avril 2013 19.00 EDT | (en) Boxscore | Score par quart-temps : 24-26, 21-26, 20-28, 22-30     |                                          |                                                |  | American Airlines Arena, Miami Affluence : 20 006 Arbitres : : no 15 Bennett Salvatore, no 19 James Capers, no 33 Sean Corbin | TNT |
| 21 avril 2013 19.00 EDT | (en) Boxscore | Score par mi-temps : 45-52, 42-58                      |                                          |                                                |  | American Airlines Arena, Miami Affluence : 20 006 Arbitres : : no 15 Bennett Salvatore, no 19 James Capers, no 33 Sean Corbin | TNT |
| 21 avril 2013 19.00 EDT | (en) Boxscore | Brandon Jennings 26 Ersan Ilyasova 6 Ellis et Redick 3 | Points Rebonds Passes d.                 | LeBron James 27 LeBron James 10 LeBron James 8 |  | American Airlines Arena, Miami Affluence : 20 006 Arbitres : : no 15 Bennett Salvatore, no 19 James Capers, no 33 Sean Corbin | TNT |

Le Heat de Miami domine facilement lors de cette première rencontre. Les coéquipiers de LeBron James creusent l'écart au début du troisième quart-temps et compterons jusque 25 points d'avance. 5 joueurs du Heat de Miami terminent avec plus de 10 points tandis que les Bucks de Milwaukee sont limités à 41 % de réussite aux tirs avec seulement trois joueurs dépassant les 50 %.
Il faut noter la belle prestation de Chris Andersen en sortie de banc, le pivot inscrit 10 points tout en assurant le spectacle.
Brandon Jennings et Monta Ellis, les stars des Bucks de Milwaukee devront trouver le moyen d'investir davantage leurs coéquipiers s'ils veulent espérer faire durer la série. En effet ils cumulent seulement 5 passes décisives à eux deux.
| 23 avril 2013 19.30 EDT | (en) Boxscore | Bucks de Milwaukee 86, Heat de Miami 98             | Bucks de Milwaukee 86, Heat de Miami 98 | Bucks de Milwaukee 86, Heat de Miami 98        |  | American Airlines Arena, Miami Affluence : 20 006 Arbitres : no 25 Tony Brothers, no 10 Ron Garretson, no 28 Zach Zarba | NBA TV |
| 23 avril 2013 19.30 EDT | (en) Boxscore | Score par quart-temps : 23-25, 20-22 , 22-21, 21-30 |                                         |                                                |  | American Airlines Arena, Miami Affluence : 20 006 Arbitres : no 25 Tony Brothers, no 10 Ron Garretson, no 28 Zach Zarba | NBA TV |
| 23 avril 2013 19.30 EDT | (en) Boxscore | Score par mi-temps : 43-47, 43-51                   |                                         |                                                |  | American Airlines Arena, Miami Affluence : 20 006 Arbitres : no 25 Tony Brothers, no 10 Ron Garretson, no 28 Zach Zarba | NBA TV |
| 23 avril 2013 19.30 EDT | (en) Boxscore | Ersan Ilyasova 21 Ersan Ilyasova 6 Redick, Ellis 3  | Points Rebonds Passes d.                | LeBron James 27 LeBron James 10 LeBron James 8 |  | American Airlines Arena, Miami Affluence : 20 006 Arbitres : no 25 Tony Brothers, no 10 Ron Garretson, no 28 Zach Zarba | NBA TV |

Dwyane Wade prouve que le Heat de Miami peut compter sur lui, l'arrière inscrit 21 points et son équipe conserve l'avantage du terrain. Le duo Brandon Jennings-Monta Ellis déçoit de nouveau, les stars des Bucks de Milwaukee cumulent 15 points soit 22 de moins que leur moyenne habituelle cette saison. Heureusement qu'ils ont pu compter cette fois sur leurs équipiers, Ersan Ilyasova termine meilleur marqueur de son équipe avec 21 points et Mike Dunleavy Jr. apporte 16 points en sortie de banc.
Le score était de 68-65 après les trois premiers quart-temps mais le Heat de Miami a mis un terme au suspense en commençant la dernière période par un 12-0.
À noter qu'il ne manque que trois paniers à trois points pour que Ray Allen égale le record de Reggie Miller de 320 paniers à trois points en playoffs.
| 25 avril 2013 19.00 EDT | (en) Boxscore | Heat de Miami 104, Bucks de Milwaukee 91           | Heat de Miami 104, Bucks de Milwaukee 91 | Heat de Miami 104, Bucks de Milwaukee 91                 |  | Bradley Center , Milwaukee Affluence : 18 165 Arbitres : no 48 Scott Foster, no 31 Scott Wall, no 55 Bill Kennedy | TNT |
| 25 avril 2013 19.00 EDT | (en) Boxscore | Score par quart-temps : 21-30, 27-20, 30-18, 26-23 |                                          |                                                          |  | Bradley Center , Milwaukee Affluence : 18 165 Arbitres : no 48 Scott Foster, no 31 Scott Wall, no 55 Bill Kennedy | TNT |
| 25 avril 2013 19.00 EDT | (en) Boxscore | Score par mi-temps : 48-50, 56-41                  |                                          |                                                          |  | Bradley Center , Milwaukee Affluence : 18 165 Arbitres : no 48 Scott Foster, no 31 Scott Wall, no 55 Bill Kennedy | TNT |
| 25 avril 2013 19.00 EDT | (en) Boxscore | Ray Allen 23 Chris Bosh 14 Dwyane Wade 11          | Points Rebonds Passes d.                 | Jennings, Sanders 16 Larry Sanders 11 Brandon Jennings 8 |  | Bradley Center , Milwaukee Affluence : 18 165 Arbitres : no 48 Scott Foster, no 31 Scott Wall, no 55 Bill Kennedy | TNT |

Les nuits se suivent mais ne se ressemblent pas pour Dwyane Wade qui passe une des pires soirées de sa carrière en n'inscrivant que 4 points. Il se rattrape tout de même avec 11 passes, 9 rebonds, 5 interceptions et 2 contres.
Le Heat de Miami doit sa victoire à sa star LeBron James (22 points) et au nouveau recordman du nombre de paniers à trois points en playoff, Ray Allen. Ils sont bien aidés par les 16 points et 14 rebonds de Chris Bosh et par Chris Andersen, le facteur X de cette série, qui inscrit 11 points.
Les Bucks de Milwaukee avaient pourtant bien entamé la rencontre, emmenés par le jeune Larry Sanders (16 points et 11 rebonds) et par Brandon Jennings (16 points et 8 passes). Mais ils n'ont pas su surmonter un passage à vide en fin de troisième quart-temps et la nouvelle faillite de Monta Ellis qui n'inscrit que 7 points (2/9 aux tirs).
| 28 avril 2013 15.30 EDT | (en) Boxscore | Heat de Miami 88, Bucks de Milwaukee 77            | Heat de Miami 88, Bucks de Milwaukee 77 | Heat de Miami 88, Bucks de Milwaukee 77       |  | Bradley Center , Milwaukee Affluence : 18 717 Arbitres : no 43 Dan Crawford, no 8 Marc Davis, no 38 Michael Smith | ABC |
| 28 avril 2013 15.30 EDT | (en) Boxscore | Score par quart-temps : 24-17, 21-24, 22-21, 21-15 |                                         |                                               |  | Bradley Center , Milwaukee Affluence : 18 717 Arbitres : no 43 Dan Crawford, no 8 Marc Davis, no 38 Michael Smith | ABC |
| 28 avril 2013 15.30 EDT | (en) Boxscore | Score par mi-temps : 45-41, 43-36                  |                                         |                                               |  | Bradley Center , Milwaukee Affluence : 18 717 Arbitres : no 43 Dan Crawford, no 8 Marc Davis, no 38 Michael Smith | ABC |
| 28 avril 2013 15.30 EDT | (en) Boxscore | LeBron James 30 Chalmers et James 8 LeBron James 7 | Points Rebonds Passes d.                | Monta Ellis 21 Larry Sanders 11 Monta Ellis 8 |  | Bradley Center , Milwaukee Affluence : 18 717 Arbitres : no 43 Dan Crawford, no 8 Marc Davis, no 38 Michael Smith | ABC |
| 28 avril 2013 15.30 EDT | (en) Boxscore | Miami gagne la série 4 victoires à 0.              |                                         |                                               |  | Bradley Center , Milwaukee Affluence : 18 717 Arbitres : no 43 Dan Crawford, no 8 Marc Davis, no 38 Michael Smith | ABC |

Matchs de saison régulière
Le Heat de Miami a gagné la série trois victoires à une
| 21 novembre 2012 | Rapport | Bucks de Milwaukee 106, Heat de Miami 113 | Bucks de Milwaukee 106, Heat de Miami 113 | Bucks de Milwaukee 106, Heat de Miami 113 |  | American Airlines Arena, Miami |

| 22 décembre 2012 | Rapport | Heat de Miami 85, Bucks de Milwaukee 104 | Heat de Miami 85, Bucks de Milwaukee 104 | Heat de Miami 85, Bucks de Milwaukee 104 |  | BMO Harris Bradley Center, Milwaukee |

| 15 mars 2013 | Rapport | Heat de Miami 107, Bucks de Milwaukee 94 | Heat de Miami 107, Bucks de Milwaukee 94 | Heat de Miami 107, Bucks de Milwaukee 94 |  | BMO Harris Bradley Center, Milwaukee |

| 9 avril 2013 | Rapport | Bucks de Milwaukee 83, Heat de Miami 94 | Bucks de Milwaukee 83, Heat de Miami 94 | Bucks de Milwaukee 83, Heat de Miami 94 |  | American Airlines Arena, Miami |

Dernière rencontre en playoffsLe Heat et les Bucks ne se sont jamais rencontrés en playoffs.

##### (2)Knicks de New Yorkvs.Celtics de Boston(7)
| 20 avril 2013 15.00 EDT | (fr) Rapport (en) Boxscore | Celtics de Boston 78, Knicks de New York 85       | Celtics de Boston 78, Knicks de New York 85 | Celtics de Boston 78, Knicks de New York 85            |  | Madison Square Garden, New York Affluence : 19 033 Arbitres : no 13 Monty McCutchen no 22 Bill Spooner no 59 Gary Zielinski | ABC |
| 20 avril 2013 15.00 EDT | (fr) Rapport (en) Boxscore | Score par quart-temps : 29-26, 24-23, 17-18, 8-18 |                                             |                                                        |  | Madison Square Garden, New York Affluence : 19 033 Arbitres : no 13 Monty McCutchen no 22 Bill Spooner no 59 Gary Zielinski | ABC |
| 20 avril 2013 15.00 EDT | (fr) Rapport (en) Boxscore | Score par mi-temps : 53-49, 25-36                 |                                             |                                                        |  | Madison Square Garden, New York Affluence : 19 033 Arbitres : no 13 Monty McCutchen no 22 Bill Spooner no 59 Gary Zielinski | ABC |
| 20 avril 2013 15.00 EDT | (fr) Rapport (en) Boxscore | Jeff Green 26 Brandon Bass 10 Paul Pierce 7       | Points Rebonds Passes d.                    | Carmelo Anthony 36 Carmelo Anthony 10 Raymond Felton 6 |  | Madison Square Garden, New York Affluence : 19 033 Arbitres : no 13 Monty McCutchen no 22 Bill Spooner no 59 Gary Zielinski | ABC |

Carmelo Anthony inscrit 17 de ses 36 points au cours du quatrième quart-temps et permet aux Knicks de New York de s'imposer dans ce premier match. Son équipe domine cette dernière période 18-8 et sa star signe l'action décisive de la soirée à 2 minutes 30 de la fin du match en volant une balle à Paul Pierce et s'en va donner une avance de 5 points à son équipe.
Les Knicks de New York se sont appuyés sur la qualité et l'expérience de leur banc avec de belles prestations de J.R. Smith (15 points), Jason Kidd (8 points, 5 rebonds, 3 passes et 2 interceptions décisives dans le money time) et Kenyon Martin (10 points, 9 rebonds et 2 contres).
Les Celtics de Boston n'ont pas su compenser la faible production de Kevin Garnett (8 points à 4/12 aux tirs et 9 rebonds) malgré le bon match de Jeff Green (26 points) et les 21 points de Paul Pierce.
| 23 avril 2013 20.00 EDT | (fr) Rapport (en) Boxscore | Celtics de Boston 71, Knicks de New York 87        | Celtics de Boston 71, Knicks de New York 87 | Celtics de Boston 71, Knicks de New York 87          |  | Madison Square Garden, New York Affluence : 19 033 Arbitres : no 9 Derrick Stafford, no 36 David Jones, no 71 Rodney Mott | TNT |
| 23 avril 2013 20.00 EDT | (fr) Rapport (en) Boxscore | Score par quart-temps : 20-26, 28-16, 11-32, 12-13 |                                             |                                                      |  | Madison Square Garden, New York Affluence : 19 033 Arbitres : no 9 Derrick Stafford, no 36 David Jones, no 71 Rodney Mott | TNT |
| 23 avril 2013 20.00 EDT | (fr) Rapport (en) Boxscore | Score par mi-temps : 48-42, 23-45                  |                                             |                                                      |  | Madison Square Garden, New York Affluence : 19 033 Arbitres : no 9 Derrick Stafford, no 36 David Jones, no 71 Rodney Mott | TNT |
| 23 avril 2013 20.00 EDT | (fr) Rapport (en) Boxscore | Paul Pierce 18 Kevin Garnett 11 Paul Pierce 6      | Points Rebonds Passes d.                    | Carmelo Anthony 34 Kenyon Martin 11 Pablo Prigioni 5 |  | Madison Square Garden, New York Affluence : 19 033 Arbitres : no 9 Derrick Stafford, no 36 David Jones, no 71 Rodney Mott | TNT |

Les Knicks de New York s'imposent grâce à une excellente deuxième mi-temps au cours de laquelle ils dominent leurs adversaires 45-23. Les New Yorkais sont une nouvelle fois bien emmenés par Carmelo Anthony qui inscrit 34 points dont 16 au cours du troisième quart-temps lorsque le match s'est joué.
J.R. Smith s'est vu remettre le trophée de meilleur sixième homme de la saison avant la rencontre. Il fête ce titre en inscrivant 19 points.
C'est la première fois que les Knicks de New York remportent deux matchs de playoffs consécutifs depuis 2000.
| 26 avril 2013 20.00 EDT | (fr) Rapport (en) Boxscore | Knicks de New York 90, Celtics de Boston 76                    | Knicks de New York 90, Celtics de Boston 76 | Knicks de New York 90, Celtics de Boston 76  |  | TD Garden, Boston Affluence : 18 624 Arbitres : no 43 Dan Crawford, no 8 Marc Davis, N038 Michael Smith | ESPN |
| 26 avril 2013 20.00 EDT | (fr) Rapport (en) Boxscore | Score par quart-temps : 23-18, 24-13, 21-21, 22-24             |                                             |                                              |  | TD Garden, Boston Affluence : 18 624 Arbitres : no 43 Dan Crawford, no 8 Marc Davis, N038 Michael Smith | ESPN |
| 26 avril 2013 20.00 EDT | (fr) Rapport (en) Boxscore | Score par mi-temps : 47-31, 43-45                              |                                             |                                              |  | TD Garden, Boston Affluence : 18 624 Arbitres : no 43 Dan Crawford, no 8 Marc Davis, N038 Michael Smith | ESPN |
| 26 avril 2013 20.00 EDT | (fr) Rapport (en) Boxscore | Carmelo Anthony 26 Shumpert et T. Chandler 8 Raymond Felton 10 | Points Rebonds Passes d.                    | Jeff Green 21 Kevin Garnett 17 Paul Pierce 5 |  | TD Garden, Boston Affluence : 18 624 Arbitres : no 43 Dan Crawford, no 8 Marc Davis, N038 Michael Smith | ESPN |

Les Knicks de New York remportent assez facilement ce premier match au TD Garden avec une défense de fer qui provoque 18 pertes de balle converties en 26 points faciles. Carmelo Anthony assume une nouvelle fois son statut de leader en inscrivant 26 points. Il est bien assisté par le 15 points et 10 passes de Raymond Felton.
Les Celtics de Boston n'ont inscrits que 31 points en première mi-temps.
À noter l'expulsion de J.R. Smith au cours du quatrième quart-temps à la suite d'une faute flagrante sur Jason Terry.
| 28 avril 2013 13.00 EDT | (fr) Rapport (en) Boxscore | Knicks de New York 90, Celtics de Boston 97                              | Knicks de New York 90, Celtics de Boston 97 | Knicks de New York 90, Celtics de Boston 97         | OT | TD Garden, Boston Affluence : 18624 Arbitres : no 48 Scott Foster, no 11 Derrick Collins, no 55 Bill Kennedy | ABC |
| 28 avril 2013 13.00 EDT | (fr) Rapport (en) Boxscore | Score par quart-temps : 17-22, 18-32, 30-14, 19-16 ; prolongation : 6-13 |                                             |                                                     | OT | TD Garden, Boston Affluence : 18624 Arbitres : no 48 Scott Foster, no 11 Derrick Collins, no 55 Bill Kennedy | ABC |
| 28 avril 2013 13.00 EDT | (fr) Rapport (en) Boxscore | Score par mi-temps : 35-54, 55-43                                        |                                             |                                                     | OT | TD Garden, Boston Affluence : 18624 Arbitres : no 48 Scott Foster, no 11 Derrick Collins, no 55 Bill Kennedy | ABC |
| 28 avril 2013 13.00 EDT | (fr) Rapport (en) Boxscore | Carmelo Anthony 36 Iman Shumpert 12 Raymond Felton 3                     | Points Rebonds Passes d.                    | Paul Pierce 29 Kevin Garnett 17 Pierce et Garnett 6 | OT | TD Garden, Boston Affluence : 18624 Arbitres : no 48 Scott Foster, no 11 Derrick Collins, no 55 Bill Kennedy | ABC |

| 1er mai 2013 13.00 EDT | (fr) Rapport (en) Boxscore | Celtics de Boston 92, Knicks de New York 86        | Celtics de Boston 92, Knicks de New York 86 | Celtics de Boston 92, Knicks de New York 86              |  | Madison Square Garden, New York Affluence : 19 033 Arbitres : no 17 Joe Crawford, no 19 James Capers, no 33 Sean Corbin | TNT |
| 1er mai 2013 13.00 EDT | (fr) Rapport (en) Boxscore | Score par quart-temps : 20-22, 25-17, 24-21, 23-26 |                                             |                                                          |  | Madison Square Garden, New York Affluence : 19 033 Arbitres : no 17 Joe Crawford, no 19 James Capers, no 33 Sean Corbin | TNT |
| 1er mai 2013 13.00 EDT | (fr) Rapport (en) Boxscore | Score par mi-temps : 45-39, 47-47                  |                                             |                                                          |  | Madison Square Garden, New York Affluence : 19 033 Arbitres : no 17 Joe Crawford, no 19 James Capers, no 33 Sean Corbin | TNT |
| 1er mai 2013 13.00 EDT | (fr) Rapport (en) Boxscore | Jeff Green, 18 Kevin Garnett, 18 Kevin Garnett, 5  | Points Rebonds Passes d.                    | Carmelo Anthony, 22 Tyson Chandler, 11 Raymond Felton, 4 |  | Madison Square Garden, New York Affluence : 19 033 Arbitres : no 17 Joe Crawford, no 19 James Capers, no 33 Sean Corbin | TNT |

| 3 mai 2013 19.00 EDT | (fr) Rapport (en) Boxscore | Knicks de New York 88, Celtics de Boston 80           | Knicks de New York 88, Celtics de Boston 80 | Knicks de New York 88, Celtics de Boston 80  |  | TD Garden, Boston Affluence : 18 624 Arbitres : no 41 Ken Mauer, no 14 Ed Malloy, no 15 Bennett Salvatore | ESPN |
| 3 mai 2013 19.00 EDT | (fr) Rapport (en) Boxscore | Score par quart-temps : 24-10, 15-17, 28-20, 21-33    |                                             |                                              |  | TD Garden, Boston Affluence : 18 624 Arbitres : no 41 Ken Mauer, no 14 Ed Malloy, no 15 Bennett Salvatore | ESPN |
| 3 mai 2013 19.00 EDT | (fr) Rapport (en) Boxscore | Score par mi-temps : 39-27, 49-53                     |                                             |                                              |  | TD Garden, Boston Affluence : 18 624 Arbitres : no 41 Ken Mauer, no 14 Ed Malloy, no 15 Bennett Salvatore | ESPN |
| 3 mai 2013 19.00 EDT | (fr) Rapport (en) Boxscore | Carmelo Anthony 21 Tyson Chandler 12 Raymond Felton 7 | Points Rebonds Passes d.                    | Jeff Green 21 Kevin Garnett 10 Paul Pierce 5 |  | TD Garden, Boston Affluence : 18 624 Arbitres : no 41 Ken Mauer, no 14 Ed Malloy, no 15 Bennett Salvatore | ESPN |
| 3 mai 2013 19.00 EDT | (fr) Rapport (en) Boxscore | New York remporte la série 4 à 2.                     |                                             |                                              |  | TD Garden, Boston Affluence : 18 624 Arbitres : no 41 Ken Mauer, no 14 Ed Malloy, no 15 Bennett Salvatore | ESPN |

Matchs de saison régulière
Les Knicks de New York ont gagné la série trois victoires à une
| 7 janvier 2013 | Rapport | Celtics de Boston 102, Knicks de New York 96 | Celtics de Boston 102, Knicks de New York 96 | Celtics de Boston 102, Knicks de New York 96 |  | Madison Square Garden, New York |

| 24 janvier 2013 | Rapport | Knicks de New York 89, Celtics de Boston 86 | Knicks de New York 89, Celtics de Boston 86 | Knicks de New York 89, Celtics de Boston 86 |  | TD Garden, Boston |

| 26 mars 2013 | Rapport | Knicks de New York 100, Celtics de Boston 85 | Knicks de New York 100, Celtics de Boston 85 | Knicks de New York 100, Celtics de Boston 85 |  | TD Garden, Boston |

| 31 mars 2013 | Rapport | Celtics de Boston 89, Knicks de New York 108 | Celtics de Boston 89, Knicks de New York 108 | Celtics de Boston 89, Knicks de New York 108 |  | Madison Square Garden, New York |

Dernière rencontre en playoffsPremier tour conférence Est 2011 (Boston gagne 4-0).

##### (3)Pacers de l'Indianavs.Hawks d'Atlanta(6)
| 21 avril 2013 13.00 EDT | (fr) Rapport (en) Boxscore | Hawks d'Atlanta 90, Pacers de l'Indiana 107        | Hawks d'Atlanta 90, Pacers de l'Indiana 107 | Hawks d'Atlanta 90, Pacers de l'Indiana 107  |  | Bankers Life Fieldhouse, Indianapolis Affluence : 18 165 Arbitres : no 9 Derrick Stafford, no 36 David Jones, no 71 Rodney Mott | TNT |
| 21 avril 2013 13.00 EDT | (fr) Rapport (en) Boxscore | Score par quart-temps : 26-34, 24-24, 19-26, 21-23 |                                             |                                              |  | Bankers Life Fieldhouse, Indianapolis Affluence : 18 165 Arbitres : no 9 Derrick Stafford, no 36 David Jones, no 71 Rodney Mott | TNT |
| 21 avril 2013 13.00 EDT | (fr) Rapport (en) Boxscore | Score par mi-temps : 50-58, 40-49                  |                                             |                                              |  | Bankers Life Fieldhouse, Indianapolis Affluence : 18 165 Arbitres : no 9 Derrick Stafford, no 36 David Jones, no 71 Rodney Mott | TNT |
| 21 avril 2013 13.00 EDT | (fr) Rapport (en) Boxscore | Jeff Teague 21 Josh Smith 8 Jeff Teague 7          | Points Rebonds Passes d.                    | Paul George 23 Paul George 11 Paul George 12 |  | Bankers Life Fieldhouse, Indianapolis Affluence : 18 165 Arbitres : no 9 Derrick Stafford, no 36 David Jones, no 71 Rodney Mott | TNT |

Paul George signe le premier triple-double en playoff de sa carrière apportant toute son énergie et dynamisant ses équipiers George Hill (18 points) et Roy Hibbert (16 points). La star des Pacers de l'Indiana égale le record de la franchise en playoffs avec 17 lancers-francs inscrits.
Le dernier joueur des Pacers de l'Indiana à avoir réussi un triple-double en playoffs est Mark Jackson, c'était en 1998 face aux Knicks de New York.
| 24 avril 2013 19.30 EDT | (fr) Rapport (en) Boxscore | Hawks d'Atlanta 98, Pacers de l'Indiana 113        | Hawks d'Atlanta 98, Pacers de l'Indiana 113 | Hawks d'Atlanta 98, Pacers de l'Indiana 113                            |  | Bankers Life Fieldhouse, Indianapolis Affluence : 18 165 Arbitres : no 41 Ken Mauer, no 14 Ed Malloy, no 65 Sean Wright | NBA TV |
| 24 avril 2013 19.30 EDT | (fr) Rapport (en) Boxscore | Score par quart-temps : 19-25, 31-34, 26-29, 22-25 |                                             |                                                                        |  | Bankers Life Fieldhouse, Indianapolis Affluence : 18 165 Arbitres : no 41 Ken Mauer, no 14 Ed Malloy, no 65 Sean Wright | NBA TV |
| 24 avril 2013 19.30 EDT | (fr) Rapport (en) Boxscore | Score par mi-temps : 50-59, 48-54                  |                                             |                                                                        |  | Bankers Life Fieldhouse, Indianapolis Affluence : 18 165 Arbitres : no 41 Ken Mauer, no 14 Ed Malloy, no 65 Sean Wright | NBA TV |
| 24 avril 2013 19.30 EDT | (fr) Rapport (en) Boxscore | Devin Harris 17 Al Horford 10 Horford et Teague 5  | Points Rebonds Passes d.                    | Paul George 27 Roy Hibbert 9 George, West, Hibbert, Hill et Augustin 3 |  | Bankers Life Fieldhouse, Indianapolis Affluence : 18 165 Arbitres : no 41 Ken Mauer, no 14 Ed Malloy, no 65 Sean Wright | NBA TV |

Paul George et George Hill inscrivent respectivement 27 et 22 points et les Pacers de l'Indiana profitent des problèmes de fautes de Josh Smith.
Les Hawks d'Atlanta ont fait preuve de beaucoup de nervosité et de frustration au cours de la rencontre avec pas moins de 3 fautes techniques, notamment contre Devin Harris et Al Horford.
Les Pacers de l'Indiana prennent de l'avance dans cette série mais n'ont plus gagné à Atlanta depuis 2006, soit une série de 11 défaites.
| 27 avril 2013 19.00 EDT | (fr) Rapport (en) Boxscore | Pacers de l'Indiana 69, Hawks d'Atlanta 90                  | Pacers de l'Indiana 69, Hawks d'Atlanta 90 | Pacers de l'Indiana 69, Hawks d'Atlanta 90 |  | Philips Arena, Atlanta Affluence : 18 238 Arbitres : no 24 Mike Callahan, no 31 Scott Wall, no 49 Tom Washington | ESPN |
| 27 avril 2013 19.00 EDT | (fr) Rapport (en) Boxscore | Score par quart-temps : 14-27, 16-27, 19-21, 20-15          |                                            |                                            |  | Philips Arena, Atlanta Affluence : 18 238 Arbitres : no 24 Mike Callahan, no 31 Scott Wall, no 49 Tom Washington | ESPN |
| 27 avril 2013 19.00 EDT | (fr) Rapport (en) Boxscore | Score par mi-temps : 30-54, 39-36                           |                                            |                                            |  | Philips Arena, Atlanta Affluence : 18 238 Arbitres : no 24 Mike Callahan, no 31 Scott Wall, no 49 Tom Washington | ESPN |
| 27 avril 2013 19.00 EDT | (fr) Rapport (en) Boxscore | David West 18 George, Hibbert et Hansbrough 9 George Hill 3 | Points Rebonds Passes d.                   | Al Horford 26 Al Horford 16 Josh Smith 6   |  | Philips Arena, Atlanta Affluence : 18 238 Arbitres : no 24 Mike Callahan, no 31 Scott Wall, no 49 Tom Washington | ESPN |

| 29 avril 2013 19.30 EDT | (fr) rapport (en) Boxscore | Pacers de l'Indiana 91, Hawks d'Atlanta 102        | Pacers de l'Indiana 91, Hawks d'Atlanta 102 | Pacers de l'Indiana 91, Hawks d'Atlanta 102    |  | Philips Arena, Atlanta Affluence : 18 241 Arbitres : no 19 James Capers, no 17 Joe Crawford, no 6 Tony Brown | NBA TV |
| 29 avril 2013 19.30 EDT | (fr) rapport (en) Boxscore | Score par quart-temps : 21-22, 19-35, 22-12, 29-33 |                                             |                                                |  | Philips Arena, Atlanta Affluence : 18 241 Arbitres : no 19 James Capers, no 17 Joe Crawford, no 6 Tony Brown | NBA TV |
| 29 avril 2013 19.30 EDT | (fr) rapport (en) Boxscore | Score par mi-temps : 40-57, 51-45                  |                                             |                                                |  | Philips Arena, Atlanta Affluence : 18 241 Arbitres : no 19 James Capers, no 17 Joe Crawford, no 6 Tony Brown | NBA TV |
| 29 avril 2013 19.30 EDT | (fr) rapport (en) Boxscore | Paul George 21 Paul George 12 Lance Stephenson 8   | Points Rebonds Passes d.                    | Josh Smith 29 Josh Smith 11 Harris et Teague 6 |  | Philips Arena, Atlanta Affluence : 18 241 Arbitres : no 19 James Capers, no 17 Joe Crawford, no 6 Tony Brown | NBA TV |

| 1er mai 2013 20.00 EDT | (fr) Rapport (en) Boxscore | Hawks d'Atlanta 83, Pacers de l'Indiana 106        | Hawks d'Atlanta 83, Pacers de l'Indiana 106 | Hawks d'Atlanta 83, Pacers de l'Indiana 106         |  | Bankers Life Fieldhouse, Indianapolis Affluence : 18 165 Arbitres : no 13 Monty McCutchen, no 11 Derrick Collins, no 15 Bennett Salvatore | NBA TV |
| 1er mai 2013 20.00 EDT | (fr) Rapport (en) Boxscore | Score par quart-temps : 22-21, 21-29, 24-31, 16-25 |                                             |                                                     |  | Bankers Life Fieldhouse, Indianapolis Affluence : 18 165 Arbitres : no 13 Monty McCutchen, no 11 Derrick Collins, no 15 Bennett Salvatore | NBA TV |
| 1er mai 2013 20.00 EDT | (fr) Rapport (en) Boxscore | Score par mi-temps : 43-50, 40-56                  |                                             |                                                     |  | Bankers Life Fieldhouse, Indianapolis Affluence : 18 165 Arbitres : no 13 Monty McCutchen, no 11 Derrick Collins, no 15 Bennett Salvatore | NBA TV |
| 1er mai 2013 20.00 EDT | (fr) Rapport (en) Boxscore | Smith et Horford, 14 Al Horford, 9 Jeff Teague, 5  | Points Rebonds Passes d.                    | David West, 24 Lance Stephenson, 12 George Hill, 10 |  | Bankers Life Fieldhouse, Indianapolis Affluence : 18 165 Arbitres : no 13 Monty McCutchen, no 11 Derrick Collins, no 15 Bennett Salvatore | NBA TV |

| 3 mai 2013 19.00 EDT | (fr) Rapport (en) Boxscore | Pacers de l'Indiana 81, Hawks d'Atlanta 73             | Pacers de l'Indiana 81, Hawks d'Atlanta 73 | Pacers de l'Indiana 81, Hawks d'Atlanta 73          |  | Philips Arena, Atlanta Affluence : 18 238 Arbitres : no 25 Tony Brothers, no 10 Ron Garretson, no 28 Zach Zarba | ESPN |
| 3 mai 2013 19.00 EDT | (fr) Rapport (en) Boxscore | Score par quart-temps : 21-20, 16-9, 28-21, 16-23      |                                            |                                                     |  | Philips Arena, Atlanta Affluence : 18 238 Arbitres : no 25 Tony Brothers, no 10 Ron Garretson, no 28 Zach Zarba | ESPN |
| 3 mai 2013 19.00 EDT | (fr) Rapport (en) Boxscore | Score par mi-temps : 37-29, 44-44                      |                                            |                                                     |  | Philips Arena, Atlanta Affluence : 18 238 Arbitres : no 25 Tony Brothers, no 10 Ron Garretson, no 28 Zach Zarba | ESPN |
| 3 mai 2013 19.00 EDT | (fr) Rapport (en) Boxscore | West et Hill 21 Hibbert et Stephenson 11 Paul George 7 | Points Rebonds Passes d.                   | Al Horford 15 Josh Smith 9 Smith, Horford et Harris |  | Philips Arena, Atlanta Affluence : 18 238 Arbitres : no 25 Tony Brothers, no 10 Ron Garretson, no 28 Zach Zarba | ESPN |
| 3 mai 2013 19.00 EDT | (fr) Rapport (en) Boxscore | Indiana remporte la série 4 à 2.                       |                                            |                                                     |  | Philips Arena, Atlanta Affluence : 18 238 Arbitres : no 25 Tony Brothers, no 10 Ron Garretson, no 28 Zach Zarba | ESPN |

Matchs de saison régulière
Égalité dans la série deux victoires partout, Chaque équipe ayant gagné ses matchs à domicile.
| 7 novembre 2012 | Rapport | Pacers de l'Indiana 86, Hawks d'Atlanta 89 | Pacers de l'Indiana 86, Hawks d'Atlanta 89 | Pacers de l'Indiana 86, Hawks d'Atlanta 89 |  | Philips Arena, Atlanta |

| 29 décembre 2012 | Rapport | Pacers de l'Indiana 100, Hawks d'Atlanta 109 | Pacers de l'Indiana 100, Hawks d'Atlanta 109 | Pacers de l'Indiana 100, Hawks d'Atlanta 109 |  | Philips Arena, Atlanta |

| 5 février 2013 | Rapport | Hawks d'Atlanta 103, Pacers de l'Indiana 114 | Hawks d'Atlanta 103, Pacers de l'Indiana 114 | Hawks d'Atlanta 103, Pacers de l'Indiana 114 |  | Bankers Life Fieldhouse, Indianapolis |

| 25 mars 2013 | Rapport | Hawks d'Atlanta 94, Pacers de l'Indiana 100 | Hawks d'Atlanta 94, Pacers de l'Indiana 100 | Hawks d'Atlanta 94, Pacers de l'Indiana 100 |  | Bankers Life Fieldhouse, Indianapolis |

Dernière rencontre en playoffsPremier tour conférence Est 1996 (Atlanta gagne 3-2).

##### (4)Nets de Brooklynvs.Bulls de Chicago(5)
| 20 avril 2013 20.00 EDT | (fr) Rapport (en) Boxscore | Bulls de Chicago 89, Nets de Brooklyn 106          | Bulls de Chicago 89, Nets de Brooklyn 106 | Bulls de Chicago 89, Nets de Brooklyn 106          |  | Barclays Center, Brooklyn Affluence : 17 732 Arbitres : no 41 Ken Mauer, no 14 Ed Malloy, no 65 Sean Wright | ESPN |
| 20 avril 2013 20.00 EDT | (fr) Rapport (en) Boxscore | Score par quart-temps : 14-25, 21-35, 27-29, 27-17 |                                           |                                                    |  | Barclays Center, Brooklyn Affluence : 17 732 Arbitres : no 41 Ken Mauer, no 14 Ed Malloy, no 65 Sean Wright | ESPN |
| 20 avril 2013 20.00 EDT | (fr) Rapport (en) Boxscore | Score par mi-temps : 35-60, 54-46                  |                                           |                                                    |  | Barclays Center, Brooklyn Affluence : 17 732 Arbitres : no 41 Ken Mauer, no 14 Ed Malloy, no 65 Sean Wright | ESPN |
| 20 avril 2013 20.00 EDT | (fr) Rapport (en) Boxscore | Carlos Boozer 25 Carlos Boozer 8 Carlos Boozer 4   | Points Rebonds Passes d.                  | Deron Williams 22 Reggie Evans 13 Deron Williams 7 |  | Barclays Center, Brooklyn Affluence : 17 732 Arbitres : no 41 Ken Mauer, no 14 Ed Malloy, no 65 Sean Wright | ESPN |

Les Nets de Brooklyn ont idéalement commencé les premiers play-offs de leur histoire. Les New Yorkais n'ont laissé aucune chance aux Bulls de Chicago, puisqu'ils menaient de 25 points (60-35) à la mi-temps. Supérieurs au rebond défensif (33 contre 26), les Nets ont également été plus adroits que les Bulls (43/77 aux tirs contre 36/76). Leur victoire est une œuvre collective, étant donné que six joueurs ont terminé au-delà des douze points (Deron Williams 22 points, Brook Lopez 21 points, Joe Johnson 16 points, Gerald Wallace 14 points, C. J. Watson 14 points et Andray Blatche 12 points). Dans le lot, Deron Williams, Brook Lopez et Gerald Wallace ont été les plus complets. Le premier a inscrit 22 points, réalisé trois interceptions et sept passes décisives, le deuxième en a marqué 21, plus cinq rebonds et trois contres, tandis que Wallace a inscrit 14 points, pris six rebonds et réussi deux interceptions. Mais c'est un joueur des Bulls, Carlos Boozer,  qui termine meilleur marqueur de la rencontre avec 25 points, auxquels il faut ajouter huit rebonds et quatre passes décisives.
| 22 avril 2013 20.00 EDT | (fr) Rapport (en) Boxscore | Bulls de Chicago 90, Nets de Brooklyn 82           | Bulls de Chicago 90, Nets de Brooklyn 82 | Bulls de Chicago 90, Nets de Brooklyn 82        |  | Barclays Center, Brooklyn Affluence : 17 732 Arbitres : no 41 Monty McCutchen, no 14 Bill Spooner, no 65 Gary Zielinski | TNT |
| 22 avril 2013 20.00 EDT | (fr) Rapport (en) Boxscore | Score par quart-temps : 20-17, 27-29, 22-11, 21-25 |                                          |                                                 |  | Barclays Center, Brooklyn Affluence : 17 732 Arbitres : no 41 Monty McCutchen, no 14 Bill Spooner, no 65 Gary Zielinski | TNT |
| 22 avril 2013 20.00 EDT | (fr) Rapport (en) Boxscore | Score par mi-temps : 47-46, 43-36                  |                                          |                                                 |  | Barclays Center, Brooklyn Affluence : 17 732 Arbitres : no 41 Monty McCutchen, no 14 Bill Spooner, no 65 Gary Zielinski | TNT |
| 22 avril 2013 20.00 EDT | (fr) Rapport (en) Boxscore | Luol Deng 15 Carlos Boozer 12 Kirk Hinrich 5       | Points Rebonds Passes d.                 | Brook Lopez 21 Reggie Evans 8 Deron Williams 10 |  | Barclays Center, Brooklyn Affluence : 17 732 Arbitres : no 41 Monty McCutchen, no 14 Bill Spooner, no 65 Gary Zielinski | TNT |

Les Bulls s'imposent à Brooklyn et reviennent à une victoire partout grâce à trois double-doubles réalisés par Carlos Boozer (13 points, 12 rebonds), Luol Deng (15 points, 10 rebonds) et Joakim Noah (11 points, 10 rebonds).
| 25 avril 2013 20.30 EDT | (fr) Rapport (en) Boxscore | Nets de Brooklyn 76, Bulls de Chicago 79           | Nets de Brooklyn 76, Bulls de Chicago 79 | Nets de Brooklyn 76, Bulls de Chicago 79         |  | United Center, Chicago Affluence : 21 672 Arbitres : no 17 Joe Crawford, no 19 James Capers, no 33 Sean Corbin | NBA TV |
| 25 avril 2013 20.30 EDT | (fr) Rapport (en) Boxscore | Score par quart-temps : 17-19, 17-22, 18-24, 24-14 |                                          |                                                  |  | United Center, Chicago Affluence : 21 672 Arbitres : no 17 Joe Crawford, no 19 James Capers, no 33 Sean Corbin | NBA TV |
| 25 avril 2013 20.30 EDT | (fr) Rapport (en) Boxscore | Score par mi-temps : 34-41, 42-38                  |                                          |                                                  |  | United Center, Chicago Affluence : 21 672 Arbitres : no 17 Joe Crawford, no 19 James Capers, no 33 Sean Corbin | NBA TV |
| 25 avril 2013 20.30 EDT | (fr) Rapport (en) Boxscore | Brook Lopez 22 Reggie Evans 12 Deron Williams 4    | Points Rebonds Passes d.                 | Carlos Boozer 22 Carlos Boozer 16 Boozer, Deng 3 |  | United Center, Chicago Affluence : 21 672 Arbitres : no 17 Joe Crawford, no 19 James Capers, no 33 Sean Corbin | NBA TV |

| 27 avril 2013 14.00 EDT | (fr) Rapport (en) Boxscore | Nets de Brooklyn 134, Bulls de Chicago 142                                           | Nets de Brooklyn 134, Bulls de Chicago 142 | Nets de Brooklyn 134, Bulls de Chicago 142      | 3 OT | United Center, Chicago Affluence : 21 758 Arbitres : no 25 Tony Brothers, no 10 Ron Garretson, no 42 Eric Lewis | TNT |
| 27 avril 2013 14.00 EDT | (fr) Rapport (en) Boxscore | Score par quart-temps : 26-25, 29-33, 29-18, 27-35 ; prolongation : 10-10, 6-6, 7-15 |                                            |                                                 | 3 OT | United Center, Chicago Affluence : 21 758 Arbitres : no 25 Tony Brothers, no 10 Ron Garretson, no 42 Eric Lewis | TNT |
| 27 avril 2013 14.00 EDT | (fr) Rapport (en) Boxscore | Score par mi-temps : 55-58, 79-84                                                    |                                            |                                                 | 3 OT | United Center, Chicago Affluence : 21 758 Arbitres : no 25 Tony Brothers, no 10 Ron Garretson, no 42 Eric Lewis | TNT |
| 27 avril 2013 14.00 EDT | (fr) Rapport (en) Boxscore | Deron Williams 32 Reggie Evans 13 Deron Williams 10                                  | Points Rebonds Passes d.                   | Nate Robinson 34 Joakim Noah 13 Kirk Hinrich 14 | 3 OT | United Center, Chicago Affluence : 21 758 Arbitres : no 25 Tony Brothers, no 10 Ron Garretson, no 42 Eric Lewis | TNT |

| 29 avril 2013 19.00 EDT | (fr) rapport (en) Boxscore | Bulls de Chicago 91, Nets de Brooklyn 110          | Bulls de Chicago 91, Nets de Brooklyn 110 | Bulls de Chicago 91, Nets de Brooklyn 110        |  | Barclays Center, Brooklyn Affluence : 17 732 Arbitres : no 24 Mike Callahan, no 49 Tom Washington, no 28 Zach Zarba | TNT |
| 29 avril 2013 19.00 EDT | (fr) rapport (en) Boxscore | Score par quart-temps : 21-26, 23-26, 29-25, 18-33 |                                           |                                                  |  | Barclays Center, Brooklyn Affluence : 17 732 Arbitres : no 24 Mike Callahan, no 49 Tom Washington, no 28 Zach Zarba | TNT |
| 29 avril 2013 19.00 EDT | (fr) rapport (en) Boxscore | Score par mi-temps : 44-52, 47-58                  |                                           |                                                  |  | Barclays Center, Brooklyn Affluence : 17 732 Arbitres : no 24 Mike Callahan, no 49 Tom Washington, no 28 Zach Zarba | TNT |
| 29 avril 2013 19.00 EDT | (fr) rapport (en) Boxscore | Nate Robinson 20 Carlos Boozer 10 Robinson 8       | Points Rebonds Passes d.                  | Brook Lopez 28 Reggie Evans 12 Deron Williams 10 |  | Barclays Center, Brooklyn Affluence : 17 732 Arbitres : no 24 Mike Callahan, no 49 Tom Washington, no 28 Zach Zarba | TNT |

| 2 mai 2013 20.00 EDT | (fr) Rapport (en) Boxscore | Nets de Brooklyn 95, Bulls de Chicago 92                        | Nets de Brooklyn 95, Bulls de Chicago 92 | Nets de Brooklyn 95, Bulls de Chicago 92            |  | United Center, Chicago Affluence : 21 810 Arbitres : no 48 Scott Foster, no 30 John Goble, no 55 Bill Kennedy | TNT |
| 2 mai 2013 20.00 EDT | (fr) Rapport (en) Boxscore | Score par quart-temps : 33-27, 27-27, 15-17, 20-21              |                                          |                                                     |  | United Center, Chicago Affluence : 21 810 Arbitres : no 48 Scott Foster, no 30 John Goble, no 55 Bill Kennedy | TNT |
| 2 mai 2013 20.00 EDT | (fr) Rapport (en) Boxscore | Score par mi-temps : 60-54, 35-38                               |                                          |                                                     |  | United Center, Chicago Affluence : 21 810 Arbitres : no 48 Scott Foster, no 30 John Goble, no 55 Bill Kennedy | TNT |
| 2 mai 2013 20.00 EDT | (fr) Rapport (en) Boxscore | Lopez, Johnson et Williams 17 Reggie Evans 15 Deron Williams 11 | Points Rebonds Passes d.                 | Marco Belinelli 22 Joakim Noah 15 Marco Belinelli 7 |  | United Center, Chicago Affluence : 21 810 Arbitres : no 48 Scott Foster, no 30 John Goble, no 55 Bill Kennedy | TNT |

| 4 mai 2013 20.00 EDT | (fr) Rapport (en) Boxscore | Bulls de Chicago 99, Nets de Brooklyn 93                 | Bulls de Chicago 99, Nets de Brooklyn 93 | Bulls de Chicago 99, Nets de Brooklyn 93           |  | Barclays Center, Brooklyn Affluence : 17 732 Arbitres : no 13 Monty McCutchen, no 19 James Capers, no 23 Jason Phillips | TNT |
| 4 mai 2013 20.00 EDT | (fr) Rapport (en) Boxscore | Score par quart-temps : 29-25, 32-19, 21-31, 17-18       |                                          |                                                    |  | Barclays Center, Brooklyn Affluence : 17 732 Arbitres : no 13 Monty McCutchen, no 19 James Capers, no 23 Jason Phillips | TNT |
| 4 mai 2013 20.00 EDT | (fr) Rapport (en) Boxscore | Score par mi-temps : 61-43, 38-49                        |                                          |                                                    |  | Barclays Center, Brooklyn Affluence : 17 732 Arbitres : no 13 Monty McCutchen, no 19 James Capers, no 23 Jason Phillips | TNT |
| 4 mai 2013 20.00 EDT | (fr) Rapport (en) Boxscore | Noah et Belinelli 24 Joakim Noah 14 Butler et Robinson 4 | Points Rebonds Passes d.                 | Deron Williams 24 Reggie Evans 13 Deron Williams 7 |  | Barclays Center, Brooklyn Affluence : 17 732 Arbitres : no 13 Monty McCutchen, no 19 James Capers, no 23 Jason Phillips | TNT |
| 4 mai 2013 20.00 EDT | (fr) Rapport (en) Boxscore | Chicago remporte la série 4 à 3.                         |                                          |                                                    |  | Barclays Center, Brooklyn Affluence : 17 732 Arbitres : no 13 Monty McCutchen, no 19 James Capers, no 23 Jason Phillips | TNT |

Matchs de saison régulière
Les Bulls de Chicago ont gagné la série trois victoires à une
| 15 décembre 2012 | Rapport | Nets de Brooklyn 82, Bulls de Chicago 83 | Nets de Brooklyn 82, Bulls de Chicago 83 | Nets de Brooklyn 82, Bulls de Chicago 83 |  | United Center, Chicago |

| 1er février 2013 | Rapport | Bulls de Chicago 89, Nets de Brooklyn 93 | Bulls de Chicago 89, Nets de Brooklyn 93 | Bulls de Chicago 89, Nets de Brooklyn 93 |  | Barclays Center, Brooklyn |

| 2 mars 2013 | Rapport | Nets de Brooklyn 85, Bulls de Chicago 96 | Nets de Brooklyn 85, Bulls de Chicago 96 | Nets de Brooklyn 85, Bulls de Chicago 96 |  | United Center, Chicago |

| 4 avril 2013 | Rapport | Bulls de Chicago 92, Nets de Brooklyn 90 | Bulls de Chicago 92, Nets de Brooklyn 90 | Bulls de Chicago 92, Nets de Brooklyn 90 |  | Barclays Center, Brooklyn |

Dernière rencontre en playoffsPremier tour conférence Est 1998 (Chicago gagne 3-0), les Nets s'appelant Nets du New Jersey.

#### Demi-finales de Conférence

##### (1)Heat de Miamivs.Bulls de Chicago(5)
| 6 mai 2013 19.00 EDT | (fr) Rapport (en) Boxscore | Bulls de Chicago 93, Heat de Miami 86              | Bulls de Chicago 93, Heat de Miami 86 | Bulls de Chicago 93, Heat de Miami 86            |  | American Airlines Arena, Miami Affluence : 19 685 Arbitres : no 41 Ken Mauer, no 14 Ed Malloy, no 49 Tom Washington | TNT |
| 6 mai 2013 19.00 EDT | (fr) Rapport (en) Boxscore | Score par quart-temps : 21-15, 16-22, 21-25, 35-24 |                                       |                                                  |  | American Airlines Arena, Miami Affluence : 19 685 Arbitres : no 41 Ken Mauer, no 14 Ed Malloy, no 49 Tom Washington | TNT |
| 6 mai 2013 19.00 EDT | (fr) Rapport (en) Boxscore | Score par mi-temps : 37-37, 56-49                  |                                       |                                                  |  | American Airlines Arena, Miami Affluence : 19 685 Arbitres : no 41 Ken Mauer, no 14 Ed Malloy, no 49 Tom Washington | TNT |
| 6 mai 2013 19.00 EDT | (fr) Rapport (en) Boxscore | Nate Robinson 27 Jimmy Butler 14 Nate Robinson 9   | Points Rebonds Passes d.              | LeBron James 24 LeBron James 8 James et Chalmers |  | American Airlines Arena, Miami Affluence : 19 685 Arbitres : no 41 Ken Mauer, no 14 Ed Malloy, no 49 Tom Washington | TNT |

| 8 mai 2013 19.00 EDT | (fr) Rapport (en) Boxscore | Bulls de Chicago 78, Heat de Miami 115             | Bulls de Chicago 78, Heat de Miami 115 | Bulls de Chicago 78, Heat de Miami 115    |  | American Airlines Arena, Miami Affluence : 19 817 Arbitres : no 48 Scott Foster, no 71 Rodney Mott, no 65 Sean Wright | TNT |
| 8 mai 2013 19.00 EDT | (fr) Rapport (en) Boxscore | Score par quart-temps : 20-25, 21-30, 15-30, 22-30 |                                        |                                           |  | American Airlines Arena, Miami Affluence : 19 817 Arbitres : no 48 Scott Foster, no 71 Rodney Mott, no 65 Sean Wright | TNT |
| 8 mai 2013 19.00 EDT | (fr) Rapport (en) Boxscore | Score par mi-temps : 41-55, 37-60                  |                                        |                                           |  | American Airlines Arena, Miami Affluence : 19 817 Arbitres : no 48 Scott Foster, no 71 Rodney Mott, no 65 Sean Wright | TNT |
| 8 mai 2013 19.00 EDT | (fr) Rapport (en) Boxscore | Marco Belinelli 13 Joakim Noah 6 Marco Belinelli 6 | Points Rebonds Passes d.               | Ray Allen 21 Norris Cole 6 LeBron James 9 |  | American Airlines Arena, Miami Affluence : 19 817 Arbitres : no 48 Scott Foster, no 71 Rodney Mott, no 65 Sean Wright | TNT |

Les joueurs de Miami ont parfaitement réagi après leur défaite à domicile lors du premier match pour infliger à Chicago la plus grosse défaite de son histoire en play-offs (115-78). Cette partie très engagée est marquée par 9 fautes techniques, dont six pour les Bulls, 2 exclusions et 51 fautes personnelles. Les Bulls ont essayé la puissance physique et atteint la mi-temps sur le score de 55 à 41 mais au retour de la mi-temps le Heat marque 25 points en sept minutes et porte son avance à 72 à 47 pour finalement l'emporter de 37 points.
| 10 mai 2013 20.00 EDT | (fr) Rapport (en) Boxscore | Heat de Miami 104, Bulls de Chicago 94             | Heat de Miami 104, Bulls de Chicago 94 | Heat de Miami 104, Bulls de Chicago 94          |  | United Center, Chicago Affluence : 22 675 Arbitres : no 17 Joe Crawford, no 9 Derrick Stafford, no 16 David Guthrie | ESPN |
| 10 mai 2013 20.00 EDT | (fr) Rapport (en) Boxscore | Score par quart-temps : 25-25, 27-25, 18-20, 34-24 |                                        |                                                 |  | United Center, Chicago Affluence : 22 675 Arbitres : no 17 Joe Crawford, no 9 Derrick Stafford, no 16 David Guthrie | ESPN |
| 10 mai 2013 20.00 EDT | (fr) Rapport (en) Boxscore | Score par mi-temps : 52-50, 52-44                  |                                        |                                                 |  | United Center, Chicago Affluence : 22 675 Arbitres : no 17 Joe Crawford, no 9 Derrick Stafford, no 16 David Guthrie | ESPN |
| 10 mai 2013 20.00 EDT | (fr) Rapport (en) Boxscore | LeBron James 25 Chris Bosh 19 LeBron James 10      | Points Rebonds Passes d.               | Carlos Boozer 21 Joakim Noah 11 Nate Robinson 7 |  | United Center, Chicago Affluence : 22 675 Arbitres : no 17 Joe Crawford, no 9 Derrick Stafford, no 16 David Guthrie | ESPN |

| 13 mai 2013 19.00 EDT | (fr) Rapport (en) Boxscore | Heat de Miami 88, Bulls de Chicago 65             | Heat de Miami 88, Bulls de Chicago 65 | Heat de Miami 88, Bulls de Chicago 65                  |  | United Center, Chicago Affluence : 21 990 Arbitres : no 43 Dan Crawford, no 8 Marc Davis, no 23 Jason Phillips | TNT |
| 13 mai 2013 19.00 EDT | (fr) Rapport (en) Boxscore | Score par quart-temps : 21-15, 23-18, 17-9, 27-23 |                                       |                                                        |  | United Center, Chicago Affluence : 21 990 Arbitres : no 43 Dan Crawford, no 8 Marc Davis, no 23 Jason Phillips | TNT |
| 13 mai 2013 19.00 EDT | (fr) Rapport (en) Boxscore | Score par mi-temps : 44-33, 44-32                 |                                       |                                                        |  | United Center, Chicago Affluence : 21 990 Arbitres : no 43 Dan Crawford, no 8 Marc Davis, no 23 Jason Phillips | TNT |
| 13 mai 2013 19.00 EDT | (fr) Rapport (en) Boxscore | LeBron James 27 Haslem et James 7 LeBron James 8  | Points Rebonds Passes d.              | Carlos Boozer 14 Carlos Boozer 12 Robinson et Hamilton |  | United Center, Chicago Affluence : 21 990 Arbitres : no 43 Dan Crawford, no 8 Marc Davis, no 23 Jason Phillips | TNT |

| 15 mai 2013 19.00 EDT | (fr) Rapport (en) Boxscore | Bulls de Chicago 91, Heat de Miami 94              | Bulls de Chicago 91, Heat de Miami 94 | Bulls de Chicago 91, Heat de Miami 94        |  | American Airlines Arena, Miami Affluence : 20 025 Arbitres : no 25 Tony Brothers, no 24 Mike Callahan, no 15 Bennett Salvatore | TNT |
| 15 mai 2013 19.00 EDT | (fr) Rapport (en) Boxscore | Score par quart-temps : 21-30, 32-17, 24-22, 14-25 |                                       |                                              |  | American Airlines Arena, Miami Affluence : 20 025 Arbitres : no 25 Tony Brothers, no 24 Mike Callahan, no 15 Bennett Salvatore | TNT |
| 15 mai 2013 19.00 EDT | (fr) Rapport (en) Boxscore | Score par mi-temps : 53-47, 38-47                  |                                       |                                              |  | American Airlines Arena, Miami Affluence : 20 025 Arbitres : no 25 Tony Brothers, no 24 Mike Callahan, no 15 Bennett Salvatore | TNT |
| 15 mai 2013 19.00 EDT | (fr) Rapport (en) Boxscore | Carlos Boozer 26 Joakim Noah 8 Nate Robinson 6     | Points Rebonds Passes d.              | LeBron James 23 Bosh et James LeBron James 8 |  | American Airlines Arena, Miami Affluence : 20 025 Arbitres : no 25 Tony Brothers, no 24 Mike Callahan, no 15 Bennett Salvatore | TNT |
| 15 mai 2013 19.00 EDT | (fr) Rapport (en) Boxscore | Miami remporte la série 4 à 1.                     |                                       |                                              |  | American Airlines Arena, Miami Affluence : 20 025 Arbitres : no 25 Tony Brothers, no 24 Mike Callahan, no 15 Bennett Salvatore | TNT |

Matchs de saison régulière
Egalité dans la série, 2 à 2.
| 4 janvier 2013 | Rapport | Bulls de Chicago 96, Heat de Miami 89 | Bulls de Chicago 96, Heat de Miami 89 | Bulls de Chicago 96, Heat de Miami 89 |  | American Airlines Arena, Miami |

| 21 février 2013 | Rapport | Heat de Miami 86, Bulls de Chicago 67 | Heat de Miami 86, Bulls de Chicago 67 | Heat de Miami 86, Bulls de Chicago 67 |  | United Center, Chicago |

| 27 mars 2013 | Rapport | Heat de Miami 97, Bulls de Chicago 101 | Heat de Miami 97, Bulls de Chicago 101 | Heat de Miami 97, Bulls de Chicago 101 |  | United Center, Chicago |

| 14 avril 2013 | Rapport | Bulls de Chicago 93, Heat de Miami 105 | Bulls de Chicago 93, Heat de Miami 105 | Bulls de Chicago 93, Heat de Miami 105 |  | American Airlines Arena, Miami |

Dernière rencontre en playoffsFinales de Conférence Est 2011 (Miami gagne 4-1).

##### (2)Knicks de New Yorkvs.Pacers de l'Indiana(3)
| 5 mai 2013 15.30 EDT | (fr) Rapport (en) Boxscore | Pacers de l'Indiana 102, Knicks de New York 95        | Pacers de l'Indiana 102, Knicks de New York 95 | Pacers de l'Indiana 102, Knicks de New York 95         |  | Madison Square Garden, New York Affluence : 19 033 Arbitres : no 38 Michael Smith, no 43 Dan Crawford, no 8 Marc Davis | ABC |
| 5 mai 2013 15.30 EDT | (fr) Rapport (en) Boxscore | Score par quart-temps : 22-27, 30-19, 29-19, 21-30    |                                                |                                                        |  | Madison Square Garden, New York Affluence : 19 033 Arbitres : no 38 Michael Smith, no 43 Dan Crawford, no 8 Marc Davis | ABC |
| 5 mai 2013 15.30 EDT | (fr) Rapport (en) Boxscore | Score par mi-temps : 52-45, 50-49                     |                                                |                                                        |  | Madison Square Garden, New York Affluence : 19 033 Arbitres : no 38 Michael Smith, no 43 Dan Crawford, no 8 Marc Davis | ABC |
| 5 mai 2013 15.30 EDT | (fr) Rapport (en) Boxscore | David West 20 Lance Stephenson 13 George Jesse Hill 6 | Points Rebonds Passes d.                       | Carmelo Anthony 27 Carmelo Anthony 11 Pablo Prigioni 6 |  | Madison Square Garden, New York Affluence : 19 033 Arbitres : no 38 Michael Smith, no 43 Dan Crawford, no 8 Marc Davis | ABC |

| 7 mai 2013 19.00 EDT | (fr) Rapport (en) Boxscore | Pacers de l'Indiana 79, Knicks de New York 105     | Pacers de l'Indiana 79, Knicks de New York 105 | Pacers de l'Indiana 79, Knicks de New York 105          |  | Madison Square Garden, New York Affluence : 19 033 Arbitres : no 17 Joe Crawford, no 33 Sean Corbin, no 9 Derrick Stafford | TNT |
| 7 mai 2013 19.00 EDT | (fr) Rapport (en) Boxscore | Score par quart-temps : 20-29, 22-18, 24-25, 13-33 |                                                |                                                         |  | Madison Square Garden, New York Affluence : 19 033 Arbitres : no 17 Joe Crawford, no 33 Sean Corbin, no 9 Derrick Stafford | TNT |
| 7 mai 2013 19.00 EDT | (fr) Rapport (en) Boxscore | Score par mi-temps : 42-47, 37-58                  |                                                |                                                         |  | Madison Square Garden, New York Affluence : 19 033 Arbitres : no 17 Joe Crawford, no 33 Sean Corbin, no 9 Derrick Stafford | TNT |
| 7 mai 2013 19.00 EDT | (fr) Rapport (en) Boxscore | Paul George 20 Roy Hibbert 12 George Jesse Hill 7  | Points Rebonds Passes d.                       | Carmelo Anthony 32 Carmelo Anthony 9 Prigioni et Kidd 4 |  | Madison Square Garden, New York Affluence : 19 033 Arbitres : no 17 Joe Crawford, no 33 Sean Corbin, no 9 Derrick Stafford | TNT |

| 11 mai 2013 20.00 EDT | (fr) Rapport (en) Boxscore | Knicks de New York 71, Pacers de l'Indiana 82        | Knicks de New York 71, Pacers de l'Indiana 82 | Knicks de New York 71, Pacers de l'Indiana 82   |  | Bankers Life Fieldhouse, Indianapolis Affluence : 18 165 Arbitres : no 24 Mike Callahan, no 25 Tony Brothers, no 28 Zach Zarba | ABC |
| 11 mai 2013 20.00 EDT | (fr) Rapport (en) Boxscore | Score par quart-temps : 15-18, 18-18, 20-26, 18-20   |                                               |                                                 |  | Bankers Life Fieldhouse, Indianapolis Affluence : 18 165 Arbitres : no 24 Mike Callahan, no 25 Tony Brothers, no 28 Zach Zarba | ABC |
| 11 mai 2013 20.00 EDT | (fr) Rapport (en) Boxscore | Score par mi-temps : 33-36, 38-46                    |                                               |                                                 |  | Bankers Life Fieldhouse, Indianapolis Affluence : 18 165 Arbitres : no 24 Mike Callahan, no 25 Tony Brothers, no 28 Zach Zarba | ABC |
| 11 mai 2013 20.00 EDT | (fr) Rapport (en) Boxscore | Carmelo Anthony 21 Iman Shumpert 10 Pablo Prigioni 3 | Points Rebonds Passes d.                      | Roy Hibbert 24 West et Hibbert 12 Paul George 8 |  | Bankers Life Fieldhouse, Indianapolis Affluence : 18 165 Arbitres : no 24 Mike Callahan, no 25 Tony Brothers, no 28 Zach Zarba | ABC |

| 14 mai 2013 19.00 EDT | (fr) Rapport (en) Boxscore | Knicks de New York 82, Pacers de l'Indiana 93          | Knicks de New York 82, Pacers de l'Indiana 93 | Knicks de New York 82, Pacers de l'Indiana 93     |  | Bankers Life Fieldhouse, Indianapolis Affluence : 18 165 Arbitres : no 22 Bill Spooner, no 10 Ron Garretson, no 13 Monty McCutchen | TNT |
| 14 mai 2013 19.00 EDT | (fr) Rapport (en) Boxscore | Score par quart-temps : 16-23, 18-25, 22-19, 26-26     |                                               |                                                   |  | Bankers Life Fieldhouse, Indianapolis Affluence : 18 165 Arbitres : no 22 Bill Spooner, no 10 Ron Garretson, no 13 Monty McCutchen | TNT |
| 14 mai 2013 19.00 EDT | (fr) Rapport (en) Boxscore | Score par mi-temps : 34-48, 48-45                      |                                               |                                                   |  | Bankers Life Fieldhouse, Indianapolis Affluence : 18 165 Arbitres : no 22 Bill Spooner, no 10 Ron Garretson, no 13 Monty McCutchen | TNT |
| 14 mai 2013 19.00 EDT | (fr) Rapport (en) Boxscore | Carmelo Anthony 24 Tyson Chandler 10 Raymond Felton 10 | Points Rebonds Passes d.                      | George Jesse Hill 26 Paul George 10 Paul George 7 |  | Bankers Life Fieldhouse, Indianapolis Affluence : 18 165 Arbitres : no 22 Bill Spooner, no 10 Ron Garretson, no 13 Monty McCutchen | TNT |

| 16 mai 2013 20.00 EDT | (fr) Rapport (en) Boxscore | Pacers de l'Indiana 75, Knicks de New York 85      | Pacers de l'Indiana 75, Knicks de New York 85 | Pacers de l'Indiana 75, Knicks de New York 85                    |  | Madison Square Garden, New York Affluence : 19 033 Arbitres : no 48 Scott Foster, no 30 John Goble, no 55 Bill Kennedy | TNT |
| 16 mai 2013 20.00 EDT | (fr) Rapport (en) Boxscore | Score par quart-temps : 15-19, 19-21, 23-27, 18-18 |                                               |                                                                  |  | Madison Square Garden, New York Affluence : 19 033 Arbitres : no 48 Scott Foster, no 30 John Goble, no 55 Bill Kennedy | TNT |
| 16 mai 2013 20.00 EDT | (fr) Rapport (en) Boxscore | Score par mi-temps : 34-40, 41-45                  |                                               |                                                                  |  | Madison Square Garden, New York Affluence : 19 033 Arbitres : no 48 Scott Foster, no 30 John Goble, no 55 Bill Kennedy | TNT |
| 16 mai 2013 20.00 EDT | (fr) Rapport (en) Boxscore | Paul George 23 David West 10 Paul George 6         | Points Rebonds Passes d.                      | Carmelo Anthony 28 Shumpert, Smith et Anthony 6 Raymond Felton 4 |  | Madison Square Garden, New York Affluence : 19 033 Arbitres : no 48 Scott Foster, no 30 John Goble, no 55 Bill Kennedy | TNT |

| 18 mai 2013 20.00 EDT | (fr) Rapport (en) Boxscore | Knicks de New York 99, Pacers de l'Indiana 106         | Knicks de New York 99, Pacers de l'Indiana 106 | Knicks de New York 99, Pacers de l'Indiana 106            |  | Bankers Life Fieldhouse, Indianapolis Affluence : 18 165 Arbitres : no 14 Ed Malloy, no 41 Ken Mauer, no 49 Tom Washington | ESPN |
| 18 mai 2013 20.00 EDT | (fr) Rapport (en) Boxscore | Score par quart-temps : 27-29, 20-26, 34-26, 18-25     |                                                |                                                           |  | Bankers Life Fieldhouse, Indianapolis Affluence : 18 165 Arbitres : no 14 Ed Malloy, no 41 Ken Mauer, no 49 Tom Washington | ESPN |
| 18 mai 2013 20.00 EDT | (fr) Rapport (en) Boxscore | Score par mi-temps : 47-55, 52-51                      |                                                |                                                           |  | Bankers Life Fieldhouse, Indianapolis Affluence : 18 165 Arbitres : no 14 Ed Malloy, no 41 Ken Mauer, no 49 Tom Washington | ESPN |
| 18 mai 2013 20.00 EDT | (fr) Rapport (en) Boxscore | Carmelo Anthony 39 J. R. Smith 10 Prigioni et Felton 6 | Points Rebonds Passes d.                       | Lance Stephenson 25 Roy Hibbert 12 George, West et Hill 4 |  | Bankers Life Fieldhouse, Indianapolis Affluence : 18 165 Arbitres : no 14 Ed Malloy, no 41 Ken Mauer, no 49 Tom Washington | ESPN |
| 18 mai 2013 20.00 EDT | (fr) Rapport (en) Boxscore | Indiana remporte la série 4 à 2.                       |                                                |                                                           |  | Bankers Life Fieldhouse, Indianapolis Affluence : 18 165 Arbitres : no 14 Ed Malloy, no 41 Ken Mauer, no 49 Tom Washington | ESPN |

Matchs de saison régulière
Egalité dans la série, 2 à 2.
| 18 novembre 2012 | Rapport | Pacers de l'Indiana 76, Knicks de New York 88 | Pacers de l'Indiana 76, Knicks de New York 88 | Pacers de l'Indiana 76, Knicks de New York 88 |  | Madison Square Garden, New York |

| 10 janvier 2013 | Rapport | Knicks de New York 76, Pacers de l'Indiana 81 | Knicks de New York 76, Pacers de l'Indiana 81 | Knicks de New York 76, Pacers de l'Indiana 81 |  | Bankers Life Fieldhouse, Indianapolis |

| 20 février 2013 | Rapport | Knicks de New York 91, Pacers de l'Indiana 125 | Knicks de New York 91, Pacers de l'Indiana 125 | Knicks de New York 91, Pacers de l'Indiana 125 |  | Bankers Life Fieldhouse, Indianapolis |

| 14 avril 2013 | Rapport | Pacers de l'Indiana 80, Knicks de New York 90 | Pacers de l'Indiana 80, Knicks de New York 90 | Pacers de l'Indiana 80, Knicks de New York 90 |  | Madison Square Garden, New York |

Dernière rencontre en playoffsFinales conférence Est 2000 (Indiana gagne 4-2).

#### Finale de Conférence

##### (1)Heat de Miamivs.Pacers de l'Indiana(3)
| 22 mai 2013 20.30 EDT | (fr) Rapport (en) Boxscore | Pacers de l'Indiana 102, Heat de Miami 103                                | Pacers de l'Indiana 102, Heat de Miami 103 | Pacers de l'Indiana 102, Heat de Miami 103      | 1 OT | American Airlines Arena, Miami Affluence : 19 679 Arbitres : no 25 Tony Brothers no 13 Monty McCutchen no 23 Jason Phillips | TNT |
| 22 mai 2013 20.30 EDT | (fr) Rapport (en) Boxscore | Score par quart-temps : 21-22, 21-15, 23-27, 27-28 ; prolongation : 10-11 |                                            |                                                 | 1 OT | American Airlines Arena, Miami Affluence : 19 679 Arbitres : no 25 Tony Brothers no 13 Monty McCutchen no 23 Jason Phillips | TNT |
| 22 mai 2013 20.30 EDT | (fr) Rapport (en) Boxscore | Score par mi-temps : 42-37, 60-66                                         |                                            |                                                 | 1 OT | American Airlines Arena, Miami Affluence : 19 679 Arbitres : no 25 Tony Brothers no 13 Monty McCutchen no 23 Jason Phillips | TNT |
| 22 mai 2013 20.30 EDT | (fr) Rapport (en) Boxscore | Paul George 27 Lance Stephenson 12 George Hill 7                          | Points Rebonds Passes d.                   | LeBron James 30 LeBron James 20 LeBron James 10 | 1 OT | American Airlines Arena, Miami Affluence : 19 679 Arbitres : no 25 Tony Brothers no 13 Monty McCutchen no 23 Jason Phillips | TNT |

| 24 mai 2013 20.30 EDT | (fr) Rapport (en) Boxscore | Pacers de l'Indiana 97, Heat de Miami 93           | Pacers de l'Indiana 97, Heat de Miami 93 | Pacers de l'Indiana 97, Heat de Miami 93        |  | American Airlines Arena, Miami Affluence : 20 022 Arbitres : no 48 Scott Foster no 49 Tom Washington no 55 Bill Kennedy | TNT |
| 24 mai 2013 20.30 EDT | (fr) Rapport (en) Boxscore | Score par quart-temps : 28-22, 25-25, 23-27, 21-19 |                                          |                                                 |  | American Airlines Arena, Miami Affluence : 20 022 Arbitres : no 48 Scott Foster no 49 Tom Washington no 55 Bill Kennedy | TNT |
| 24 mai 2013 20.30 EDT | (fr) Rapport (en) Boxscore | Score par mi-temps : 53-47, 44-45                  |                                          |                                                 |  | American Airlines Arena, Miami Affluence : 20 022 Arbitres : no 48 Scott Foster no 49 Tom Washington no 55 Bill Kennedy | TNT |
| 24 mai 2013 20.30 EDT | (fr) Rapport (en) Boxscore | Roy Hibbert 29 Roy Hibbert 10 Paul George 6        | Points Rebonds Passes d.                 | LeBron James 36 LeBron James 8 Chalmers, Wade 5 |  | American Airlines Arena, Miami Affluence : 20 022 Arbitres : no 48 Scott Foster no 49 Tom Washington no 55 Bill Kennedy | TNT |

| 26 mai 2013 20.30 EDT | (fr) Rapport (en) Boxscore | Heat de Miami 114, Pacers de l'Indiana 96          | Heat de Miami 114, Pacers de l'Indiana 96 | Heat de Miami 114, Pacers de l'Indiana 96  |  | Bankers Life Fieldhouse, Indianapolis Affluence : 18 165 Arbitres : no 24 Mike Callahan no 41 Ken Mauer no 14 Ed Malloy | TNT |
| 26 mai 2013 20.30 EDT | (fr) Rapport (en) Boxscore | Score par quart-temps : 34-30, 36-26, 21-20, 23-20 |                                           |                                            |  | Bankers Life Fieldhouse, Indianapolis Affluence : 18 165 Arbitres : no 24 Mike Callahan no 41 Ken Mauer no 14 Ed Malloy | TNT |
| 26 mai 2013 20.30 EDT | (fr) Rapport (en) Boxscore | Score par mi-temps : 70-56, 44-40                  |                                           |                                            |  | Bankers Life Fieldhouse, Indianapolis Affluence : 18 165 Arbitres : no 24 Mike Callahan no 41 Ken Mauer no 14 Ed Malloy | TNT |
| 26 mai 2013 20.30 EDT | (fr) Rapport (en) Boxscore | LeBron James 22 Chris Andersen 9 Dwyane Wade 8     | Points Rebonds Passes d.                  | David West 21 Roy Hibbert 17 Paul George 8 |  | Bankers Life Fieldhouse, Indianapolis Affluence : 18 165 Arbitres : no 24 Mike Callahan no 41 Ken Mauer no 14 Ed Malloy | TNT |

| 28 mai 2013 20.30 EDT | (fr) Rapport (en) Boxscore | Heat de Miami 92, Pacers de l'Indiana 99           | Heat de Miami 92, Pacers de l'Indiana 99 | Heat de Miami 92, Pacers de l'Indiana 99      |  | Bankers Life Fieldhouse, Indianapolis Affluence : 18 165 Arbitres : no 17 Joe Crawford no 71 Rodney Mott no 9 Derrick Stafford | TNT |
| 28 mai 2013 20.30 EDT | (fr) Rapport (en) Boxscore | Score par quart-temps : 22-26, 25-22, 23-29, 22-22 |                                          |                                               |  | Bankers Life Fieldhouse, Indianapolis Affluence : 18 165 Arbitres : no 17 Joe Crawford no 71 Rodney Mott no 9 Derrick Stafford | TNT |
| 28 mai 2013 20.30 EDT | (fr) Rapport (en) Boxscore | Score par mi-temps : 47-48, 45-51                  |                                          |                                               |  | Bankers Life Fieldhouse, Indianapolis Affluence : 18 165 Arbitres : no 17 Joe Crawford no 71 Rodney Mott no 9 Derrick Stafford | TNT |
| 28 mai 2013 20.30 EDT | (fr) Rapport (en) Boxscore | LeBron James 24 Ray Allen 7 Dwyane Wade 6          | Points Rebonds Passes d.                 | Roy Hibbert 17 West, Hibbert 12 George Hill 6 |  | Bankers Life Fieldhouse, Indianapolis Affluence : 18 165 Arbitres : no 17 Joe Crawford no 71 Rodney Mott no 9 Derrick Stafford | TNT |

| 30 mai 2013 20.30 EDT | (fr) Rapport (en) Boxscore | Pacers de l'Indiana 79, Heat de Miami 90           | Pacers de l'Indiana 79, Heat de Miami 90 | Pacers de l'Indiana 79, Heat de Miami 90      |  | American Airlines Arena, Miami Affluence : 19 913 Arbitres : no 19 James Capers no 43 Dan Crawford no 8 Marc Davis | TNT |
| 30 mai 2013 20.30 EDT | (fr) Rapport (en) Boxscore | Score par quart-temps : 23-19, 21-21, 13-30, 22-20 |                                          |                                               |  | American Airlines Arena, Miami Affluence : 19 913 Arbitres : no 19 James Capers no 43 Dan Crawford no 8 Marc Davis | TNT |
| 30 mai 2013 20.30 EDT | (fr) Rapport (en) Boxscore | Score par mi-temps : 44-40, 35-50                  |                                          |                                               |  | American Airlines Arena, Miami Affluence : 19 913 Arbitres : no 19 James Capers no 43 Dan Crawford no 8 Marc Davis | TNT |
| 30 mai 2013 20.30 EDT | (fr) Rapport (en) Boxscore | Paul George 27 Paul George 11 Paul George 5        | Points Rebonds Passes d.                 | LeBron James 30 LeBron James 8 LeBron James 6 |  | American Airlines Arena, Miami Affluence : 19 913 Arbitres : no 19 James Capers no 43 Dan Crawford no 8 Marc Davis | TNT |

| 1er juin 2013 20.30 EDT | (fr) Rapport (en) Boxscore | Heat de Miami 77, Pacers de l'Indiana 91           | Heat de Miami 77, Pacers de l'Indiana 91 | Heat de Miami 77, Pacers de l'Indiana 91   |  | Bankers Life Fieldhouse, Indianapolis Affluence : 18 165 Arbitres : no 25 Tony Brothers no 13 Monty McCutchen no 23 Jason Phillips | TNT |
| 1er juin 2013 20.30 EDT | (fr) Rapport (en) Boxscore | Score par quart-temps : 23–21, 17–18, 15–29, 22–23 |                                          |                                            |  | Bankers Life Fieldhouse, Indianapolis Affluence : 18 165 Arbitres : no 25 Tony Brothers no 13 Monty McCutchen no 23 Jason Phillips | TNT |
| 1er juin 2013 20.30 EDT | (fr) Rapport (en) Boxscore | Score par mi-temps : 40-39, 37-52                  |                                          |                                            |  | Bankers Life Fieldhouse, Indianapolis Affluence : 18 165 Arbitres : no 25 Tony Brothers no 13 Monty McCutchen no 23 Jason Phillips | TNT |
| 1er juin 2013 20.30 EDT | (fr) Rapport (en) Boxscore | LeBron James 29 Joel Anthony 8 LeBron James 6      | Points Rebonds Passes d.                 | Paul George 28 David West 14 George Hill 6 |  | Bankers Life Fieldhouse, Indianapolis Affluence : 18 165 Arbitres : no 25 Tony Brothers no 13 Monty McCutchen no 23 Jason Phillips | TNT |

| 3 juin 2013 20.30 EDT | (fr) Rapport (en) Boxscore | Pacers de l'Indiana 76, Heat de Miami 99           | Pacers de l'Indiana 76, Heat de Miami 99 | Pacers de l'Indiana 76, Heat de Miami 99           |  | American Airlines Arena, Miami Affluence : 20 025 Arbitres : no 24 Mike Callahan no 48 Scott Foster no 41 Ken Mauer | TNT |
| 3 juin 2013 20.30 EDT | (fr) Rapport (en) Boxscore | Score par quart-temps : 21–19, 16–33, 18–24, 21–23 |                                          |                                                    |  | American Airlines Arena, Miami Affluence : 20 025 Arbitres : no 24 Mike Callahan no 48 Scott Foster no 41 Ken Mauer | TNT |
| 3 juin 2013 20.30 EDT | (fr) Rapport (en) Boxscore | Score par mi-temps : 37-52, 39-47                  |                                          |                                                    |  | American Airlines Arena, Miami Affluence : 20 025 Arbitres : no 24 Mike Callahan no 48 Scott Foster no 41 Ken Mauer | TNT |
| 3 juin 2013 20.30 EDT | (fr) Rapport (en) Boxscore | Roy Hibbert 18 Roy Hibbert 8 Lance Stephenson 5    | Points Rebonds Passes d.                 | LeBron James 32 Dwyane Wade 9 Norris Cole, James 4 |  | American Airlines Arena, Miami Affluence : 20 025 Arbitres : no 24 Mike Callahan no 48 Scott Foster no 41 Ken Mauer | TNT |
| 3 juin 2013 20.30 EDT | (fr) Rapport (en) Boxscore | Miami remporte la série 4 à 3.                     |                                          |                                                    |  | American Airlines Arena, Miami Affluence : 20 025 Arbitres : no 24 Mike Callahan no 48 Scott Foster no 41 Ken Mauer | TNT |

Matchs de saison régulière
Indiana gagne la série, 2 à 1.
| 8 janvier 2013 | Rapport | Heat de Miami 77, Pacers de l'Indiana 87 | Heat de Miami 77, Pacers de l'Indiana 87 | Heat de Miami 77, Pacers de l'Indiana 87 |  | Bankers Life Fieldhouse, Indianapolis |

| 1er février 2013 | Rapport | Heat de Miami 89, Pacers de l'Indiana 102 | Heat de Miami 89, Pacers de l'Indiana 102 | Heat de Miami 89, Pacers de l'Indiana 102 |  | Bankers Life Fieldhouse, Indianapolis |

| 10 mars 2013 | Rapport | Pacers de l'Indiana 91, Heat de Miami 107 | Pacers de l'Indiana 91, Heat de Miami 107 | Pacers de l'Indiana 91, Heat de Miami 107 |  | American Airlines Arena, Miami |

Dernière rencontre en playoffsdemi-finales de Conférence Est 2012 (Miami gagne 4-2).

### Conférence Ouest

#### Salles
Salles des huit participants.

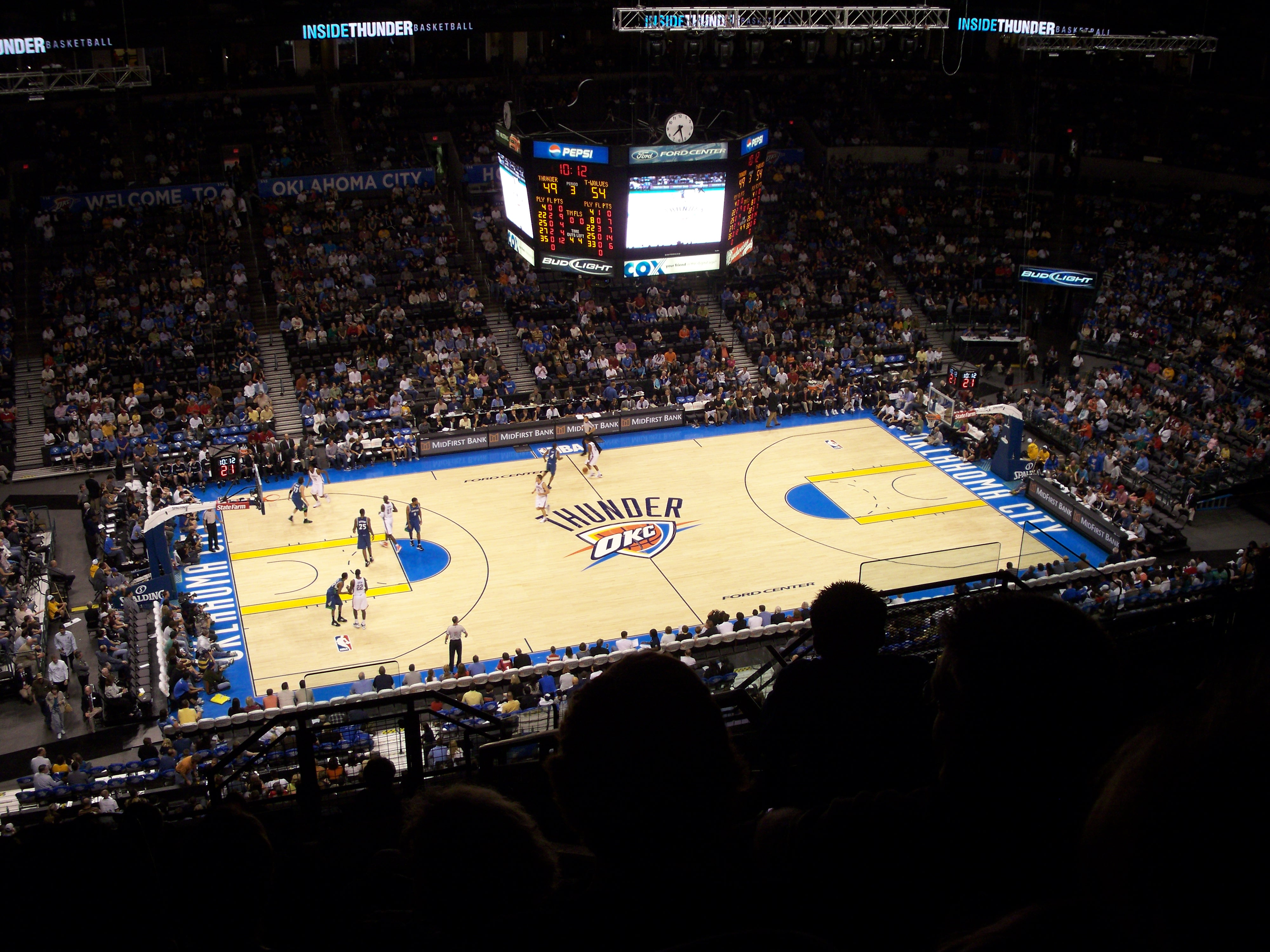
Chesapeake Energy Arena, Oklahoma City
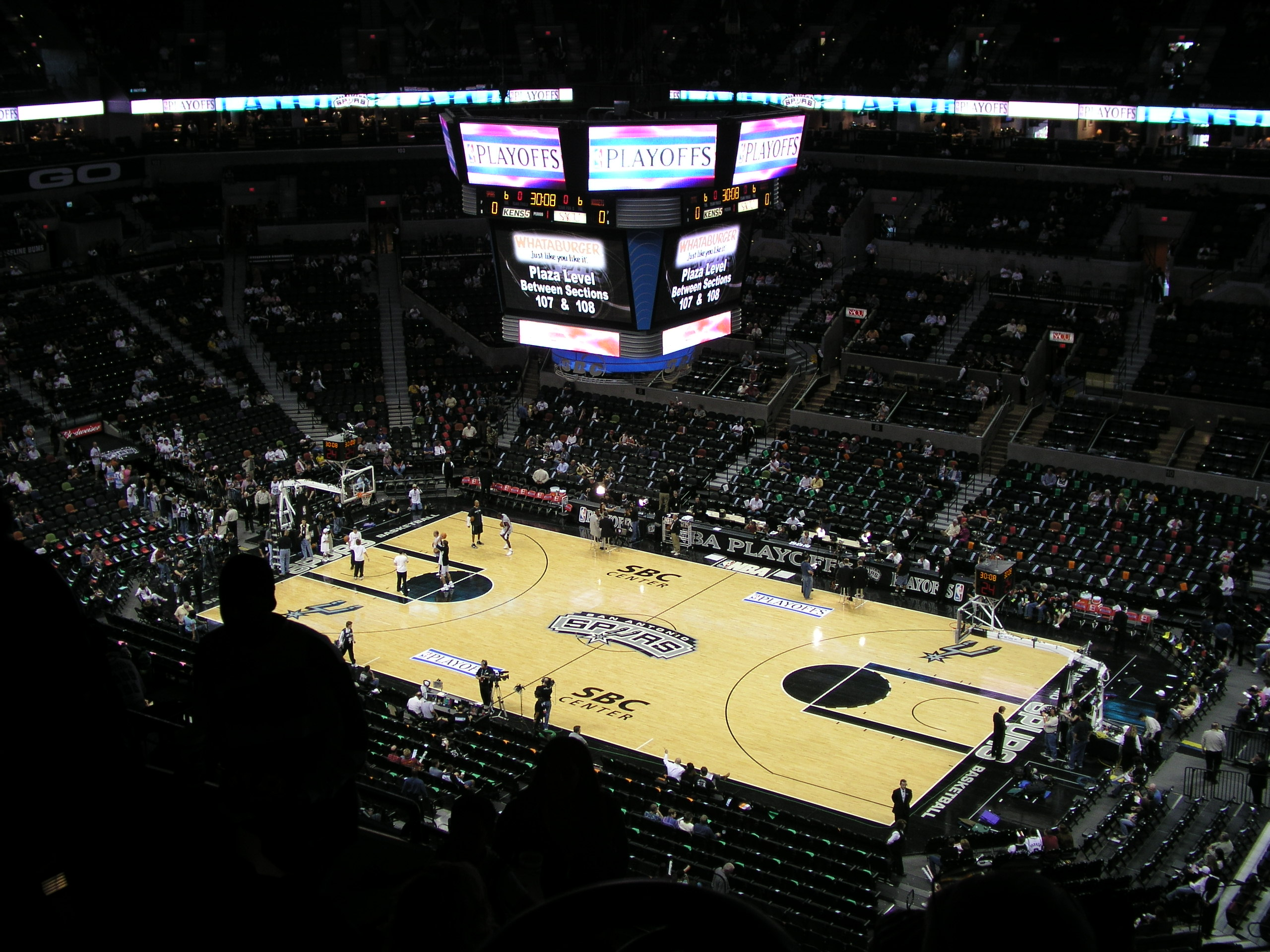
AT&T Center, San Antonio
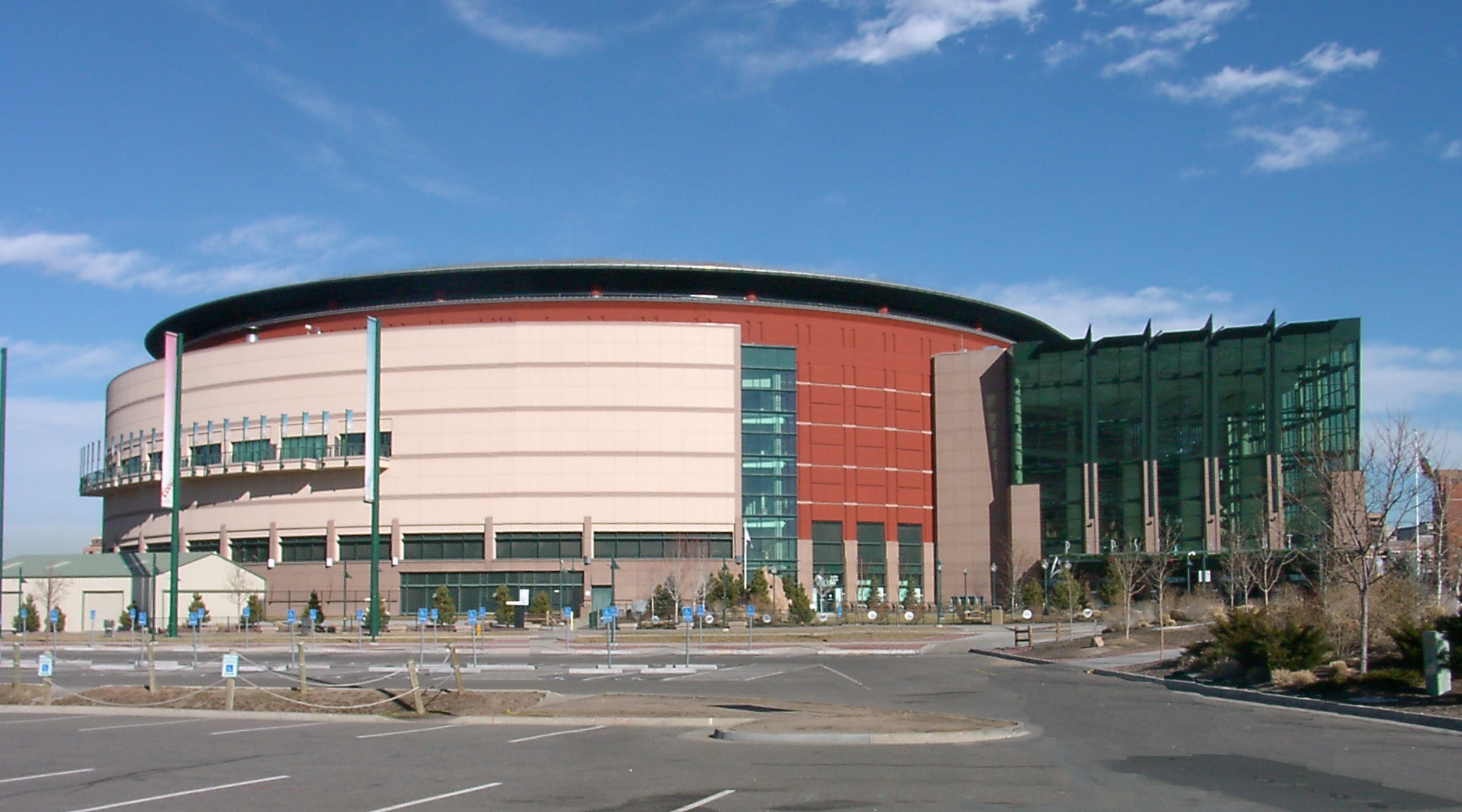
Pepsi Center, Denver
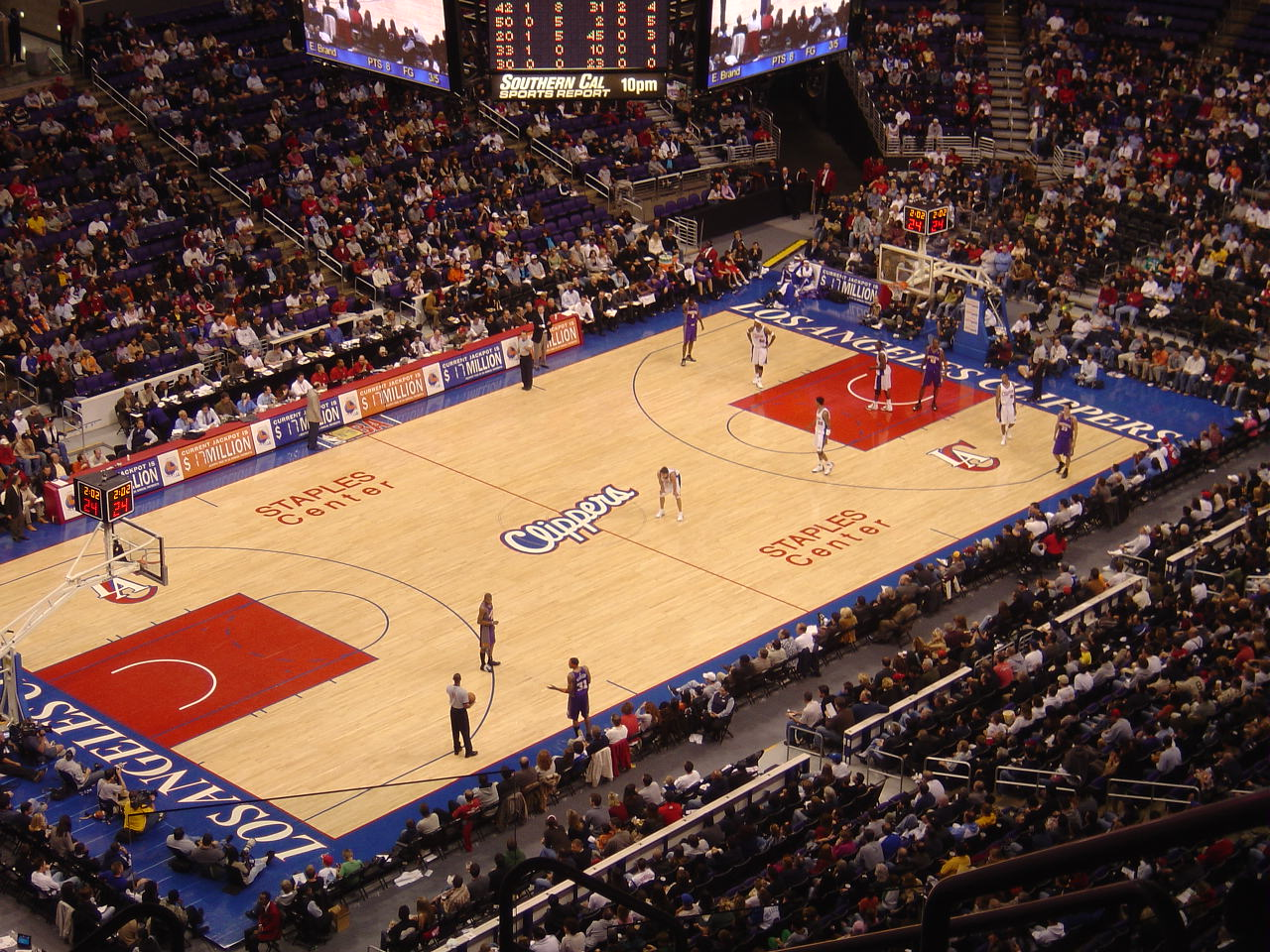
Staples Center, Los Angeles Version Clippers
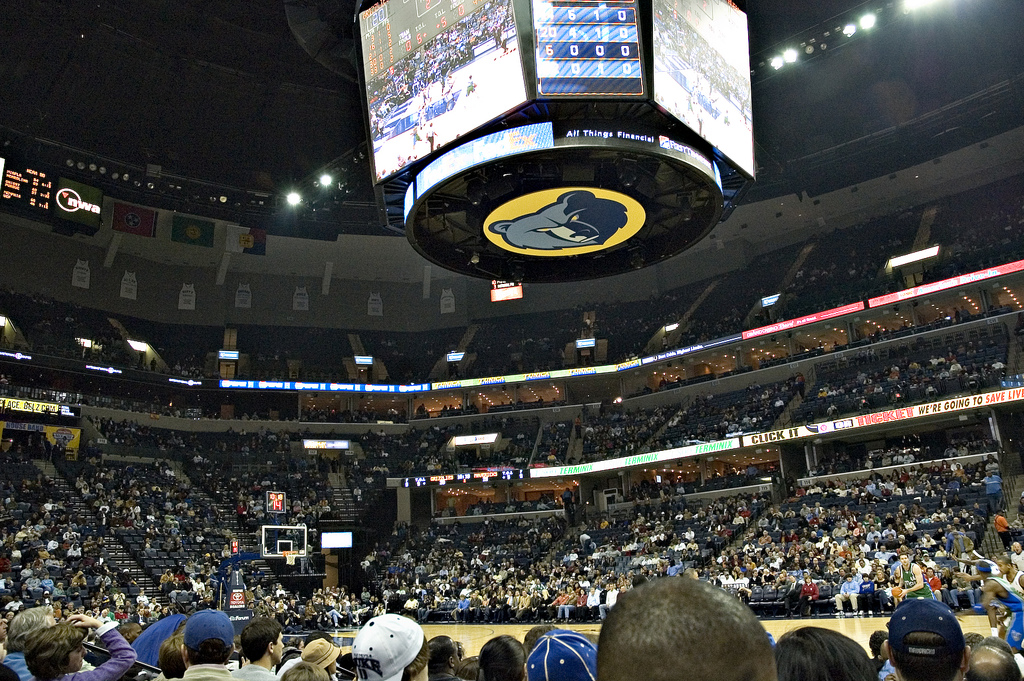
FedExForum, Memphis
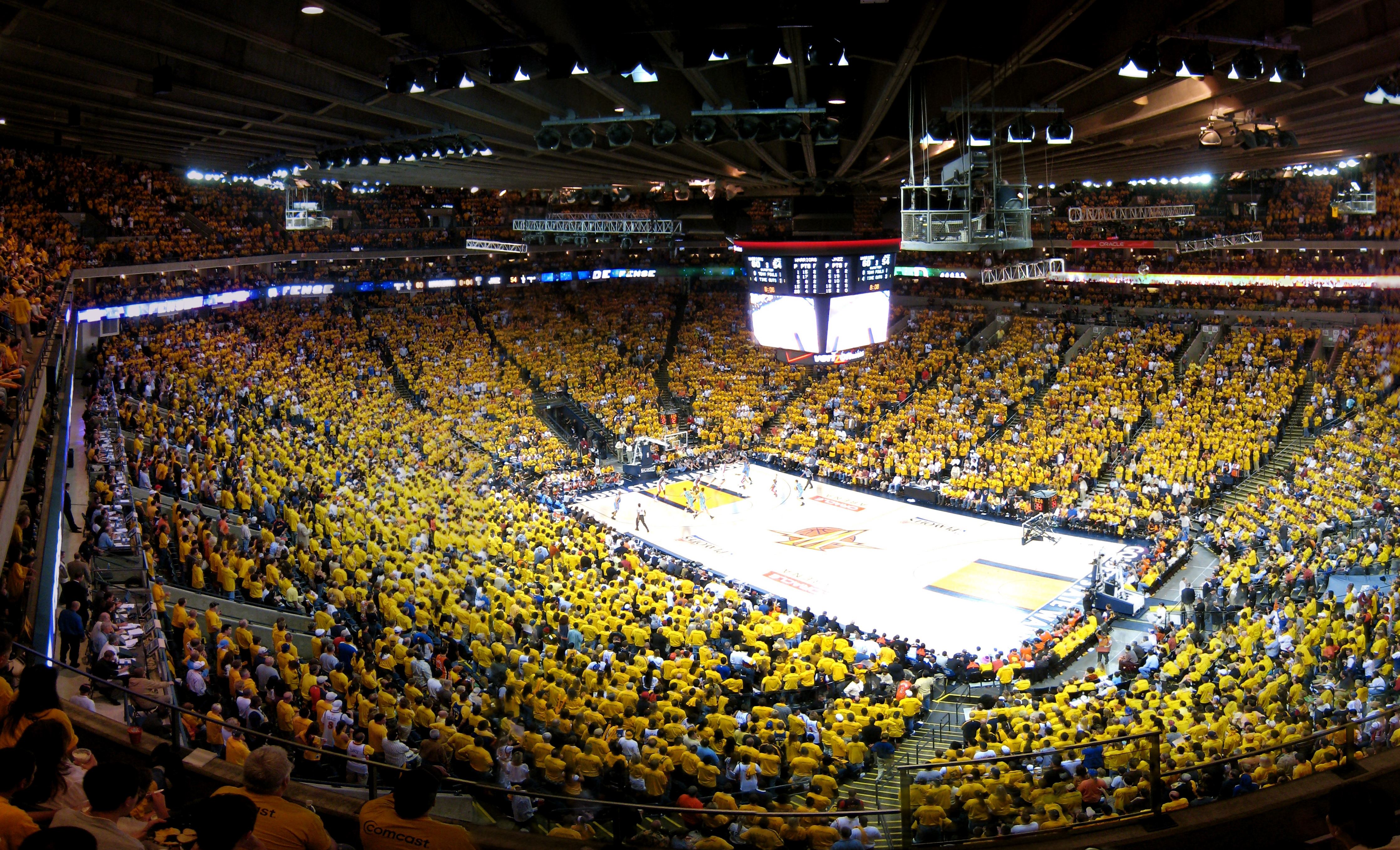
Oracle Arena, Oakland
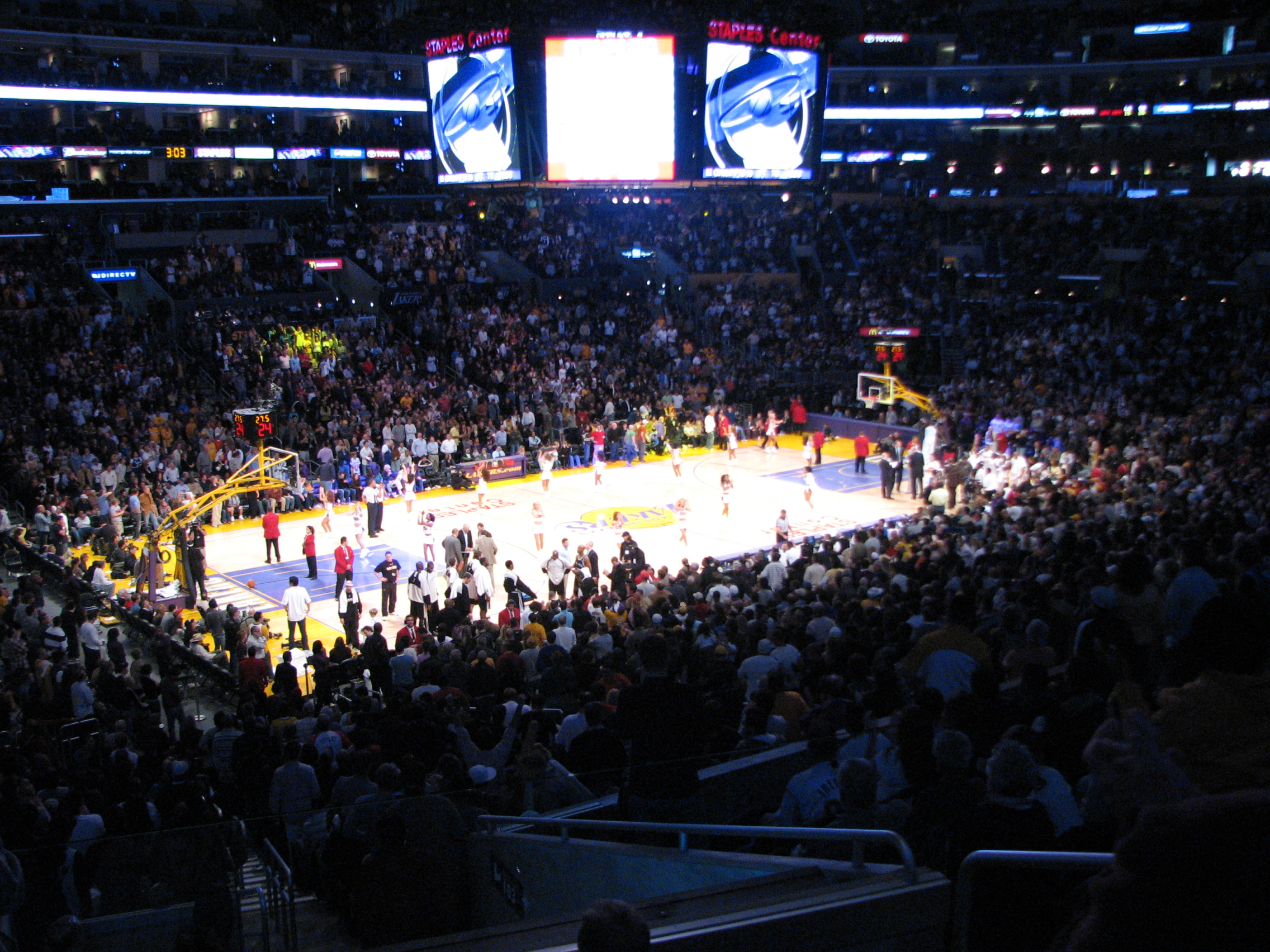
Staples Center, Los Angeles Version Lakers
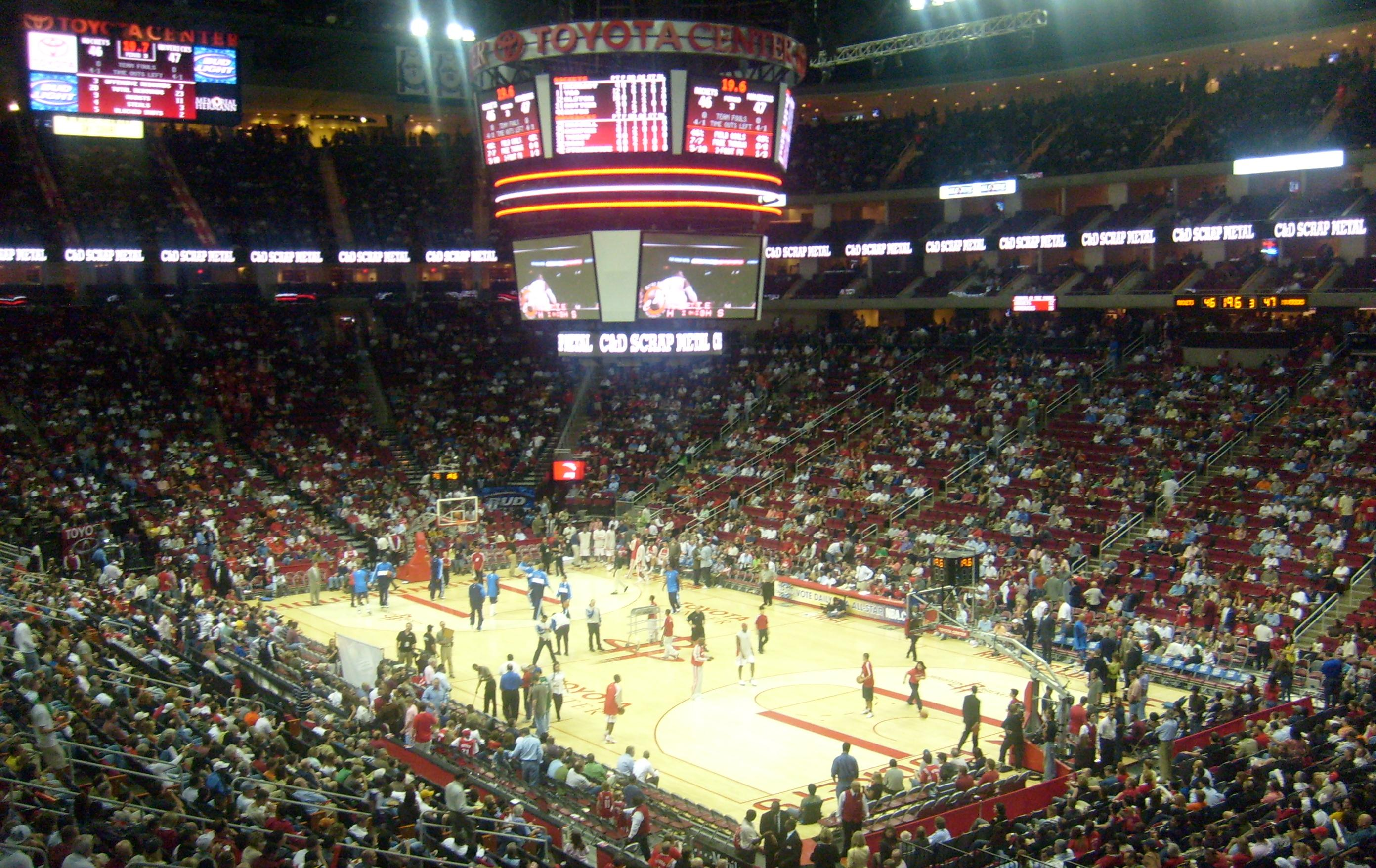
Toyota Center, Houston

#### Premier tour

##### (1)Thunder d'Oklahoma Cityvs.Rockets de Houston(8)
| 21 avril 2013 21.30 EDT | (fr) Rapport (en) Boxscore | Rockets de Houston 91, Thunder d'Oklahoma City 120 | Rockets de Houston 91, Thunder d'Oklahoma City 120 | Rockets de Houston 91, Thunder d'Oklahoma City 120       |  | Chesapeake Energy Arena, Oklahoma City Affluence : 18 203 Arbitres : no 10 Ron Garretson, no 25 Tony Brothers, no 29 Zach Zarba | TNT |
| 21 avril 2013 21.30 EDT | (fr) Rapport (en) Boxscore | Score par quart-temps : 19-26, 28-34, 19-29, 25-31 |                                                    |                                                          |  | Chesapeake Energy Arena, Oklahoma City Affluence : 18 203 Arbitres : no 10 Ron Garretson, no 25 Tony Brothers, no 29 Zach Zarba | TNT |
| 21 avril 2013 21.30 EDT | (fr) Rapport (en) Boxscore | Score par mi-temps : 47-60, 44-60                  |                                                    |                                                          |  | Chesapeake Energy Arena, Oklahoma City Affluence : 18 203 Arbitres : no 10 Ron Garretson, no 25 Tony Brothers, no 29 Zach Zarba | TNT |
| 21 avril 2013 21.30 EDT | (fr) Rapport (en) Boxscore | James Harden 20 Terrence Jones 8 Lin, Beverley 4   | Points Rebonds Passes d.                           | Kevin Durant 24 Russell Westbrook 8 Russell Westbrook 10 |  | Chesapeake Energy Arena, Oklahoma City Affluence : 18 203 Arbitres : no 10 Ron Garretson, no 25 Tony Brothers, no 29 Zach Zarba | TNT |

| 24 avril 2013 19.00 EDT | (fr) Rapport (en) Boxscore | Rockets de Houston 102, Thunder d'Oklahoma City 105 | Rockets de Houston 102, Thunder d'Oklahoma City 105 | Rockets de Houston 102, Thunder d'Oklahoma City 105  |  | Chesapeake Energy Arena, Oklahoma City Affluence : 18 203 Arbitres : no 8 Marc Davis, no 23 Jason Phillips, no 43 Dan Crawford | TNT |
| 24 avril 2013 19.00 EDT | (fr) Rapport (en) Boxscore | Score par quart-temps : 28-29, 27-28, 17-21, 30-27  |                                                     |                                                      |  | Chesapeake Energy Arena, Oklahoma City Affluence : 18 203 Arbitres : no 8 Marc Davis, no 23 Jason Phillips, no 43 Dan Crawford | TNT |
| 24 avril 2013 19.00 EDT | (fr) Rapport (en) Boxscore | Score par mi-temps : 55-57, 47-48                   |                                                     |                                                      |  | Chesapeake Energy Arena, Oklahoma City Affluence : 18 203 Arbitres : no 8 Marc Davis, no 23 Jason Phillips, no 43 Dan Crawford | TNT |
| 24 avril 2013 19.00 EDT | (fr) Rapport (en) Boxscore | James Harden 36 Ömer Aşık 14 Harden et Beverley     | Points Rebonds Passes d.                            | Durant et Westbrook 29 Serge Ibaka 11 Kevin Durant 9 |  | Chesapeake Energy Arena, Oklahoma City Affluence : 18 203 Arbitres : no 8 Marc Davis, no 23 Jason Phillips, no 43 Dan Crawford | TNT |

| 27 avril 2013 21.30 EDT | (fr) Rapport (en) Boxscore | Thunder d'Oklahoma City 104, Rockets de Houston 101 | Thunder d'Oklahoma City 104, Rockets de Houston 101 | Thunder d'Oklahoma City 104, Rockets de Houston 101 |  | Toyota Center, Houston Affluence : 18163 Arbitres : no 17 Joe Crawford, no 6 Tony Brown, no 19 James Capers | ESPN |
| 27 avril 2013 21.30 EDT | (fr) Rapport (en) Boxscore | Score par quart-temps : 39-19, 27-30, 14-27, 24-25  |                                                     |                                                     |  | Toyota Center, Houston Affluence : 18163 Arbitres : no 17 Joe Crawford, no 6 Tony Brown, no 19 James Capers | ESPN |
| 27 avril 2013 21.30 EDT | (fr) Rapport (en) Boxscore | Score par mi-temps : 66-49, 38-52                   |                                                     |                                                     |  | Toyota Center, Houston Affluence : 18163 Arbitres : no 17 Joe Crawford, no 6 Tony Brown, no 19 James Capers | ESPN |
| 27 avril 2013 21.30 EDT | (fr) Rapport (en) Boxscore | Kevin Durant 41 Serge Ibaka 11 Kevin Durant 4       | Points Rebonds Passes d.                            | James Harden 30 James Harden 8 James Harden 6       |  | Toyota Center, Houston Affluence : 18163 Arbitres : no 17 Joe Crawford, no 6 Tony Brown, no 19 James Capers | ESPN |

| 29 avril 2013 21.30 EDT | (fr) rapport (en) Boxscore | Thunder d'Oklahoma City 103, Rockets de Houston 105 | Thunder d'Oklahoma City 103, Rockets de Houston 105 | Thunder d'Oklahoma City 103, Rockets de Houston 105 |  | Toyota Center, Houston Affluence : 18 081 Arbitres : no 13 Monty McCutchen, no 26 Pat Fraher, no 15 Bennett Salvatore | TNT |
| 29 avril 2013 21.30 EDT | (fr) rapport (en) Boxscore | Score par quart-temps : 24-29, 36-24, 24-38, 19-14  |                                                     |                                                     |  | Toyota Center, Houston Affluence : 18 081 Arbitres : no 13 Monty McCutchen, no 26 Pat Fraher, no 15 Bennett Salvatore | TNT |
| 29 avril 2013 21.30 EDT | (fr) rapport (en) Boxscore | Score par mi-temps : 60-53, 43-52                   |                                                     |                                                     |  | Toyota Center, Houston Affluence : 18 081 Arbitres : no 13 Monty McCutchen, no 26 Pat Fraher, no 15 Bennett Salvatore | TNT |
| 29 avril 2013 21.30 EDT | (fr) rapport (en) Boxscore | Kevin Durant 38 Kevin Durant 8 Kevin Durant 6       | Points Rebonds Passes d.                            | Chandler Parsons 27 Ömer Aşık 14 Chandler Parsons 8 |  | Toyota Center, Houston Affluence : 18 081 Arbitres : no 13 Monty McCutchen, no 26 Pat Fraher, no 15 Bennett Salvatore | TNT |

| 1er mai 2013 21.30 EDT | (fr) Rapport (en) Boxscore | Rockets de Houston 107, Thunder d'Oklahoma City 100 | Rockets de Houston 107, Thunder d'Oklahoma City 100 | Rockets de Houston 107, Thunder d'Oklahoma City 100 |  | Chesapeake Energy Arena, Oklahoma City Affluence : 18 203 Arbitres : no 41 Ken Mauer, no 22 Bill Spooner, no 14 Ed Malloy | TNT |
| 1er mai 2013 21.30 EDT | (fr) Rapport (en) Boxscore | Score par quart-temps : 30-26, 20-17, 37-32, 20-25  |                                                     |                                                     |  | Chesapeake Energy Arena, Oklahoma City Affluence : 18 203 Arbitres : no 41 Ken Mauer, no 22 Bill Spooner, no 14 Ed Malloy | TNT |
| 1er mai 2013 21.30 EDT | (fr) Rapport (en) Boxscore | Score par mi-temps : 50-43, 57-57                   |                                                     |                                                     |  | Chesapeake Energy Arena, Oklahoma City Affluence : 18 203 Arbitres : no 41 Ken Mauer, no 22 Bill Spooner, no 14 Ed Malloy | TNT |
| 1er mai 2013 21.30 EDT | (fr) Rapport (en) Boxscore | James Harden 31 Ömer Aşık 11 Chandler Parsons 4     | Points Rebonds Passes d.                            | Kevin Durant 36 Serge Ibaka 9 Kevin Durant 7        |  | Chesapeake Energy Arena, Oklahoma City Affluence : 18 203 Arbitres : no 41 Ken Mauer, no 22 Bill Spooner, no 14 Ed Malloy | TNT |

| 3 mai 2013 20.30 EDT | (fr) rapport (en) Boxscore | Thunder d'Oklahoma City 103, Rockets de Houston 94 | Thunder d'Oklahoma City 103, Rockets de Houston 94 | Thunder d'Oklahoma City 103, Rockets de Houston 94 |  | Toyota Center, Houston Affluence : 18 357 Arbitres : no 24 Mike Callahan, no 33 Sean Corbin, no 49 Tom Washington | ESPN |
| 3 mai 2013 20.30 EDT | (fr) rapport (en) Boxscore | Score par quart-temps : 26-29, 32-25, 20-23, 25-17 |                                                    |                                                    |  | Toyota Center, Houston Affluence : 18 357 Arbitres : no 24 Mike Callahan, no 33 Sean Corbin, no 49 Tom Washington | ESPN |
| 3 mai 2013 20.30 EDT | (fr) rapport (en) Boxscore | Score par mi-temps : 58-54, 45-40                  |                                                    |                                                    |  | Toyota Center, Houston Affluence : 18 357 Arbitres : no 24 Mike Callahan, no 33 Sean Corbin, no 49 Tom Washington | ESPN |
| 3 mai 2013 20.30 EDT | (fr) rapport (en) Boxscore | Kevin Durant 27 Nick Collison 9 Reggie Jackson 8   | Points Rebonds Passes d.                           | James Harden 26 Ömer Aşık 13 James Harden 7        |  | Toyota Center, Houston Affluence : 18 357 Arbitres : no 24 Mike Callahan, no 33 Sean Corbin, no 49 Tom Washington | ESPN |
| 3 mai 2013 20.30 EDT | (fr) rapport (en) Boxscore | Oklahoma remporte la série 4 à 2.                  |                                                    |                                                    |  | Toyota Center, Houston Affluence : 18 357 Arbitres : no 24 Mike Callahan, no 33 Sean Corbin, no 49 Tom Washington | ESPN |

Matchs de saison régulière
Le Thunder d'Oklahoma City a gagné la série deux victoires à une
| 28 novembre 2012 | Rapport | Rockets de Houston 98, Thunder d'Oklahoma City 120 | Rockets de Houston 98, Thunder d'Oklahoma City 120 | Rockets de Houston 98, Thunder d'Oklahoma City 120 |  | Chesapeake Energy Arena, Oklahoma City |

| 29 décembre 2012 | Rapport | Thunder d'Oklahoma City 124, Rockets de Houston 94 | Thunder d'Oklahoma City 124, Rockets de Houston 94 | Thunder d'Oklahoma City 124, Rockets de Houston 94 |  | Toyota Center, Houston |

| 20 février 2013 | Rapport | Thunder d'Oklahoma City 119, Rockets de Houston 122 | Thunder d'Oklahoma City 119, Rockets de Houston 122 | Thunder d'Oklahoma City 119, Rockets de Houston 122 |  | Toyota Center, Houston |

Dernière rencontre en playoffsDemi-finales de conférence Ouest 1997 (Houston gagne 4-3), le Thunder était localisé a Seattle sous le nom de SuperSonics de Seattle.

##### (2)Spurs de San Antoniovs.Lakers de Los Angeles(7)
| 21 avril 2013 15.30 EDT | (fr) Rapport (en) Boxscore | Lakers de Los Angeles 79, Spurs de San Antonio 91  | Lakers de Los Angeles 79, Spurs de San Antonio 91 | Lakers de Los Angeles 79, Spurs de San Antonio 91    |  | AT&T Center, San Antonio Affluence : 18 581 Arbitres : no 43 Dan Crawford, no 8 Marc Davis, no 23 Jason Phillips | ABC |
| 21 avril 2013 15.30 EDT | (fr) Rapport (en) Boxscore | Score par quart-temps : 15-24, 22-21, 20-25, 22-21 |                                                   |                                                      |  | AT&T Center, San Antonio Affluence : 18 581 Arbitres : no 43 Dan Crawford, no 8 Marc Davis, no 23 Jason Phillips | ABC |
| 21 avril 2013 15.30 EDT | (fr) Rapport (en) Boxscore | Score par mi-temps : 37-45, 42-46                  |                                                   |                                                      |  | AT&T Center, San Antonio Affluence : 18 581 Arbitres : no 43 Dan Crawford, no 8 Marc Davis, no 23 Jason Phillips | ABC |
| 21 avril 2013 15.30 EDT | (fr) Rapport (en) Boxscore | Dwight Howard 20 Pau Gasol 16 Pau Gasol 6          | Points Rebonds Passes d.                          | Parker et Ginóbili 18 Kawhi Leonard 11 Tony Parker 8 |  | AT&T Center, San Antonio Affluence : 18 581 Arbitres : no 43 Dan Crawford, no 8 Marc Davis, no 23 Jason Phillips | ABC |

| 24 avril 2013 21.30 EDT | (fr) Rapport (en) Boxscore | Lakers de Los Angeles 91, Spurs de San Antonio 102 | Lakers de Los Angeles 91, Spurs de San Antonio 102 | Lakers de Los Angeles 91, Spurs de San Antonio 102  |  | AT&T Center, San Antonio Affluence : 18 581 Arbitres : no 24 Mike Callahan, no 16 David Guthrie, no 49 Tom Washington | TNT |
| 24 avril 2013 21.30 EDT | (fr) Rapport (en) Boxscore | Score par quart-temps : 23-28, 25-28, 20-22, 23-24 |                                                    |                                                     |  | AT&T Center, San Antonio Affluence : 18 581 Arbitres : no 24 Mike Callahan, no 16 David Guthrie, no 49 Tom Washington | TNT |
| 24 avril 2013 21.30 EDT | (fr) Rapport (en) Boxscore | Score par mi-temps : 48-56, 43-46                  |                                                    |                                                     |  | AT&T Center, San Antonio Affluence : 18 581 Arbitres : no 24 Mike Callahan, no 16 David Guthrie, no 49 Tom Washington | TNT |
| 24 avril 2013 21.30 EDT | (fr) Rapport (en) Boxscore | Howard et Blake 16 Gasol et Howard 9 Steve Nash 6  | Points Rebonds Passes d.                           | Tony Parker 28 Kawhi Leonard 7 Parker et Ginóbili 7 |  | AT&T Center, San Antonio Affluence : 18 581 Arbitres : no 24 Mike Callahan, no 16 David Guthrie, no 49 Tom Washington | TNT |

| 26 avril 2013 22.30 EDT | (fr) Rapport (en) Boxscore | Spurs de San Antonio 120, Lakers de Los Angeles 89 | Spurs de San Antonio 120, Lakers de Los Angeles 89 | Spurs de San Antonio 120, Lakers de Los Angeles 89 |  | Staples Center, Los Angeles Affluence : 18 997 Arbitres : no 41 Ken Mauer, no 14 Ed Malloy, no 40 Leon Wood | ESPN |
| 26 avril 2013 22.30 EDT | (fr) Rapport (en) Boxscore | Score par quart-temps : 30-18, 25-26, 30-19, 35-26 |                                                    |                                                    |  | Staples Center, Los Angeles Affluence : 18 997 Arbitres : no 41 Ken Mauer, no 14 Ed Malloy, no 40 Leon Wood | ESPN |
| 26 avril 2013 22.30 EDT | (fr) Rapport (en) Boxscore | Score par mi-temps : 55-44, 65-45                  |                                                    |                                                    |  | Staples Center, Los Angeles Affluence : 18 997 Arbitres : no 41 Ken Mauer, no 14 Ed Malloy, no 40 Leon Wood | ESPN |
| 26 avril 2013 22.30 EDT | (fr) Rapport (en) Boxscore | Tim Duncan 26 Tim Duncan 9 Tony Parker 7           | Points Rebonds Passes d.                           | Dwight Howard 25 Pau Gasol 13 Pau Gasol 10         |  | Staples Center, Los Angeles Affluence : 18 997 Arbitres : no 41 Ken Mauer, no 14 Ed Malloy, no 40 Leon Wood | ESPN |

| 28 avril 2013 19.00 EDT | (fr) Rapport (en) Boxscore | Spurs de San Antonio 103, Lakers de Los Angeles 82  | Spurs de San Antonio 103, Lakers de Los Angeles 82 | Spurs de San Antonio 103, Lakers de Los Angeles 82 |  | Staples Center, Los Angeles Affluence : 18 997 Arbitres : no 9 Derrick Stafford, no 47 Bennie Adams, no 71 Rodney Mott | TNT |
| 28 avril 2013 19.00 EDT | (fr) Rapport (en) Boxscore | Score par quart-temps : 26-20, 26-14, 26-24, 25-24  |                                                    |                                                    |  | Staples Center, Los Angeles Affluence : 18 997 Arbitres : no 9 Derrick Stafford, no 47 Bennie Adams, no 71 Rodney Mott | TNT |
| 28 avril 2013 19.00 EDT | (fr) Rapport (en) Boxscore | Score par mi-temps : 52-34, 51-48                   |                                                    |                                                    |  | Staples Center, Los Angeles Affluence : 18 997 Arbitres : no 9 Derrick Stafford, no 47 Bennie Adams, no 71 Rodney Mott | TNT |
| 28 avril 2013 19.00 EDT | (fr) Rapport (en) Boxscore | Tony Parker 23 Kawhi Leonard 7 Ginóbili et Joseph 6 | Points Rebonds Passes d.                           | Pau Gasol 16 Howard et P.Gasol 8 Chris Duhon 7     |  | Staples Center, Los Angeles Affluence : 18 997 Arbitres : no 9 Derrick Stafford, no 47 Bennie Adams, no 71 Rodney Mott | TNT |
| 28 avril 2013 19.00 EDT | (fr) Rapport (en) Boxscore | San Antonio gagne la série 4 à 0.                   |                                                    |                                                    |  | Staples Center, Los Angeles Affluence : 18 997 Arbitres : no 9 Derrick Stafford, no 47 Bennie Adams, no 71 Rodney Mott | TNT |

Matchs de saison régulière
Les Spurs de San Antonio ont gagné la série deux victoires à une
| 13 novembre 2012 | Rapport | Spurs de San Antonio 84, Lakers de Los Angeles 82 | Spurs de San Antonio 84, Lakers de Los Angeles 82 | Spurs de San Antonio 84, Lakers de Los Angeles 82 |  | Staples Center, Los Angeles |

| 9 janvier 2013 | Rapport | Lakers de Los Angeles 105, Spurs de San Antonio 108 | Lakers de Los Angeles 105, Spurs de San Antonio 108 | Lakers de Los Angeles 105, Spurs de San Antonio 108 |  | AT&T Center, San Antonio |

| 14 avril 2013 | Rapport | Spurs de San Antonio 86, Lakers de Los Angeles 91 | Spurs de San Antonio 86, Lakers de Los Angeles 91 | Spurs de San Antonio 86, Lakers de Los Angeles 91 |  | Staples Center, Los Angeles |

Dernière rencontre en playoffsFinales de conférence Ouest 2008 (Los Angeles gagne 4-1).

##### (3)Nuggets de Denvervs.Warriors de Golden State(6)
| 20 avril 2013 17.30 EDT | (fr) Rapport (en) Boxscore | Warriors de Golden State 95, Nuggets de Denver 97  | Warriors de Golden State 95, Nuggets de Denver 97 | Warriors de Golden State 95, Nuggets de Denver 97     |  | Pepsi Center, Denver Affluence : 19 155 Arbitres : no 24 Mike Callahan, no 16 David Guthrie, no 49 Tom Washington | ESPN |
| 20 avril 2013 17.30 EDT | (fr) Rapport (en) Boxscore | Score par quart-temps : 25-28, 23-16, 16-27, 31-26 |                                                   |                                                       |  | Pepsi Center, Denver Affluence : 19 155 Arbitres : no 24 Mike Callahan, no 16 David Guthrie, no 49 Tom Washington | ESPN |
| 20 avril 2013 17.30 EDT | (fr) Rapport (en) Boxscore | Score par mi-temps : 48-44, 47-53                  |                                                   |                                                       |  | Pepsi Center, Denver Affluence : 19 155 Arbitres : no 24 Mike Callahan, no 16 David Guthrie, no 49 Tom Washington | ESPN |
| 20 avril 2013 17.30 EDT | (fr) Rapport (en) Boxscore | Klay Thompson 22 Lee, Bogut 14 Jarrett Jack 10     | Points Rebonds Passes d.                          | Andre Miller 28 Wilson Chandler 13 Iguodala, Miller 5 |  | Pepsi Center, Denver Affluence : 19 155 Arbitres : no 24 Mike Callahan, no 16 David Guthrie, no 49 Tom Washington | ESPN |

Les Nuggets de Denver ont remporté le premier match de leur série grâce à un panier à une seconde de la fin du vétéran Andre Miller, 37 ans. Sorti du banc, Miller a terminé meilleur marqueur de la rencontre avec 28 points en 27 minutes (11/16 aux tirs, 1/1 à 3 points, 5/7 aux lancers francs) et a également délivré cinq passes décisives. Quant au rookie français Evan Fournier, 20 ans, titularisé pour le premier match de play-offs de sa carrière, il a marqué 11 points, réussi deux passes et deux interceptions en 22 minutes de jeu. Du côté des Warriors, Stephen Curry (19 points, 9 passes décisives) et Klay Thompson (22 points, 3 contres) ont fait tout ce qu'il fallait pour remporter la partie.
| 23 avril 2013 22.30 EDT | (fr) Rapport (en) Boxscore | Warriors de Golden State 131, Nuggets de Denver 117 | Warriors de Golden State 131, Nuggets de Denver 117 | Warriors de Golden State 131, Nuggets de Denver 117 |  | Pepsi Center, Denver Affluence : 19 155 Arbitres : no 48 Scott Foster, no 30 John Goble, no Bill Kennedy | TNT |
| 23 avril 2013 22.30 EDT | (fr) Rapport (en) Boxscore | Score par quart-temps : 26-28, 35-25, 35-27, 35-37  |                                                     |                                                     |  | Pepsi Center, Denver Affluence : 19 155 Arbitres : no 48 Scott Foster, no 30 John Goble, no Bill Kennedy | TNT |
| 23 avril 2013 22.30 EDT | (fr) Rapport (en) Boxscore | Score par mi-temps : 61-53, 70-64                   |                                                     |                                                     |  | Pepsi Center, Denver Affluence : 19 155 Arbitres : no 48 Scott Foster, no 30 John Goble, no Bill Kennedy | TNT |
| 23 avril 2013 22.30 EDT | (fr) Rapport (en) Boxscore | Stephen Curry 30 Andrew Bogut 8 Stephen Curry 13    | Points Rebonds Passes d.                            | Brewer, Lawson 19 Wilson Chandler 6 Ty Lawson 12    |  | Pepsi Center, Denver Affluence : 19 155 Arbitres : no 48 Scott Foster, no 30 John Goble, no Bill Kennedy | TNT |

| 26 avril 2013 22.30 EDT | (fr) Rapport (en) Boxscore | Nuggets de Denver 108, Warriors de Golden State 110 | Nuggets de Denver 108, Warriors de Golden State 110 | Nuggets de Denver 108, Warriors de Golden State 110 |  | Oracle Arena, Oakland Affluence : 19 596 Arbitres : no 71 Rodney Mott, no 9 Derrick Stafford, no 47 Bennie Adams | ESPN2 |
| 26 avril 2013 22.30 EDT | (fr) Rapport (en) Boxscore | Score par quart-temps : 32-32, 34-22, 18-33, 24-23  |                                                     |                                                     |  | Oracle Arena, Oakland Affluence : 19 596 Arbitres : no 71 Rodney Mott, no 9 Derrick Stafford, no 47 Bennie Adams | ESPN2 |
| 26 avril 2013 22.30 EDT | (fr) Rapport (en) Boxscore | Score par mi-temps : 66-54, 42-56                   |                                                     |                                                     |  | Oracle Arena, Oakland Affluence : 19 596 Arbitres : no 71 Rodney Mott, no 9 Derrick Stafford, no 47 Bennie Adams | ESPN2 |
| 26 avril 2013 22.30 EDT | (fr) Rapport (en) Boxscore | Ty Lawson 35 Wilson Chandler 9 Ty Lawson 10         | Points Rebonds Passes d.                            | Stephen Curry 29 Andrew Bogut 9 Stephen Curry 11    |  | Oracle Arena, Oakland Affluence : 19 596 Arbitres : no 71 Rodney Mott, no 9 Derrick Stafford, no 47 Bennie Adams | ESPN2 |

| 28 avril 2013 21.30 EDT | (fr) Rapport (en) Boxscore | Nuggets de Denver 101, Warriors de Golden State 115 | Nuggets de Denver 101, Warriors de Golden State 115 | Nuggets de Denver 101, Warriors de Golden State 115 |  | Oracle Arena, Oakland Affluence : 19 596 Arbitres : no 41 Ken Mauer, no 14 Ed Malloy, no 40 Leon Wood | TNT |
| 28 avril 2013 21.30 EDT | (fr) Rapport (en) Boxscore | Score par quart-temps : 21-25, 23-31, 28-35, 29-24  |                                                     |                                                     |  | Oracle Arena, Oakland Affluence : 19 596 Arbitres : no 41 Ken Mauer, no 14 Ed Malloy, no 40 Leon Wood | TNT |
| 28 avril 2013 21.30 EDT | (fr) Rapport (en) Boxscore | Score par mi-temps : 44-56, 57-59                   |                                                     |                                                     |  | Oracle Arena, Oakland Affluence : 19 596 Arbitres : no 41 Ken Mauer, no 14 Ed Malloy, no 40 Leon Wood | TNT |
| 28 avril 2013 21.30 EDT | (fr) Rapport (en) Boxscore | Ty Lawson 26 Kenneth Faried 12 Lawson 6             | Points Rebonds Passes d.                            | Jarrett Jack 21 Draymond Green 6 Jack 9             |  | Oracle Arena, Oakland Affluence : 19 596 Arbitres : no 41 Ken Mauer, no 14 Ed Malloy, no 40 Leon Wood | TNT |

| 30 avril 2013 20.00 EDT | (fr) Rapport (en) Boxscore | Warriors de Golden State 100, Nuggets de Denver 107  | Warriors de Golden State 100, Nuggets de Denver 107 | Warriors de Golden State 100, Nuggets de Denver 107 |  | Pepsi Center, Denver Affluence : 19 155 Arbitres : no 10 Ron Garretson, no 25 Tony Brothers, no 42 Eric Lewis | TNT |
| 30 avril 2013 20.00 EDT | (fr) Rapport (en) Boxscore | Score par quart-temps : 22-36, 24-30, 23-20, 31-21   |                                                     |                                                     |  | Pepsi Center, Denver Affluence : 19 155 Arbitres : no 10 Ron Garretson, no 25 Tony Brothers, no 42 Eric Lewis | TNT |
| 30 avril 2013 20.00 EDT | (fr) Rapport (en) Boxscore | Score par mi-temps : 46-66, 54-41                    |                                                     |                                                     |  | Pepsi Center, Denver Affluence : 19 155 Arbitres : no 10 Ron Garretson, no 25 Tony Brothers, no 42 Eric Lewis | TNT |
| 30 avril 2013 20.00 EDT | (fr) Rapport (en) Boxscore | Harrison Barnes 23 Harrison Barnes 9 Stephen Curry 8 | Points Rebonds Passes d.                            | Andre Iguodala 25 Andre Iguodala 12 Ty Lawson 10    |  | Pepsi Center, Denver Affluence : 19 155 Arbitres : no 10 Ron Garretson, no 25 Tony Brothers, no 42 Eric Lewis | TNT |

| 2 mai 2013 22.30 EDT | (fr) Rapport (en) Boxscore | Nuggets de Denver 88, Warriors de Golden State 92        | Nuggets de Denver 88, Warriors de Golden State 92 | Nuggets de Denver 88, Warriors de Golden State 92 |  | Oracle Arena, Oakland Affluence : 19 596 Arbitres : no 43 Dan Crawford, no 8 Marc Davis, no 38 Michael Smith | TNT |
| 2 mai 2013 22.30 EDT | (fr) Rapport (en) Boxscore | Score par quart-temps : 25-21, 17-19, 20-33, 26-19       |                                                   |                                                   |  | Oracle Arena, Oakland Affluence : 19 596 Arbitres : no 43 Dan Crawford, no 8 Marc Davis, no 38 Michael Smith | TNT |
| 2 mai 2013 22.30 EDT | (fr) Rapport (en) Boxscore | Score par mi-temps : 42-40, 46-52                        |                                                   |                                                   |  | Oracle Arena, Oakland Affluence : 19 596 Arbitres : no 43 Dan Crawford, no 8 Marc Davis, no 38 Michael Smith | TNT |
| 2 mai 2013 22.30 EDT | (fr) Rapport (en) Boxscore | Andre Iguodala 24 Kenneth Faried 11 Lawson et Iguodala 6 | Points Rebonds Passes d.                          | Stephen Curry 22 Andrew Bogut 21 Stephen Curry 8  |  | Oracle Arena, Oakland Affluence : 19 596 Arbitres : no 43 Dan Crawford, no 8 Marc Davis, no 38 Michael Smith | TNT |
| 2 mai 2013 22.30 EDT | (fr) Rapport (en) Boxscore | Golden State remporte la série 4 à 2.                    |                                                   |                                                   |  | Oracle Arena, Oakland Affluence : 19 596 Arbitres : no 43 Dan Crawford, no 8 Marc Davis, no 38 Michael Smith | TNT |

Matchs de saison régulière
Les Nuggets de Denver ont gagné la série trois victoires à une
| 10 novembre 2012 | Rapport | Nuggets de Denver 107, Warriors de Golden State 101 | Nuggets de Denver 107, Warriors de Golden State 101 | Nuggets de Denver 107, Warriors de Golden State 101 |  | Oracle Arena, Oakland |

| 23 novembre 2012 | Rapport | Warriors de Golden State 91, Nuggets de Denver 102 | Warriors de Golden State 91, Nuggets de Denver 102 | Warriors de Golden State 91, Nuggets de Denver 102 |  | Pepsi Center, Denver |

| 29 novembre 2012 | Rapport | Nuggets de Denver 105, Warriors de Golden State 106 | Nuggets de Denver 105, Warriors de Golden State 106 | Nuggets de Denver 105, Warriors de Golden State 106 |  | Oracle Arena, Oakland |

| 13 janvier 2013 | Rapport | Warriors de Golden State 105, Nuggets de Denver 116 | Warriors de Golden State 105, Nuggets de Denver 116 | Warriors de Golden State 105, Nuggets de Denver 116 |  | Pepsi Center, Denver |

Dernière rencontre en playoffsLes Nuggets et les Warriors ne se sont jamais rencontrés en playoffs.

##### (4)Clippers de Los Angelesvs.Grizzlies de Memphis(5)
| 20 avril 2013 22.30 EDT | (fr) Rapport (en) Boxscore | Grizzlies de Memphis 91, Clippers de Los Angeles 112 | Grizzlies de Memphis 91, Clippers de Los Angeles 112 | Grizzlies de Memphis 91, Clippers de Los Angeles 112 |  | Staples Center, Los Angeles Affluence : 19 373 Arbitres : no 48 Scott Foster, no 30 John Goble, no 55 Bill Kennedy | ESPN |
| 20 avril 2013 22.30 EDT | (fr) Rapport (en) Boxscore | Score par quart-temps : 21-29, 30-28, 18-18, 22-37   |                                                      |                                                      |  | Staples Center, Los Angeles Affluence : 19 373 Arbitres : no 48 Scott Foster, no 30 John Goble, no 55 Bill Kennedy | ESPN |
| 20 avril 2013 22.30 EDT | (fr) Rapport (en) Boxscore | Score par mi-temps : 51-57, 40-55                    |                                                      |                                                      |  | Staples Center, Los Angeles Affluence : 19 373 Arbitres : no 48 Scott Foster, no 30 John Goble, no 55 Bill Kennedy | ESPN |
| 20 avril 2013 22.30 EDT | (fr) Rapport (en) Boxscore | Jerryd Bayless 19 Ed Davis 6 Marc Gasol 7            | Points Rebonds Passes d.                             | Chris Paul 23 DeAndre Jordan 8 Chris Paul 7          |  | Staples Center, Los Angeles Affluence : 19 373 Arbitres : no 48 Scott Foster, no 30 John Goble, no 55 Bill Kennedy | ESPN |

Les Clippers de Los Angeles ont dominé le premier match de leur série contre les Grizzlies de Memphis. Ils ont été supérieurs aux coéquipiers de Marc Gasol, auteur de 16 points et 7 passes décisives, à deux moments-clés de la partie : dans le premier (29-21) et le dernier (37-22) quart-temps. Sur l’ensemble du match, ils ont été plus adroits que les Grizzlies (41/74 aux tirs contre 33/71) et ont été largement supérieurs aux rebonds, tant offensifs (14 contre 4) que défensifs (33 contre 19). Chris Paul a eu son rendement habituel en inscrivant 23 points (meilleur marqueur de la partie) et en délivrant sept passes décisives.
| 22 avril 2013 22.30 EDT | (fr) Rapport (en) Boxscore | Grizzlies de Memphis 91, Clippers de Los Angeles 93 | Grizzlies de Memphis 91, Clippers de Los Angeles 93 | Grizzlies de Memphis 91, Clippers de Los Angeles 93 |  | Staples Center, Los Angeles Affluence : 19 276 Arbitres : no 24 Mike Callahan, no 16 David Guthrie, no 49 Tom Washington | TNT |
| 22 avril 2013 22.30 EDT | (fr) Rapport (en) Boxscore | Score par quart-temps : 26-26, 18-24, 27-25, 20-18  |                                                     |                                                     |  | Staples Center, Los Angeles Affluence : 19 276 Arbitres : no 24 Mike Callahan, no 16 David Guthrie, no 49 Tom Washington | TNT |
| 22 avril 2013 22.30 EDT | (fr) Rapport (en) Boxscore | Score par mi-temps : 44-50, 47-43                   |                                                     |                                                     |  | Staples Center, Los Angeles Affluence : 19 276 Arbitres : no 24 Mike Callahan, no 16 David Guthrie, no 49 Tom Washington | TNT |
| 22 avril 2013 22.30 EDT | (fr) Rapport (en) Boxscore | Mike Conley 28 Tony Allen 10 Mike Conley 9          | Points Rebonds Passes d.                            | Chris Paul 24 Blake Griffin 8 Chris Paul 9          |  | Staples Center, Los Angeles Affluence : 19 276 Arbitres : no 24 Mike Callahan, no 16 David Guthrie, no 49 Tom Washington | TNT |

À 21 secondes de la fin, les Grizzlies égalisent à 91 partout sur un tir de Marc Gasol. Mais à 2 secondes du buzzer, Chris Paul marque un panier à deux points donnant la victoire aux Clippers 93 à 91.
| 25 avril 2013 21.30 EDT | (fr) Rapport (en) Boxscore | Clippers de Los Angeles 82, Grizzlies de Memphis 94 | Clippers de Los Angeles 82, Grizzlies de Memphis 94 | Clippers de Los Angeles 82, Grizzlies de Memphis 94 |  | FedExForum, Memphis Affluence : 18 119 Arbitres : no 10 Ron Garretson, no 25 Tony Brothers, no 42 Eric Lewis | TNT |
| 25 avril 2013 21.30 EDT | (fr) Rapport (en) Boxscore | Score par quart-temps : 20-23, 19-24, 23-23, 20-24  |                                                     |                                                     |  | FedExForum, Memphis Affluence : 18 119 Arbitres : no 10 Ron Garretson, no 25 Tony Brothers, no 42 Eric Lewis | TNT |
| 25 avril 2013 21.30 EDT | (fr) Rapport (en) Boxscore | Score par mi-temps : 39-47, 43-44                   |                                                     |                                                     |  | FedExForum, Memphis Affluence : 18 119 Arbitres : no 10 Ron Garretson, no 25 Tony Brothers, no 42 Eric Lewis | TNT |
| 25 avril 2013 21.30 EDT | (fr) Rapport (en) Boxscore | Blake Griffin 16 DeAndre Jordan 8 Chris Paul 4      | Points Rebonds Passes d.                            | Zach Randolph 27 Zach Randolph 11 Mike Conley 10    |  | FedExForum, Memphis Affluence : 18 119 Arbitres : no 10 Ron Garretson, no 25 Tony Brothers, no 42 Eric Lewis | TNT |

| 27 avril 2013 16.30 EDT | (fr) Rapport (en) Boxscore | Clippers de Los Angeles 83, Grizzlies de Memphis 104 | Clippers de Los Angeles 83, Grizzlies de Memphis 104 | Clippers de Los Angeles 83, Grizzlies de Memphis 104  |  | FedExForum, Memphis Affluence : 18 119 Arbitres : no 13 Monty McCutchen, no 15 Bennett Salvatore, no 26 Pat Fraher | TNT |
| 27 avril 2013 16.30 EDT | (fr) Rapport (en) Boxscore | Score par quart-temps : 25-33, 22-13, 20-25, 16-33   |                                                      |                                                       |  | FedExForum, Memphis Affluence : 18 119 Arbitres : no 13 Monty McCutchen, no 15 Bennett Salvatore, no 26 Pat Fraher | TNT |
| 27 avril 2013 16.30 EDT | (fr) Rapport (en) Boxscore | Score par mi-temps : 47-46, 36-58                    |                                                      |                                                       |  | FedExForum, Memphis Affluence : 18 119 Arbitres : no 13 Monty McCutchen, no 15 Bennett Salvatore, no 26 Pat Fraher | TNT |
| 27 avril 2013 16.30 EDT | (fr) Rapport (en) Boxscore | Griffin et Paul 19 Blake Griffin 10 Chris Paul 6     | Points Rebonds Passes d.                             | Randolph et M.Gasol 24 M.Gasol 13 Mike Conley, Jr. 13 |  | FedExForum, Memphis Affluence : 18 119 Arbitres : no 13 Monty McCutchen, no 15 Bennett Salvatore, no 26 Pat Fraher | TNT |

| 30 avril 2013 22.30 EDT | (fr) Rapport (en) Boxscore | Grizzlies de Memphis 103, Clippers de Los Angeles 93 | Grizzlies de Memphis 103, Clippers de Los Angeles 93 | Grizzlies de Memphis 103, Clippers de Los Angeles 93 |  | Staples Center, Los Angeles Affluence : 19 384 Arbitres : no 43 Dan Crawford, no 8 Marc Davis, no 23 Jason Phillips | TNT |
| 30 avril 2013 22.30 EDT | (fr) Rapport (en) Boxscore | Score par quart-temps : 26-28, 28-20, 19-17, 30-28   |                                                      |                                                      |  | Staples Center, Los Angeles Affluence : 19 384 Arbitres : no 43 Dan Crawford, no 8 Marc Davis, no 23 Jason Phillips | TNT |
| 30 avril 2013 22.30 EDT | (fr) Rapport (en) Boxscore | Score par mi-temps : 54-48, 49-45                    |                                                      |                                                      |  | Staples Center, Los Angeles Affluence : 19 384 Arbitres : no 43 Dan Crawford, no 8 Marc Davis, no 23 Jason Phillips | TNT |
| 30 avril 2013 22.30 EDT | (fr) Rapport (en) Boxscore | Zach Randolph 25 Zach Randolph 11 Mike Conley, Jr. 6 | Points Rebonds Passes d.                             | Chris Paul 35 Matt Barnes 9 Blake Griffin 5          |  | Staples Center, Los Angeles Affluence : 19 384 Arbitres : no 43 Dan Crawford, no 8 Marc Davis, no 23 Jason Phillips | TNT |

| 3 mai 2013 20.30 EDT | (fr) Rapport (en) Boxscore | Clippers de Los Angeles 105, Grizzlies de Memphis 118 | Clippers de Los Angeles 105, Grizzlies de Memphis 118 | Clippers de Los Angeles 105, Grizzlies de Memphis 118 |  | FedExForum, Memphis Affluence : 18 119 Arbitres : no 17 Joe Crawford, no 71 Rodney Mott, no 9 Derrick Stafford | ESPN2 |
| 3 mai 2013 20.30 EDT | (fr) Rapport (en) Boxscore | Score par quart-temps : 26-29, 27-29, 26-34, 26-26    |                                                       |                                                       |  | FedExForum, Memphis Affluence : 18 119 Arbitres : no 17 Joe Crawford, no 71 Rodney Mott, no 9 Derrick Stafford | ESPN2 |
| 3 mai 2013 20.30 EDT | (fr) Rapport (en) Boxscore | Score par mi-temps : 53-58, 52-60                     |                                                       |                                                       |  | FedExForum, Memphis Affluence : 18 119 Arbitres : no 17 Joe Crawford, no 71 Rodney Mott, no 9 Derrick Stafford | ESPN2 |
| 3 mai 2013 20.30 EDT | (fr) Rapport (en) Boxscore | Matt Barnes 30 Matt Barnes 10 Chris Paul 8            | Points Rebonds Passes d.                              | Randolph et Conley 23 Marc Gasol 7 Mike Conley 7      |  | FedExForum, Memphis Affluence : 18 119 Arbitres : no 17 Joe Crawford, no 71 Rodney Mott, no 9 Derrick Stafford | ESPN2 |
| 3 mai 2013 20.30 EDT | (fr) Rapport (en) Boxscore | Memphis remporte la série 4 à 2.                      |                                                       |                                                       |  | FedExForum, Memphis Affluence : 18 119 Arbitres : no 17 Joe Crawford, no 71 Rodney Mott, no 9 Derrick Stafford | ESPN2 |

Matchs de saison régulière
Les Clippers ont gagné la série trois victoires à une
| 31 octobre 2012 | Rapport | Grizzlies de Memphis 92, Clippers de Los Angeles 101 | Grizzlies de Memphis 92, Clippers de Los Angeles 101 | Grizzlies de Memphis 92, Clippers de Los Angeles 101 |  | Staples Center, Los Angeles |

| 14 janvier 2013 | Rapport | Clippers de Los Angeles 99, Grizzlies de Memphis 73 | Clippers de Los Angeles 99, Grizzlies de Memphis 73 | Clippers de Los Angeles 99, Grizzlies de Memphis 73 |  | FedExForum, Memphis |

| 13 mars 2013 | Rapport | Grizzlies de Memphis 96, Clippers de Los Angeles 85 | Grizzlies de Memphis 96, Clippers de Los Angeles 85 | Grizzlies de Memphis 96, Clippers de Los Angeles 85 |  | Staples Center, Los Angeles |

| 13 avril 2013 | Rapport | Clippers de Los Angeles 91, Grizzlies de Memphis 87 | Clippers de Los Angeles 91, Grizzlies de Memphis 87 | Clippers de Los Angeles 91, Grizzlies de Memphis 87 |  | FedExForum, Memphis |

Dernière rencontre en playoffsPremier tour conférence Ouest 2012 (Los Angeles gagne 4–3).

#### Demi-finales de Conférence

##### (1)Thunder d'Oklahoma Cityvs.Grizzlies de Memphis(5)
| 5 mai 2013 13.00 EDT | (fr) Rapport (en) Boxscore | Grizzlies de Memphis 91, Thunder d'Oklahoma City 93                   | Grizzlies de Memphis 91, Thunder d'Oklahoma City 93 | Grizzlies de Memphis 91, Thunder d'Oklahoma City 93 |  | Chesapeake Energy Arena, Oklahoma City Affluence : 18 203 Arbitres : no 48 Scott Foster, no 30 John Goble, no 55 Bill Kennedy | ABC |
| 5 mai 2013 13.00 EDT | (fr) Rapport (en) Boxscore | Score par quart-temps : 16-14, 30-33, 27-17, 18-29                    |                                                     |                                                     |  | Chesapeake Energy Arena, Oklahoma City Affluence : 18 203 Arbitres : no 48 Scott Foster, no 30 John Goble, no 55 Bill Kennedy | ABC |
| 5 mai 2013 13.00 EDT | (fr) Rapport (en) Boxscore | Score par mi-temps : 46-47, 45-46                                     |                                                     |                                                     |  | Chesapeake Energy Arena, Oklahoma City Affluence : 18 203 Arbitres : no 48 Scott Foster, no 30 John Goble, no 55 Bill Kennedy | ABC |
| 5 mai 2013 13.00 EDT | (fr) Rapport (en) Boxscore | Marc Gasol 20 Randolph et M. Gasol 10 Conley, Pondexter et M. Gasol 3 | Points Rebonds Passes d.                            | Kevin Durant 35 Kevin Durant 15 Kevin Durant 6      |  | Chesapeake Energy Arena, Oklahoma City Affluence : 18 203 Arbitres : no 48 Scott Foster, no 30 John Goble, no 55 Bill Kennedy | ABC |

| 7 mai 2013 21.30 EDT | (fr) Rapport (en) Boxscore | Grizzlies de Memphis 99, Thunder d'Oklahoma City 93 | Grizzlies de Memphis 99, Thunder d'Oklahoma City 93 | Grizzlies de Memphis 99, Thunder d'Oklahoma City 93 |  | Chesapeake Energy Arena, Oklahoma City Affluence : 18 203 Arbitres : no 13 Monty McCutchen, no 10 Ron Garretson, no 59 Gary Zielinski | TNT |
| 7 mai 2013 21.30 EDT | (fr) Rapport (en) Boxscore | Score par quart-temps : 23-21, 31-30, 15-23, 30-19  |                                                     |                                                     |  | Chesapeake Energy Arena, Oklahoma City Affluence : 18 203 Arbitres : no 13 Monty McCutchen, no 10 Ron Garretson, no 59 Gary Zielinski | TNT |
| 7 mai 2013 21.30 EDT | (fr) Rapport (en) Boxscore | Score par mi-temps : 54-51, 45-42                   |                                                     |                                                     |  | Chesapeake Energy Arena, Oklahoma City Affluence : 18 203 Arbitres : no 13 Monty McCutchen, no 10 Ron Garretson, no 59 Gary Zielinski | TNT |
| 7 mai 2013 21.30 EDT | (fr) Rapport (en) Boxscore | Mike Conley 26 Mike Conley 10 Mike Conley 9         | Points Rebonds Passes d.                            | Kevin Durant 36 Kevin Durant 11 Kevin Durant 9      |  | Chesapeake Energy Arena, Oklahoma City Affluence : 18 203 Arbitres : no 13 Monty McCutchen, no 10 Ron Garretson, no 59 Gary Zielinski | TNT |

| 11 mai 2013 17.00 EDT | (fr) Rapport (en) Boxscore | Thunder d'Oklahoma City 81, Grizzlies de Memphis 87 | Thunder d'Oklahoma City 81, Grizzlies de Memphis 87 | Thunder d'Oklahoma City 81, Grizzlies de Memphis 87 |  | FedExForum, Memphis Affluence : 18 119 Arbitres : no 41 Ken Mauer, no 49 Tom Washington, no 14 Ed Malloy | ESPN |
| 11 mai 2013 17.00 EDT | (fr) Rapport (en) Boxscore | Score par quart-temps : 18-22, 27-22, 15-22, 21-21  |                                                     |                                                     |  | FedExForum, Memphis Affluence : 18 119 Arbitres : no 41 Ken Mauer, no 49 Tom Washington, no 14 Ed Malloy | ESPN |
| 11 mai 2013 17.00 EDT | (fr) Rapport (en) Boxscore | Score par mi-temps : 45-44, 36-43                   |                                                     |                                                     |  | FedExForum, Memphis Affluence : 18 119 Arbitres : no 41 Ken Mauer, no 49 Tom Washington, no 14 Ed Malloy | ESPN |
| 11 mai 2013 17.00 EDT | (fr) Rapport (en) Boxscore | Kevin Durant 25 Kevin Durant 11 Kevin Durant 5      | Points Rebonds Passes d.                            | Marc Gasol 20 Zach Randolph 10 Mike Conley, Jr. 8   |  | FedExForum, Memphis Affluence : 18 119 Arbitres : no 41 Ken Mauer, no 49 Tom Washington, no 14 Ed Malloy | ESPN |

| 13 mai 2013 21.30 EDT | (fr) Rapport (en) Boxscore | Thunder d'Oklahoma City 97, Grizzlies de Memphis 103                    | Thunder d'Oklahoma City 97, Grizzlies de Memphis 103 | Thunder d'Oklahoma City 97, Grizzlies de Memphis 103 | 1 OT | FedExForum, Memphis Affluence : 18 119 Arbitres : no 17 Joe Crawford, no 19 James Capers, no 15 Bennett Salvatore | TNT |
| 13 mai 2013 21.30 EDT | (fr) Rapport (en) Boxscore | Score par quart-temps : 29-18, 27-30, 20-28, 18-18 ; prolongation : 3-9 |                                                      |                                                      | 1 OT | FedExForum, Memphis Affluence : 18 119 Arbitres : no 17 Joe Crawford, no 19 James Capers, no 15 Bennett Salvatore | TNT |
| 13 mai 2013 21.30 EDT | (fr) Rapport (en) Boxscore | Score par mi-temps : 56-48, 41-57                                       |                                                      |                                                      | 1 OT | FedExForum, Memphis Affluence : 18 119 Arbitres : no 17 Joe Crawford, no 19 James Capers, no 15 Bennett Salvatore | TNT |
| 13 mai 2013 21.30 EDT | (fr) Rapport (en) Boxscore | Kevin Durant 27 Serge Ibaka 14 Reggie Jackson 8                         | Points Rebonds Passes d.                             | Conley 24 Zach Randolph 12 Prince et Conley 5        | 1 OT | FedExForum, Memphis Affluence : 18 119 Arbitres : no 17 Joe Crawford, no 19 James Capers, no 15 Bennett Salvatore | TNT |

| 15 mai 2013 21.30 EDT | (fr) Rapport (en) Boxscore | Grizzlies de Memphis 88, Thunder d'Oklahoma City 84 | Grizzlies de Memphis 88, Thunder d'Oklahoma City 84 | Grizzlies de Memphis 88, Thunder d'Oklahoma City 84 |  | Chesapeake Energy Arena, Oklahoma City Affluence : 18 203 Arbitres : no 43 Dan Crawford, no 8 Marc Davis, no 23 Jason Phillips | TNT |
| 15 mai 2013 21.30 EDT | (fr) Rapport (en) Boxscore | Score par quart-temps : 18-23, 32-15, 14-24, 24-22  |                                                     |                                                     |  | Chesapeake Energy Arena, Oklahoma City Affluence : 18 203 Arbitres : no 43 Dan Crawford, no 8 Marc Davis, no 23 Jason Phillips | TNT |
| 15 mai 2013 21.30 EDT | (fr) Rapport (en) Boxscore | Score par mi-temps : 50-38, 38-46                   |                                                     |                                                     |  | Chesapeake Energy Arena, Oklahoma City Affluence : 18 203 Arbitres : no 43 Dan Crawford, no 8 Marc Davis, no 23 Jason Phillips | TNT |
| 15 mai 2013 21.30 EDT | (fr) Rapport (en) Boxscore | Zach Randolph 28 Zach Randolph 14 Mike Conley 11    | Points Rebonds Passes d.                            | Kevin Durant 21 Reggie Jackson 9 Kevin Durant 6     |  | Chesapeake Energy Arena, Oklahoma City Affluence : 18 203 Arbitres : no 43 Dan Crawford, no 8 Marc Davis, no 23 Jason Phillips | TNT |
| 15 mai 2013 21.30 EDT | (fr) Rapport (en) Boxscore | Memphis remporte la série 4 à 1.                    |                                                     |                                                     |  | Chesapeake Energy Arena, Oklahoma City Affluence : 18 203 Arbitres : no 43 Dan Crawford, no 8 Marc Davis, no 23 Jason Phillips | TNT |

Matchs de saison régulière
Memphis gagne la série deux victoires à une
| 14 novembre 2012 | Rapport | Grizzlies de Memphis 107, Thunder d'Oklahoma City 97 | Grizzlies de Memphis 107, Thunder d'Oklahoma City 97 | Grizzlies de Memphis 107, Thunder d'Oklahoma City 97 |  | Chesapeake Energy Arena, Oklahoma City |

| 31 janvier 2013 | Rapport | Grizzlies de Memphis 89, Thunder d'Oklahoma City 106 | Grizzlies de Memphis 89, Thunder d'Oklahoma City 106 | Grizzlies de Memphis 89, Thunder d'Oklahoma City 106 |  | Chesapeake Energy Arena, Oklahoma City |

| 20 mars 2013 | Rapport | Thunder d'Oklahoma City 89, Grizzlies de Memphis 90 | Thunder d'Oklahoma City 89, Grizzlies de Memphis 90 | Thunder d'Oklahoma City 89, Grizzlies de Memphis 90 |  | FedExForum, Memphis |

Dernière rencontre en playoffsDemi-finales Conférence Ouest 2011 (Oklahoma City gagne 4-3).

##### (2)Spurs de San Antoniovs.Warriors de Golden State(6)
| 6 mai 2013 21.30 EDT | (fr) Rapport (en) Boxscore | Warriors de Golden State 127, Spurs de San Antonio 129                         | Warriors de Golden State 127, Spurs de San Antonio 129 | Warriors de Golden State 127, Spurs de San Antonio 129 | 2 OT | AT&T Center, San Antonio Affluence : 18 581 Arbitres : no 24 Mike Callahan, no 25 Tony Brothers, no 28 Zach Zarba | TNT |
| 6 mai 2013 21.30 EDT | (fr) Rapport (en) Boxscore | Score par quart-temps : 28-25, 25-24, 39-31, 14-26 ; prolongation : 9-9, 12-14 |                                                        |                                                        | 2 OT | AT&T Center, San Antonio Affluence : 18 581 Arbitres : no 24 Mike Callahan, no 25 Tony Brothers, no 28 Zach Zarba | TNT |
| 6 mai 2013 21.30 EDT | (fr) Rapport (en) Boxscore | Score par mi-temps : 53-49, 74-80                                              |                                                        |                                                        | 2 OT | AT&T Center, San Antonio Affluence : 18 581 Arbitres : no 24 Mike Callahan, no 25 Tony Brothers, no 28 Zach Zarba | TNT |
| 6 mai 2013 21.30 EDT | (fr) Rapport (en) Boxscore | Stephen Curry 44 Andrew Bogut 15 Stephen Curry 11                              | Points Rebonds Passes d.                               | Tony Parker 28 Tim Duncan 11 Emanuel Ginóbili 11       | 2 OT | AT&T Center, San Antonio Affluence : 18 581 Arbitres : no 24 Mike Callahan, no 25 Tony Brothers, no 28 Zach Zarba | TNT |

| 8 mai 2013 21.30 EDT | (fr) Rapport (en) Boxscore | Warriors de Golden State 100, Spurs de San Antonio 91 | Warriors de Golden State 100, Spurs de San Antonio 91 | Warriors de Golden State 100, Spurs de San Antonio 91 |  | AT&T Center, San Antonio Affluence : 18 581 Arbitres : no 43 Dan Crawford, no 19 James Capers, no 23 Jason Phillips | TNT |
| 8 mai 2013 21.30 EDT | (fr) Rapport (en) Boxscore | Score par quart-temps : 28-23, 34-20, 21-29, 17-19    |                                                       |                                                       |  | AT&T Center, San Antonio Affluence : 18 581 Arbitres : no 43 Dan Crawford, no 19 James Capers, no 23 Jason Phillips | TNT |
| 8 mai 2013 21.30 EDT | (fr) Rapport (en) Boxscore | Score par mi-temps : 62-43, 38-48                     |                                                       |                                                       |  | AT&T Center, San Antonio Affluence : 18 581 Arbitres : no 43 Dan Crawford, no 19 James Capers, no 23 Jason Phillips | TNT |
| 8 mai 2013 21.30 EDT | (fr) Rapport (en) Boxscore | Klay Thompson 34 Klay Thompson 14 Draymond Green 5    | Points Rebonds Passes d.                              | Tim Duncan 23 Kawhi Leonard 12 Emanuel Ginóbili 4     |  | AT&T Center, San Antonio Affluence : 18 581 Arbitres : no 43 Dan Crawford, no 19 James Capers, no 23 Jason Phillips | TNT |

| 10 mai 2013 21.30 EDT | (fr) Rapport (en) Boxscore | Spurs de San Antonio 102, Warriors de Golden State 92 | Spurs de San Antonio 102, Warriors de Golden State 92 | Spurs de San Antonio 102, Warriors de Golden State 92 |  | Oracle Arena, Oakland Affluence : 19 596 Arbitres : no 13 Monty McCutchen, no 71 Rodney Mott, no 22 Bill Spooner | ESPN |
| 10 mai 2013 21.30 EDT | (fr) Rapport (en) Boxscore | Score par quart-temps : 32-23, 25-25, 22-21, 23-23    |                                                       |                                                       |  | Oracle Arena, Oakland Affluence : 19 596 Arbitres : no 13 Monty McCutchen, no 71 Rodney Mott, no 22 Bill Spooner | ESPN |
| 10 mai 2013 21.30 EDT | (fr) Rapport (en) Boxscore | Score par mi-temps : 57-48, 45-44                     |                                                       |                                                       |  | Oracle Arena, Oakland Affluence : 19 596 Arbitres : no 13 Monty McCutchen, no 71 Rodney Mott, no 22 Bill Spooner | ESPN |
| 10 mai 2013 21.30 EDT | (fr) Rapport (en) Boxscore | Tony Parker 32 Tim Duncan 10 Tony Parker 5            | Points Rebonds Passes d.                              | Klay Thompson 17 Andrew Bogut 12 Stephen Curry 8      |  | Oracle Arena, Oakland Affluence : 19 596 Arbitres : no 13 Monty McCutchen, no 71 Rodney Mott, no 22 Bill Spooner | ESPN |

| 12 mai 2013 15.30 EDT | (fr) Rapport (en) Boxscore | Spurs de San Antonio 87, Warriors de Golden State 97                     | Spurs de San Antonio 87, Warriors de Golden State 97 | Spurs de San Antonio 87, Warriors de Golden State 97       | 1 OT | Oracle Arena, Oakland Affluence : 19 596 Arbitres : no 48 Scott Foster, no 30 John Goble, no 55 Bill Kennedy | ABC |
| 12 mai 2013 15.30 EDT | (fr) Rapport (en) Boxscore | Score par quart-temps : 26-19, 19-18, 17-23, 22-24 ; prolongation : 3-13 |                                                      |                                                            | 1 OT | Oracle Arena, Oakland Affluence : 19 596 Arbitres : no 48 Scott Foster, no 30 John Goble, no 55 Bill Kennedy | ABC |
| 12 mai 2013 15.30 EDT | (fr) Rapport (en) Boxscore | Score par mi-temps : 45-37, 42-60                                        |                                                      |                                                            | 1 OT | Oracle Arena, Oakland Affluence : 19 596 Arbitres : no 48 Scott Foster, no 30 John Goble, no 55 Bill Kennedy | ABC |
| 12 mai 2013 15.30 EDT | (fr) Rapport (en) Boxscore | Emanuel Ginóbili 21 Tim Duncan 15 Splitter, Parker, Diaw et Ginóbili 3   | Points Rebonds Passes d.                             | Harrison Barnes 26 Andrew Bogut 18 Landry, Curry et Jack 4 | 1 OT | Oracle Arena, Oakland Affluence : 19 596 Arbitres : no 48 Scott Foster, no 30 John Goble, no 55 Bill Kennedy | ABC |

| 14 mai 2013 21.30 EDT | (fr) Rapport (en) Boxscore | Warriors de Golden State 91, Spurs de San Antonio 109 | Warriors de Golden State 91, Spurs de San Antonio 109 | Warriors de Golden State 91, Spurs de San Antonio 109 |  | AT&T Center, San Antonio Affluence : 18 581 Arbitres : no 41 Ken Mauer, no 14 Ed Malloy, no 49 Tom Washington | TNT |
| 14 mai 2013 21.30 EDT | (fr) Rapport (en) Boxscore | Score par quart-temps : 28-37, 23-17, 21-29, 19-26    |                                                       |                                                       |  | AT&T Center, San Antonio Affluence : 18 581 Arbitres : no 41 Ken Mauer, no 14 Ed Malloy, no 49 Tom Washington | TNT |
| 14 mai 2013 21.30 EDT | (fr) Rapport (en) Boxscore | Score par mi-temps : 51-54, 40-55                     |                                                       |                                                       |  | AT&T Center, San Antonio Affluence : 18 581 Arbitres : no 41 Ken Mauer, no 14 Ed Malloy, no 49 Tom Washington | TNT |
| 14 mai 2013 21.30 EDT | (fr) Rapport (en) Boxscore | Harrison Barnes 25 Harrison Barnes 7 Stephen Curry 8  | Points Rebonds Passes d.                              | Tony Parker 25 Tim Duncan 11 Tony Parker 10           |  | AT&T Center, San Antonio Affluence : 18 581 Arbitres : no 41 Ken Mauer, no 14 Ed Malloy, no 49 Tom Washington | TNT |

| 16 mai 2013 21.30 EDT | (fr) Rapport (en) Boxscore | Spurs de San Antonio 94, Warriors de Golden State 82 | Spurs de San Antonio 94, Warriors de Golden State 82 | Spurs de San Antonio 94, Warriors de Golden State 82 |  | Oracle Arena, Oakland Affluence : 19 596 Arbitres : no 17 Joe Crawford no 33 Sean Corbin no 9 Derrick Stafford | ESPN |
| 16 mai 2013 21.30 EDT | (fr) Rapport (en) Boxscore | Score par quart-temps : 21-19, 26-21, 19-19, 28-23   |                                                      |                                                      |  | Oracle Arena, Oakland Affluence : 19 596 Arbitres : no 17 Joe Crawford no 33 Sean Corbin no 9 Derrick Stafford | ESPN |
| 16 mai 2013 21.30 EDT | (fr) Rapport (en) Boxscore | Score par mi-temps : 47-40, 47-42                    |                                                      |                                                      |  | Oracle Arena, Oakland Affluence : 19 596 Arbitres : no 17 Joe Crawford no 33 Sean Corbin no 9 Derrick Stafford | ESPN |
| 16 mai 2013 21.30 EDT | (fr) Rapport (en) Boxscore | Tim Duncan 19 Kawhi Leonard 10 Emanuel Ginóbili 11   | Points Rebonds Passes d.                             | Stephen Curry 22 Ezeli et Bogut 7 Stephen Curry 6    |  | Oracle Arena, Oakland Affluence : 19 596 Arbitres : no 17 Joe Crawford no 33 Sean Corbin no 9 Derrick Stafford | ESPN |
| 16 mai 2013 21.30 EDT | (fr) Rapport (en) Boxscore | San Antonio remporte la série 4 à 2.                 |                                                      |                                                      |  | Oracle Arena, Oakland Affluence : 19 596 Arbitres : no 17 Joe Crawford no 33 Sean Corbin no 9 Derrick Stafford | ESPN |

Matchs de saison régulière
Égalité dans la série 2 à 2.
| 18 janvier 2013 | Rapport | Warriors de Golden State 88, Spurs de San Antonio 95 | Warriors de Golden State 88, Spurs de San Antonio 95 | Warriors de Golden State 88, Spurs de San Antonio 95 |  | AT&T Center, San Antonio |

| 22 février 2013 | Rapport | Spurs de San Antonio 101, Warriors de Golden State 107 | Spurs de San Antonio 101, Warriors de Golden State 107 | Spurs de San Antonio 101, Warriors de Golden State 107 |  | Oracle Arena, Oakland |

| 20 mars 2013 | Rapport | Warriors de Golden State 93, Spurs de San Antonio 104 | Warriors de Golden State 93, Spurs de San Antonio 104 | Warriors de Golden State 93, Spurs de San Antonio 104 |  | AT&T Center, San Antonio |

| 15 avril 2013 | Rapport | Spurs de San Antonio 106, Warriors de Golden State 116 | Spurs de San Antonio 106, Warriors de Golden State 116 | Spurs de San Antonio 106, Warriors de Golden State 116 |  | Oracle Arena, Oakland |

Dernière rencontre en playoffsPremier tour Conférence Ouest 1991 (Golden State gagne 3-1).

#### Finale de Conférence

##### (2)Spurs de San Antoniovs.Grizzlies de Memphis(5)
| 19 mai 2013 15.30 EDT | (fr) Rapport (en) Boxscore | Grizzlies de Memphis 83, Spurs de San Antonio 105             | Grizzlies de Memphis 83, Spurs de San Antonio 105 | Grizzlies de Memphis 83, Spurs de San Antonio 105 |  | AT&T Center, San Antonio Affluence : 18 581 Arbitres : no 43 Dan Crawford, no 19 James Capers, no 8 Marc Davis | ABC |
| 19 mai 2013 15.30 EDT | (fr) Rapport (en) Boxscore | Score par quart-temps : 14-31, 23-20, 20-22, 26-32            |                                                   |                                                   |  | AT&T Center, San Antonio Affluence : 18 581 Arbitres : no 43 Dan Crawford, no 19 James Capers, no 8 Marc Davis | ABC |
| 19 mai 2013 15.30 EDT | (fr) Rapport (en) Boxscore | Score par mi-temps : 37-51, 46-54                             |                                                   |                                                   |  | AT&T Center, San Antonio Affluence : 18 581 Arbitres : no 43 Dan Crawford, no 19 James Capers, no 8 Marc Davis | ABC |
| 19 mai 2013 15.30 EDT | (fr) Rapport (en) Boxscore | Quincy Pondexter 17 Randolph et M. Gasol 7 Mike Conley, Jr. 8 | Points Rebonds Passes d.                          | Tony Parker 20 Tim Duncan 10 Tony Parker 9        |  | AT&T Center, San Antonio Affluence : 18 581 Arbitres : no 43 Dan Crawford, no 19 James Capers, no 8 Marc Davis | ABC |

| 21 mai 2013 21.00 EDT | (fr) Rapport (en) Boxscore | Grizzlies de Memphis 89, Spurs de San Antonio 92                       | Grizzlies de Memphis 89, Spurs de San Antonio 92 | Grizzlies de Memphis 89, Spurs de San Antonio 92 | 1 OT | AT&T Center, San Antonio Affluence : 18 581 Arbitres : no 48 Scott Foster, no 55 Bill Kennedy, no 22 Bill Spooner | ESPN |
| 21 mai 2013 21.00 EDT | (fr) Rapport (en) Boxscore | Score par quart-temps : 13-15, 18-31, 33-30, 21-9 ; prolongation : 4-8 |                                                  |                                                  | 1 OT | AT&T Center, San Antonio Affluence : 18 581 Arbitres : no 48 Scott Foster, no 55 Bill Kennedy, no 22 Bill Spooner | ESPN |
| 21 mai 2013 21.00 EDT | (fr) Rapport (en) Boxscore | Score par mi-temps : 31-46, 58-47                                      |                                                  |                                                  | 1 OT | AT&T Center, San Antonio Affluence : 18 581 Arbitres : no 48 Scott Foster, no 55 Bill Kennedy, no 22 Bill Spooner | ESPN |
| 21 mai 2013 21.00 EDT | (fr) Rapport (en) Boxscore | Conley et Bayless 18 Zach Randolph 18 M.Gasol et Conley 4              | Points Rebonds Passes d.                         | Tim Duncan 17 Leonard et Duncan 9 Tony Parker 18 | 1 OT | AT&T Center, San Antonio Affluence : 18 581 Arbitres : no 48 Scott Foster, no 55 Bill Kennedy, no 22 Bill Spooner | ESPN |

| 25 mai 2013 21.00 EDT | (fr) Rapport (en) Boxscore | Spurs de San Antonio 104, Grizzlies de Memphis 93                        | Spurs de San Antonio 104, Grizzlies de Memphis 93 | Spurs de San Antonio 104, Grizzlies de Memphis 93 | 1 OT | FedExForum, Memphis Affluence : 18 119 Arbitres : no 9 Derrick Stafford, no 17 Joe Crawford, no 10 Ron Garretson | ESPN |
| 25 mai 2013 21.00 EDT | (fr) Rapport (en) Boxscore | Score par quart-temps : 13-29, 27-15, 24-21, 22-21 ; prolongation : 18-7 |                                                   |                                                   | 1 OT | FedExForum, Memphis Affluence : 18 119 Arbitres : no 9 Derrick Stafford, no 17 Joe Crawford, no 10 Ron Garretson | ESPN |
| 25 mai 2013 21.00 EDT | (fr) Rapport (en) Boxscore | Score par mi-temps : 40-44, 64-49                                        |                                                   |                                                   | 1 OT | FedExForum, Memphis Affluence : 18 119 Arbitres : no 9 Derrick Stafford, no 17 Joe Crawford, no 10 Ron Garretson | ESPN |
| 25 mai 2013 21.00 EDT | (fr) Rapport (en) Boxscore | Tony Parker 26 Kawhi Leonard 11 Duncan, Ginóbili et Parker 5             | Points Rebonds Passes d.                          | Mike Conley 20 Zach Randolph 15 Marc Gasol 5      | 1 OT | FedExForum, Memphis Affluence : 18 119 Arbitres : no 9 Derrick Stafford, no 17 Joe Crawford, no 10 Ron Garretson | ESPN |

| 27 mai 2013 21.00 EDT | (fr) Rapport (en) Boxscore | Spurs de San Antonio 93, Grizzlies de Memphis 86   | Spurs de San Antonio 93, Grizzlies de Memphis 86 | Spurs de San Antonio 93, Grizzlies de Memphis 86         |  | FedExForum, Memphis Affluence : 18 119 Arbitres : no 13 Monty McCutchen, no 25 Tony Brothers, no 28 Zach Zarba | ESPN |
| 27 mai 2013 21.00 EDT | (fr) Rapport (en) Boxscore | Score par quart-temps : 24-14, 20-24, 28-28, 21-20 |                                                  |                                                          |  | FedExForum, Memphis Affluence : 18 119 Arbitres : no 13 Monty McCutchen, no 25 Tony Brothers, no 28 Zach Zarba | ESPN |
| 27 mai 2013 21.00 EDT | (fr) Rapport (en) Boxscore | Score par mi-temps : 44-38, 49-48                  |                                                  |                                                          |  | FedExForum, Memphis Affluence : 18 119 Arbitres : no 13 Monty McCutchen, no 25 Tony Brothers, no 28 Zach Zarba | ESPN |
| 27 mai 2013 21.00 EDT | (fr) Rapport (en) Boxscore | Tony Parker 37 Tim Duncan 8 Ginóbili, Parker 6     | Points Rebonds Passes d.                         | Quincy Pondexter 22 Tony Allen, Randolph 8 Mike Conley 7 |  | FedExForum, Memphis Affluence : 18 119 Arbitres : no 13 Monty McCutchen, no 25 Tony Brothers, no 28 Zach Zarba | ESPN |
| 27 mai 2013 21.00 EDT | (fr) Rapport (en) Boxscore | San Antonio remporte la série 4 à 0.               |                                                  |                                                          |  | FedExForum, Memphis Affluence : 18 119 Arbitres : no 13 Monty McCutchen, no 25 Tony Brothers, no 28 Zach Zarba | ESPN |

Matchs de saison régulière
Égalité dans la série deux victoires à deux
| 1er décembre 2012 | Rapport | Grizzlies de Memphis 95, Spurs de San Antonio 99 | Grizzlies de Memphis 95, Spurs de San Antonio 99 | Grizzlies de Memphis 95, Spurs de San Antonio 99 |  | AT&T Center, San Antonio |

| 11 janvier 2013 | Rapport | Spurs de San Antonio 98, Grizzlies de Memphis 101 | Spurs de San Antonio 98, Grizzlies de Memphis 101 | Spurs de San Antonio 98, Grizzlies de Memphis 101 |  | FedExForum, Memphis |

| 16 janvier 2013 | Rapport | Grizzlies de Memphis 82, Spurs de San Antonio 103 | Grizzlies de Memphis 82, Spurs de San Antonio 103 | Grizzlies de Memphis 82, Spurs de San Antonio 103 |  | AT&T Center, San Antonio |

| 1er avril 2013 | Rapport | Spurs de San Antonio 90, Grizzlies de Memphis 92 | Spurs de San Antonio 90, Grizzlies de Memphis 92 | Spurs de San Antonio 90, Grizzlies de Memphis 92 |  | FedExForum, Memphis |

Dernière rencontre en playoffsPremier tour de conférence Ouest 2011 (Memphis gagne 4-2).

## Finales NBA: (E1)Heat de Miamivs (O2)Spurs de San Antonio
| 6 juin 2013 21.00 EDT | (fr) Rapport (en) Boxscore | Spurs de San Antonio 92, Heat de Miami 88          | Spurs de San Antonio 92, Heat de Miami 88 | Spurs de San Antonio 92, Heat de Miami 88 |  | American Airlines Arena, Miami Affluence : 19 775 Arbitres : no 25 Tony Brothers no 13 Monty McCutchen no 23 Jason Phillips | ABC |
| 6 juin 2013 21.00 EDT | (fr) Rapport (en) Boxscore | Score par quart-temps : 23-24, 26-28, 20-20, 23-16 |                                           |                                           |  | American Airlines Arena, Miami Affluence : 19 775 Arbitres : no 25 Tony Brothers no 13 Monty McCutchen no 23 Jason Phillips | ABC |
| 6 juin 2013 21.00 EDT | (fr) Rapport (en) Boxscore | Score par mi-temps : 49-52, 43-36                  |                                           |                                           |  | American Airlines Arena, Miami Affluence : 19 775 Arbitres : no 25 Tony Brothers no 13 Monty McCutchen no 23 Jason Phillips | ABC |
| 6 juin 2013 21.00 EDT | (fr) Rapport (en) Boxscore | Tony Parker 21 Tim Duncan 14 Tony Parker 6         | Points Rebonds Passes d.                  | LeBron James 18 LeBron James 10           |  | American Airlines Arena, Miami Affluence : 19 775 Arbitres : no 25 Tony Brothers no 13 Monty McCutchen no 23 Jason Phillips | ABC |

Les Spurs s'imposent chez le Heat dans ce match 1, 92 à 88, grâce à Tony Parker qui marque à 5,2 secondes de la fin du match. San Antonio a inscrit 23 points dans le quatrième quart-temps, tout en limitant Miami à 16. Parker a mené son équipe avec 21 points et 6 passes décisives. Le Heat mène à la mi-temps 52-49, et LeBron James enregistre un triple-double (18 points, 18 rebonds et 10 passes décisives). Mais à Miami, Dwyane Wade, qui a marqué 17 points au total, n'en a inscrit aucun dans la dernière période, et Chris Bosh, qui a enregistré 13 points n'en marque que 2 au quatrième quart-temps.
| 9 juin 2013 20.00 EDT | (fr) Rapport (en) Boxscore | Spurs de San Antonio 84, Heat de Miami 103         | Spurs de San Antonio 84, Heat de Miami 103 | Spurs de San Antonio 84, Heat de Miami 103     |  | American Airlines Arena, Miami Affluence : 19 900 Arbitres : no 17 Joe Crawford no 14 Ed Malloy no 41 Ken Mauer | ABC |
| 9 juin 2013 20.00 EDT | (fr) Rapport (en) Boxscore | Score par quart-temps : 22–22, 23–28, 20–25, 19–28 |                                            |                                                |  | American Airlines Arena, Miami Affluence : 19 900 Arbitres : no 17 Joe Crawford no 14 Ed Malloy no 41 Ken Mauer | ABC |
| 9 juin 2013 20.00 EDT | (fr) Rapport (en) Boxscore | Score par mi-temps : 45-50, 39-53                  |                                            |                                                |  | American Airlines Arena, Miami Affluence : 19 900 Arbitres : no 17 Joe Crawford no 14 Ed Malloy no 41 Ken Mauer | ABC |
| 9 juin 2013 20.00 EDT | (fr) Rapport (en) Boxscore | Danny Green 17 Kawhi Leonard 14 Tony Parker 5      | Points Rebonds Passes d.                   | Mario Chalmers 19 Chris Bosh 10 LeBron James 7 |  | American Airlines Arena, Miami Affluence : 19 900 Arbitres : no 17 Joe Crawford no 14 Ed Malloy no 41 Ken Mauer | ABC |

| 11 juin 2013 21.00 EDT | (fr) Rapport (en) Boxscore | Heat de Miami 77, Spurs de San Antonio 113         | Heat de Miami 77, Spurs de San Antonio 113 | Heat de Miami 77, Spurs de San Antonio 113 |  | AT&T Center, San Antonio Affluence : 18 581 Arbitres : no 19 James Capers no 43 Dan Crawford no Marc Davis | ABC |
| 11 juin 2013 21.00 EDT | (fr) Rapport (en) Boxscore | Score par quart-temps : 20-24, 24-26, 19–28, 14–35 |                                            |                                            |  | AT&T Center, San Antonio Affluence : 18 581 Arbitres : no 19 James Capers no 43 Dan Crawford no Marc Davis | ABC |
| 11 juin 2013 21.00 EDT | (fr) Rapport (en) Boxscore | Score par mi-temps : 44-50, 33-63                  |                                            |                                            |  | AT&T Center, San Antonio Affluence : 18 581 Arbitres : no 19 James Capers no 43 Dan Crawford no Marc Davis | ABC |
| 11 juin 2013 21.00 EDT | (fr) Rapport (en) Boxscore | Dwyane Wade 16 LeBron James 11 Wade, James 5       | Points Rebonds Passes d.                   | Danny Green 27 Tim Duncan 14 Tony Parker 8 |  | AT&T Center, San Antonio Affluence : 18 581 Arbitres : no 19 James Capers no 43 Dan Crawford no Marc Davis | ABC |

| 13 juin 2013 21.00 EDT | (fr) Rapport (en) Boxscore | Heat de Miami 109, Spurs de San Antonio 93         | Heat de Miami 109, Spurs de San Antonio 93 | Heat de Miami 109, Spurs de San Antonio 93  |  | AT&T Center, San Antonio Affluence : 18 581 Arbitres : no 24 Mike Callahan no 48 Scott Foster no 55 Bill Kennedy | ABC |
| 13 juin 2013 21.00 EDT | (fr) Rapport (en) Boxscore | Score par quart-temps : 29–26, 20–23, 32–27, 28-17 |                                            |                                             |  | AT&T Center, San Antonio Affluence : 18 581 Arbitres : no 24 Mike Callahan no 48 Scott Foster no 55 Bill Kennedy | ABC |
| 13 juin 2013 21.00 EDT | (fr) Rapport (en) Boxscore | Score par mi-temps : 49-49, 60-44                  |                                            |                                             |  | AT&T Center, San Antonio Affluence : 18 581 Arbitres : no 24 Mike Callahan no 48 Scott Foster no 55 Bill Kennedy | ABC |
| 13 juin 2013 21.00 EDT | (fr) Rapport (en) Boxscore | LeBron James 33 Chris Bosh 13 Mario Chalmers       | Points Rebonds Passes d.                   | Tim Duncan 20 Kawhi Leonard 7 Tony Parker 9 |  | AT&T Center, San Antonio Affluence : 18 581 Arbitres : no 24 Mike Callahan no 48 Scott Foster no 55 Bill Kennedy | ABC |

| 16 juin 2013 20.00 EDT | (fr) Rapport (en) Boxscore | Heat de Miami 104, Spurs de San Antonio 114        | Heat de Miami 104, Spurs de San Antonio 114 | Heat de Miami 104, Spurs de San Antonio 114   |  | AT&T Center, San Antonio Affluence : 18 581 Arbitres : no 25 Tony Brothers no 13 Monty McCutchen no 14 Ed Malloy | ABC |
| 16 juin 2013 20.00 EDT | (fr) Rapport (en) Boxscore | Score par quart-temps : 19-32, 33-29, 23-26, 29-27 |                                             |                                               |  | AT&T Center, San Antonio Affluence : 18 581 Arbitres : no 25 Tony Brothers no 13 Monty McCutchen no 14 Ed Malloy | ABC |
| 16 juin 2013 20.00 EDT | (fr) Rapport (en) Boxscore | Score par mi-temps : 52-61, 52-53                  |                                             |                                               |  | AT&T Center, San Antonio Affluence : 18 581 Arbitres : no 25 Tony Brothers no 13 Monty McCutchen no 14 Ed Malloy | ABC |
| 16 juin 2013 20.00 EDT | (fr) Rapport (en) Boxscore | James, Wade 25 James, Bosh 6 Dwyane Wade 10        | Points Rebonds Passes d.                    | Tony Parker 26 Tim Duncan 12 Manu Ginóbili 10 |  | AT&T Center, San Antonio Affluence : 18 581 Arbitres : no 25 Tony Brothers no 13 Monty McCutchen no 14 Ed Malloy | ABC |

| 18 juin 2013 21.00 EDT | (fr) Rapport (en) Boxscore | Spurs de San Antonio 100, Heat de Miami 103                             | Spurs de San Antonio 100, Heat de Miami 103 | Spurs de San Antonio 100, Heat de Miami 103   | 1 OT | American Airlines Arena, Miami Affluence : 19 900 Arbitres : no 24 Mike Callahan no 17 Joe Crawford no 1 Ken Mauer | ABC |
| 18 juin 2013 21.00 EDT | (fr) Rapport (en) Boxscore | Score par quart-temps : 25-27, 25-17, 25-21, 20-30 ; prolongation : 5-8 |                                             |                                               | 1 OT | American Airlines Arena, Miami Affluence : 19 900 Arbitres : no 24 Mike Callahan no 17 Joe Crawford no 1 Ken Mauer | ABC |
| 18 juin 2013 21.00 EDT | (fr) Rapport (en) Boxscore | Score par mi-temps : 50-44, 50-59                                       |                                             |                                               | 1 OT | American Airlines Arena, Miami Affluence : 19 900 Arbitres : no 24 Mike Callahan no 17 Joe Crawford no 1 Ken Mauer | ABC |
| 18 juin 2013 21.00 EDT | (fr) Rapport (en) Boxscore | Tim Duncan 30 Tim Duncan 17 Tony Parker 8                               | Points Rebonds Passes d.                    | LeBron James 32 Chris Bosh 11 LeBron James 11 | 1 OT | American Airlines Arena, Miami Affluence : 19 900 Arbitres : no 24 Mike Callahan no 17 Joe Crawford no 1 Ken Mauer | ABC |

| 20 juin 2013 21.00 EDT | (fr) Rapport (en) Boxscore | Spurs de San Antonio 88, Heat de Miami 95             | Spurs de San Antonio 88, Heat de Miami 95 | Spurs de San Antonio 88, Heat de Miami 95      |  | American Airlines Arena, Miami Affluence : 19 900 Arbitres : no 43 Dan Crawford no 48 Scott Foster no 13 Monty McCutchen | ABC |
| 20 juin 2013 21.00 EDT | (fr) Rapport (en) Boxscore | Score par quart-temps : 16-18, 28–28, 27–26, 17–23    |                                           |                                                |  | American Airlines Arena, Miami Affluence : 19 900 Arbitres : no 43 Dan Crawford no 48 Scott Foster no 13 Monty McCutchen | ABC |
| 20 juin 2013 21.00 EDT | (fr) Rapport (en) Boxscore | Score par mi-temps : 44-46, 44-49                     |                                           |                                                |  | American Airlines Arena, Miami Affluence : 19 900 Arbitres : no 43 Dan Crawford no 48 Scott Foster no 13 Monty McCutchen | ABC |
| 20 juin 2013 21.00 EDT | (fr) Rapport (en) Boxscore | Tim Duncan 24 Kawhi Leonard 16 Manu Ginóbili 5        | Points Rebonds Passes d.                  | LeBron James 37 LeBron James 12 Allen, James 4 |  | American Airlines Arena, Miami Affluence : 19 900 Arbitres : no 43 Dan Crawford no 48 Scott Foster no 13 Monty McCutchen | ABC |
| 20 juin 2013 21.00 EDT | (fr) Rapport (en) Boxscore | Miami remporte la série 4 à 3 et devient champion NBA |                                           |                                                |  | American Airlines Arena, Miami Affluence : 19 900 Arbitres : no 43 Dan Crawford no 48 Scott Foster no 13 Monty McCutchen | ABC |

## Statistiques
| Catégorie        | Plus haut                            | Plus haut                                                          | Plus haut   | moyenne                 | moyenne                                  | moyenne | moyenne      |
| Catégorie        | Joueur                               | Équipe                                                             | Total       | Joueur                  | Équipe                                   | Moyenne | Matchs joués |
| ---------------- | ------------------------------------ | ------------------------------------------------------------------ | ----------- | ----------------------- | ---------------------------------------- | ------- | ------------ |
| Points           | Stephen Curry Kevin Durant           | Warriors de Golden State Thunder d'Oklahoma City                   | 44 (2OT) 41 | Kevin Durant            | Thunder d'Oklahoma City                  | 30,8    | 11           |
| Rebonds          | Andrew Bogut                         | Warriors de Golden State                                           | 21          | Kevin Garnett           | Celtics de Boston                        | 13,7    | 6            |
| Passes décisives | Tony Parker Andrew Bogut Mike Conley | Spurs de San Antonio Warriors de Golden State Grizzlies de Memphis | 18(OT) 13   | Deron Williams          | Nets de Brooklyn                         | 8,4     | 7            |
| Interceptions    | Dwyane Wade                          | Heat de Miami                                                      | 6           | Monta Ellis             | Bucks de Milwaukee                       | 2,5     | 4            |
| Contre           | Brook Lopez                          | Nets de Brooklyn                                                   | 7           | Brook Lopez Serge Ibaka | Nets de Brooklyn Thunder d'Oklahoma City | 3       | 7 11         |

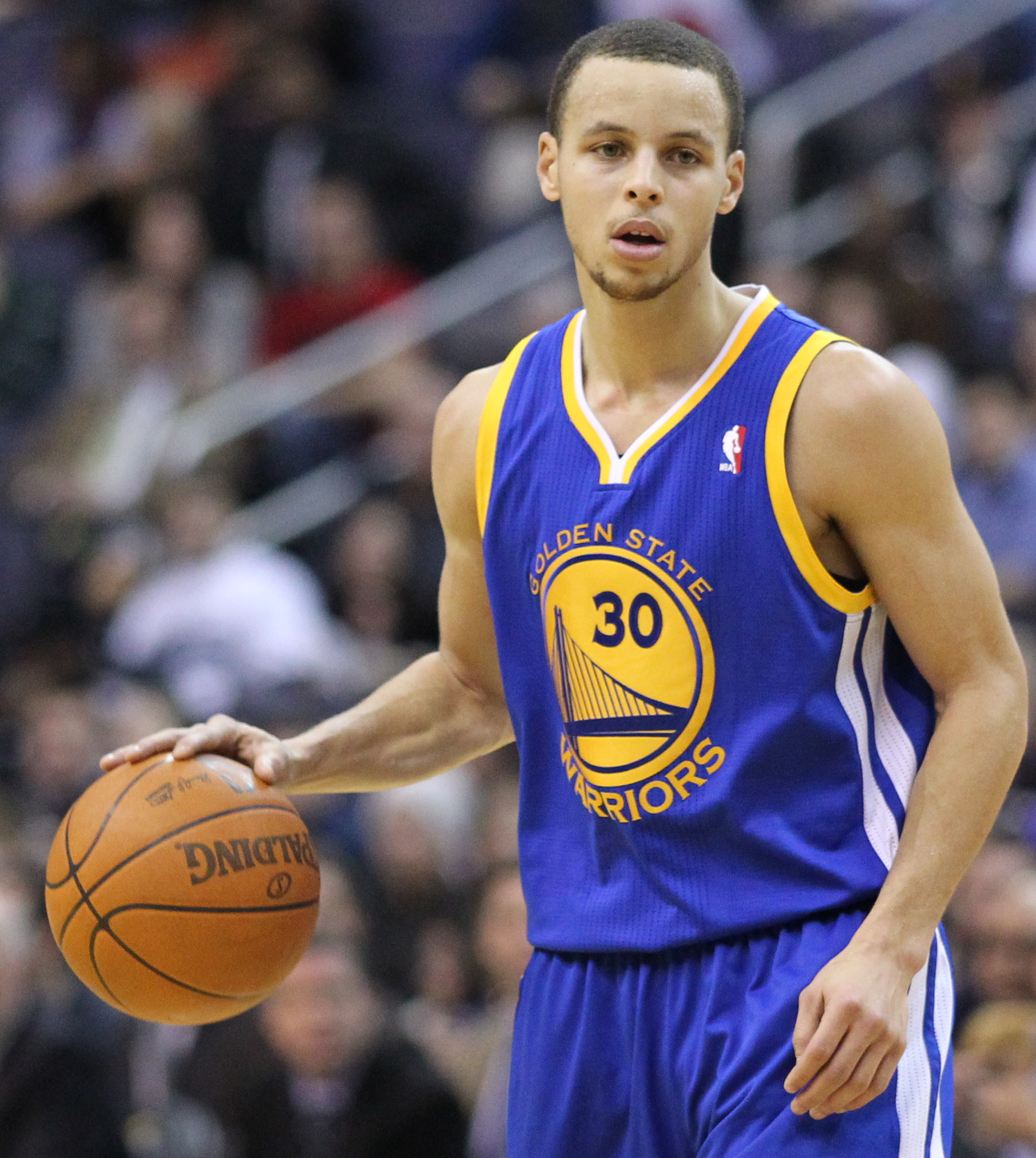
Stephen Curry.

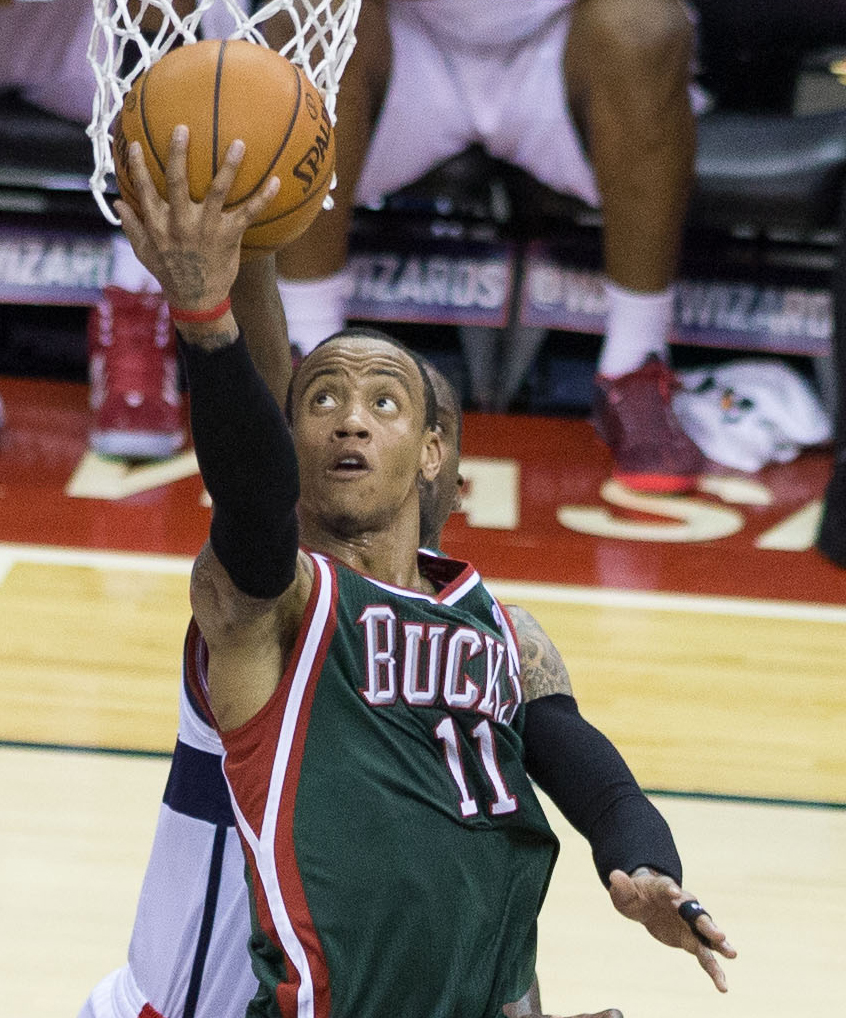
Monta Ellis.

Mise à jour : Après les matchs du 16 juin 2013 

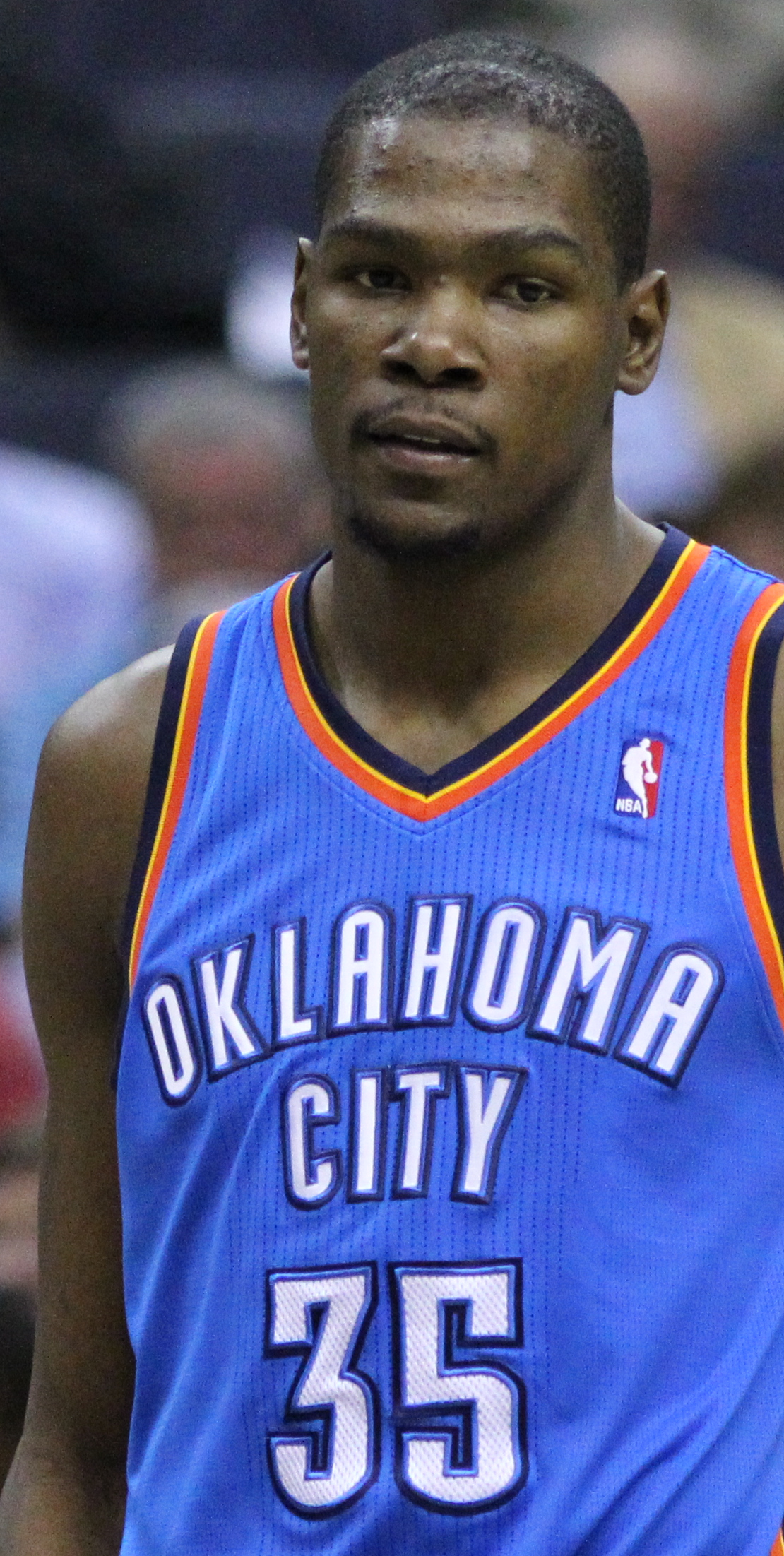
Kevin Durant
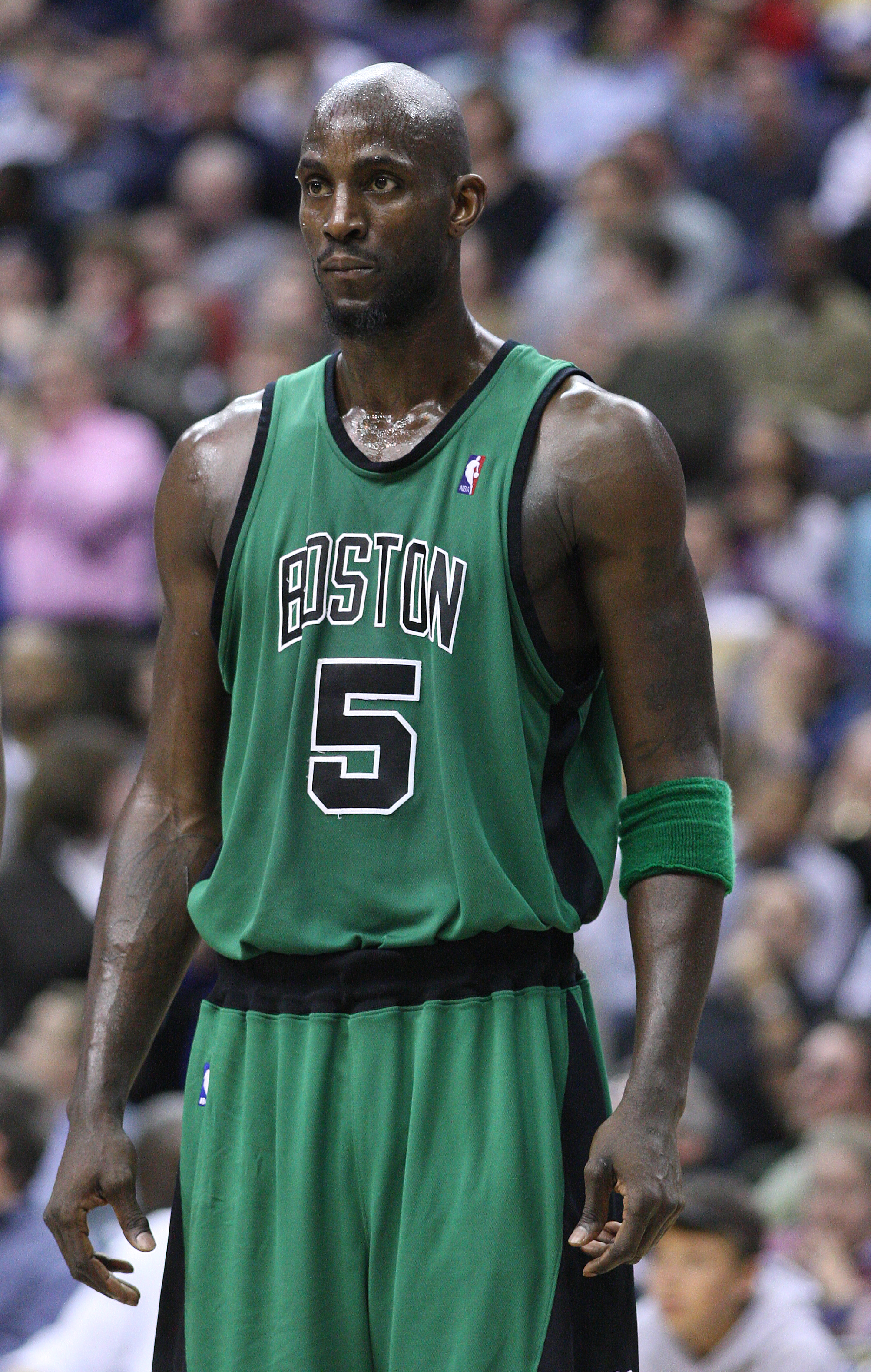
Kevin Garnett
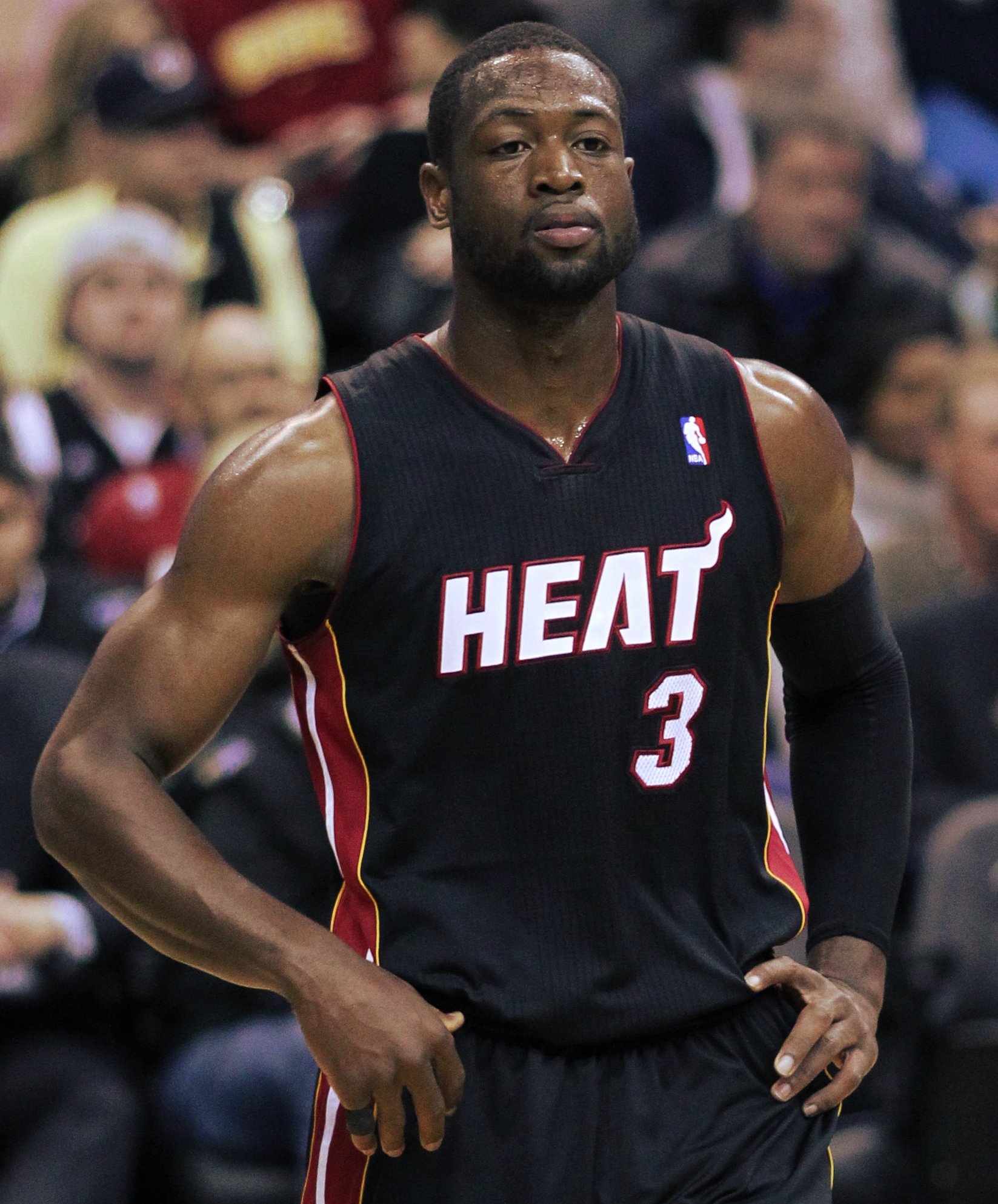
Dwyane Wade
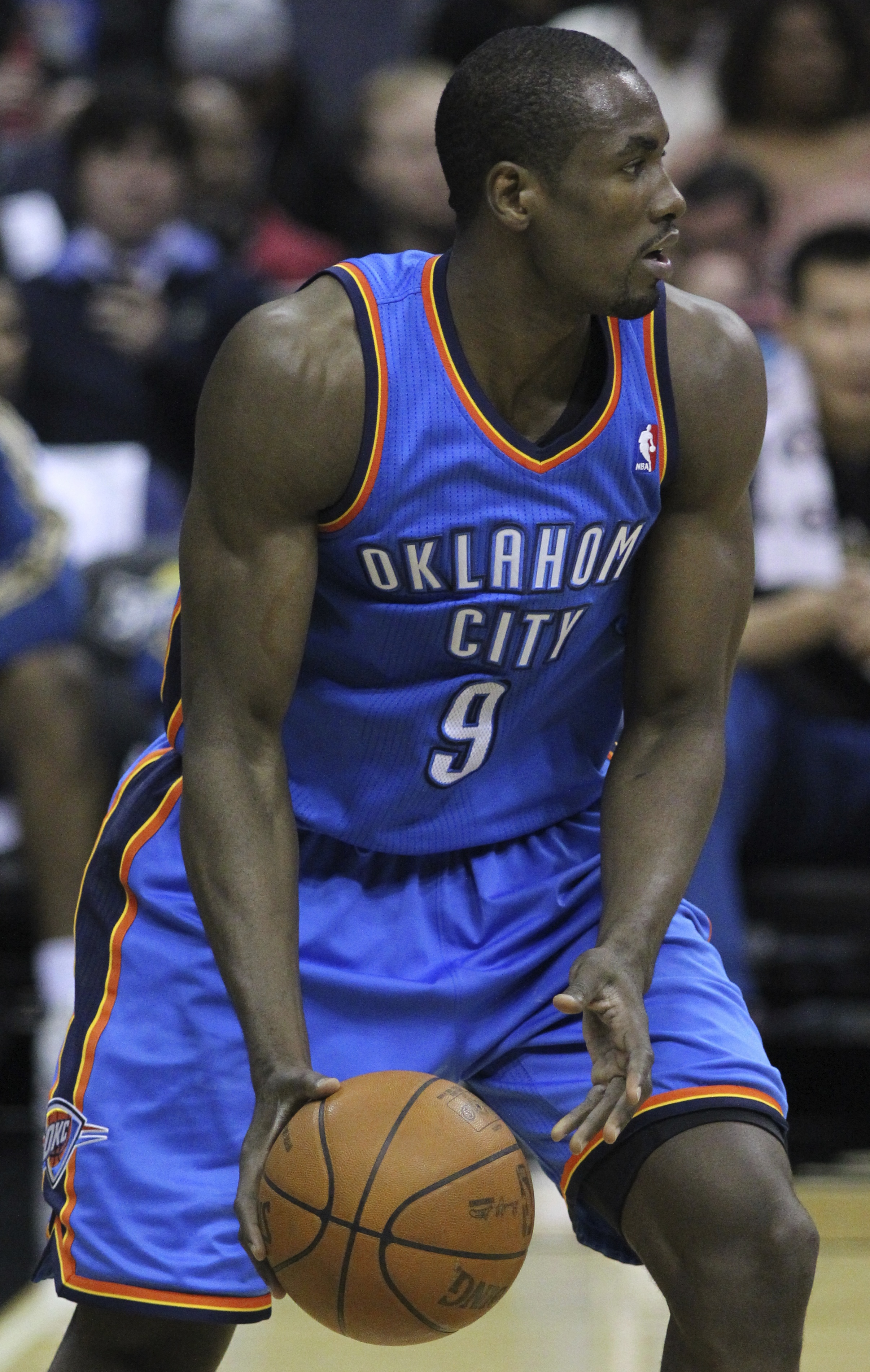
Serge Ibaka
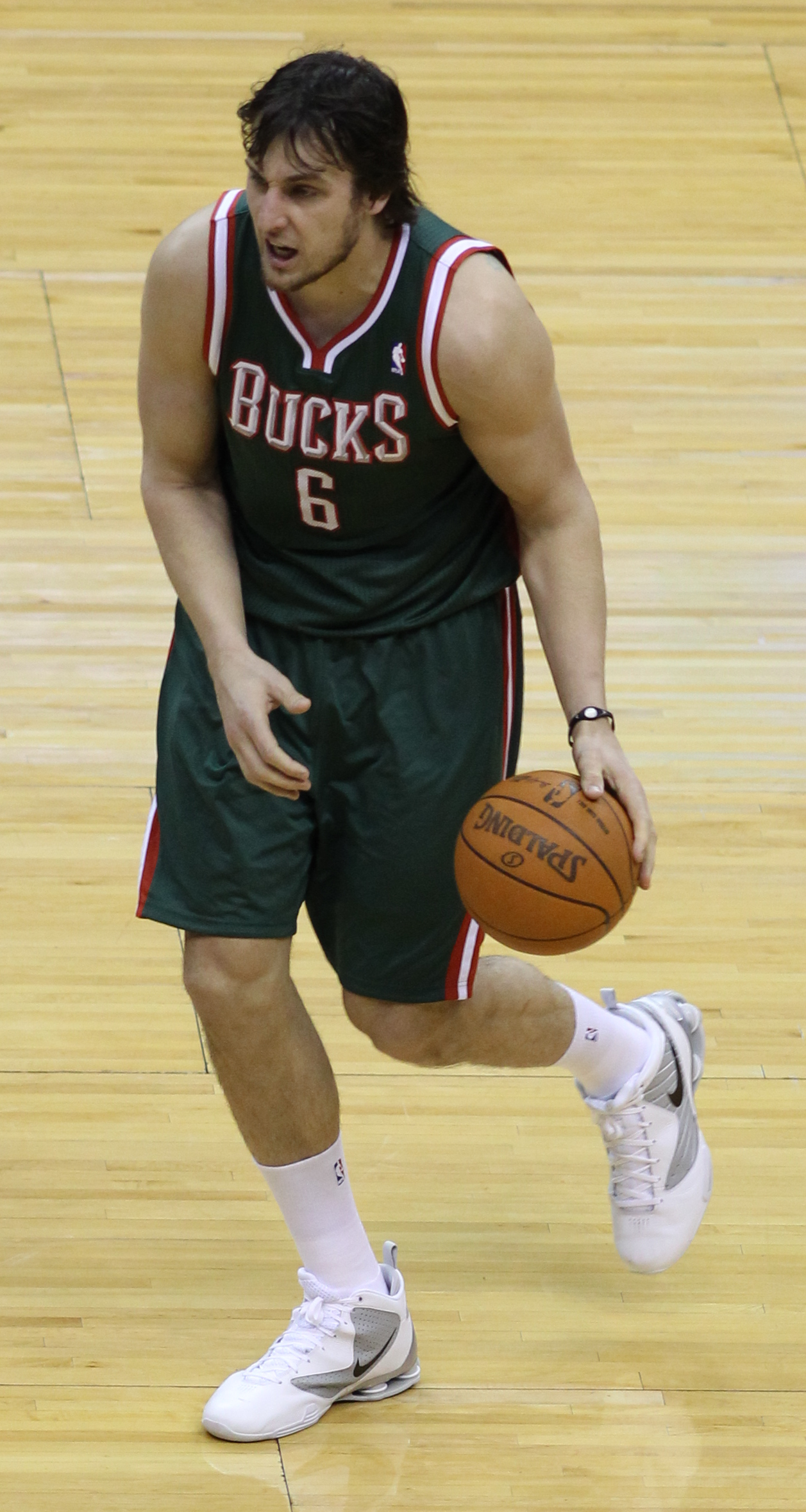
Andrew Bogut